# Roger Federer

2007-ben

Roger Federer (Bázel, 1981. augusztus 8. –) svájci hivatásos teniszező 1998–2022 között. Profi pályafutása során összesen 310 héten keresztül vezette az ATP világranglistáját – közben 237 hétig folyamatosan –, mindkét eredménnyel új rekordot állítva a férfi tenisz történetében.
Eredményei alapján a tenisztörténelem egyik legsikeresebb versenyzője volt; a legtöbb szakértő, volt és jelenlegi teniszező minden idők legjobb teniszezőjének tartja.
Pályafutása során 1251 meccset nyert, összesen 103 címet szerzett, ebből 20-at Grand Slam-tornán, 28-at ATP Masters Series-versenyen, 6-ot az évzáró ATP-világbajnokságon (ATP World Tour Finals). Megnyerte mind a négy Grand Slam-tornát, s ezzel teljesítette a karrier-Grand Slamet.
20 Grand Slam-győzelemmel – Rafael Nadal és Novak Đoković mögött – Federer a legtöbb Grand Slam-tornát nyert három teniszező egyike.
Wimbledonban nyolcszor (2003–2007, 2009, 2012, 2017), az Ausztrál Openen hatszor nyert (2004, 2006, 2007, 2010, 2017, 2018), a US Openen pedig sorozatban öt címet szerzett (2004–2008). A Roland Garroson – miután 2006-ban, 2007-ben és 2008-ban, majd 2011-ben is döntőt játszott – 2009-ben tudott nyerni. Összesen 30 Grand Slam-döntőbe jutott be.
Federer az első teniszező, aki két különböző Grand Slam-tornát is meg tudott nyerni ötször egymás után. Ötös sorozatai önmagukban is open-éra rekordok: a US Open-rekordot Federer egyedül, a wimbledonit Björn Borggal együtt tartja. Ő az első férfi teniszező, aki négy egymást követő évben megnyerte mind Wimbledont, mind a US Opent (2004–2007)
Federer az első teniszező, aki tíz egymást követő Grand Slam-döntőbe (2005. Wimbledon – 2008. Ausztrál Open), és 23 egymást követő Grand Slam-elődöntőbe jutott be (2004. Wimbledon – 2010. Ausztrál Open), utóbbi egyik legnagyobb rekordjának számít. Ő az első teniszező, aki három évben, köztük két egymást követő évben is mind a négy Grand Slam-tornán döntőt játszott (2006–2007, 2009), és aki a négy Grand Slam-torna mindegyikén legalább ötször döntőt játszott – Wimbledonban 11-et.
237 hetet töltött egyhuzamban a világranglista élén: 2007. február 26-án megdöntötte Jimmy Connors 160 hetes férfi, majd 2007. augusztus 27-én Steffi Graf 186 hetes történelmi rekordját is. A férfiak között övé a második legtöbb hét világelsőként.
A 2008-as pekingi olimpián Stanislas Wawrinkával párosban olimpiai aranyérmet szerzett, a 2012-es londoni olimpián pedig egyéniben lett ezüstérmes.
Federer kivételes karrierjének és karizmatikus személyiségének köszönhetően világszerte a tenisz és a sport képviselője volt, de hatása túl is mutat ezen: karitatív tevékenységéért 2006-ban a UNICEF nagykövetévé nevezték ki.
2007-ben a Time magazin a „Time 100”, a világ száz legnagyobb hatású embere közé sorolta.
2022. szeptember 15-én bejelentette, hogy újabb térdproblémái miatt 41 évesen visszavonul a profi tenisztől.

## Személyes
Roger Federer a Bázel környéki Binningenben született 1981. augusztus 8-án. Apja, Robert Federer svájci német ajkú, anyja, Lynette Durand dél-afrikai származású (ennek köszönhető, hogy Federer a keresztnevét angolosan ejti). Van egy nővére, Diana.
2000-ben, a sydneyi olimpián találkozott Miroslava Vavrinec (Mirka), szlovák származású svájci teniszezőnővel, akit 2009 áprilisában feleségül vett. Mirka 2002-ben vonult vissza versenyzéstől, azóta Federert minden teniszversenyére elkíséri, támogatja, intézi a hivatalos ügyeit. „Amíg arra ébredek reggelente, hogy ő ott van mellettem, ez minden, ami számít.”
„Ő a legfontosabb ember az életemben, persze a szüleimmel együtt.” Mirka minden idejét Federernek szenteli. Cserébe „amikor nyaralunk, mindent megteszek neki, amit csak akar. Ha tíz órán keresztül akar vásárolni, megyek vele, mert ő is vár rám ennyit, ha versenyem van.”
Federernek és Mirkának 2009. július 23-án megszülettek iker lányaik, Charlene Riva és Myla Rose.
2013 karácsonyán Roger Federer bejelentette hivatalos Twitterén, hogy feleségével harmadik gyermeküket várják. 2014. május 6-án megszülettek ikerfiai: Leo és Lenny.
Federer anyanyelvének a németet tekinti, de folyékonyan beszél angolul és franciául is. Szabadidejét szívesen tölti tengerparton, szeret sízni, pingpongozni, kártyázni, kedveli a futballt és a golfot. Gyermekkora óta drukkol szülővárosa focicsapatának, az FC Baselnek, a többi európai csapat közül pedig az AS Roma a kedvence.
Hároméves korában kezdett el teniszezni, s bár gyerekkorában szerette a futballt is, 12 éves korában végérvényesen a tenisz mellett döntött. „A tenisszel kapcsolatban úgy éreztem, minden az irányításom alatt van. A focinál lehet hibáztatni a kapust vagy bárki mást. A tenisszel nincs ilyen probléma. Csak magamat hibáztathattam.”
Gyermekkori példaképei Boris Becker, Stefan Edberg és Pete Sampras voltak. „Csodáltam azokat a teniszezőket, akik egykezes fonákot ütöttek, mert én is azt ütöttem. Az első példaképem Edberg volt, aztán Becker. Később már inkább Sampras volt a kedvencem. De soha nem akartam egyiküket sem utánozni.” Federer továbbra is nagyon tiszteli elődeit, és bár büszke arra, amit elért, nem gondolja, hogy indokolt lenne minden idők legjobb teniszezőjének nevezni. 2007-ben ezt nyilatkozta a kérdésről: „Néha szeretném, ha egy kicsit több időt hagynának nekem. Ez még sokáig nem fog kiderülni. (…) Ha most abbahagynám, talán én számítanék a legjobbnak? Nem, dehogyis.”
Fiatalkorában nagyon indulatos volt a teniszpályán, vagdosta az ütőjét, saját bevallása szerint gyerekkorában többször kizavarták az edzésekről. Később azonban megkomolyodott. „Nem tudom, talán felnőttem egy kicsit. Rájöttem, hogy az ütővagdosás nem segít (…) Meg aztán persze a centerpályán játszani egy nagy tömeg előtt, Pete Sampras ellen játszani… ez nem készteti arra az embert, hogy kiabáljon, ütőket hajigáljon…”
Ma már ritkán nyilvánítja ki az érzéseit, higgadtan játszik, és nagyon sportszerű. 2004-től 2009-ig, illetve 2011-től 2017-ig minden évben neki ítélték (a többi játékos szavazatai alapján) az ATP Stefan Edberg sportszerűségi díját.
Szinte minden tenisztársa kedveli: „Roger kedves fiú a pályán kívül is. Ő egy igazi példakép. Jóindulatú, barátságos és udvarias. Ha nem lenne ilyen jó ember, akkor könnyebb lenne ellene fordulni, mert az emberi természet olyan, hogy térdre akarja kényszeríteni azokat, akik a csúcson vannak. De őt senki nem akarja megtörni. Ő egyszerűen túl szimpatikus ember ahhoz. Ez teszi olyan könnyűvé azt is, hogy szurkoljunk neki.” (James Blake)
Teniszpályafutása során már több mint 130 millió dollárt keresett csak a sikerei után járó pénznyereményeket tekintve, a szponzori bevételeket is figyelembe véve azonban ennél jóval többet, a nettó vagyona több mint 450 millió dollárt ér. 2020-ban a Forbes magazin listája szerint Federer volt a világon legtöbbet kereső sportoló az évben, 106,3 millió dollárt keresve. 2021-ben ő lett a tenisz történetének első dollár-milliárdosa.
2003-ban megalapította a Roger Federer Foundation Archiválva 2013. január 27-i dátummal a Wayback Machine-ben nevű alapítványt, amely hátrányos helyzetű – elsősorban dél-afrikai – gyermekeket segít. Tevékenységéért 2006-ban és 2013-ban is Arthur Ashe humanitárius díjjal jutalmazta az ATP. „Az egyik ok, ami miatt az alapítvány nagyon fontos nekem: lehetővé teszi számomra, hogy pozitívan befolyásoljam más emberek életét, és hogy megosszam velük a sikereimet.”2006. április 3-án Federert a UNICEF nagykövetévé nevezték ki. Federer számtalan jótékonysági mérkőzés szervezésében vett részt, legtöbbször ő maga is a pályán szerepelt, hogy adományokat gyűjtsön a rászorulóknak. Az amerikai Time magazin 2007-ben a Time 100, a világ száz legnagyobb hatású embere közé sorolta.
Federer a szurkolók, tenisznézők körében óriási népszerűségnek örvend, 2003-tól 2020-ig zsinórban 18-szor választották meg az ATP hivatalos oldalán, mint a rajongók kedvenc játékosát. Számos elemző szerint személye jelentős szerepet játszott, hogy a 2000-es évek közepe óta nagyon jelentősen megnőtt a figyelem a teniszsport iránt, ami a pénznyeremények jelentős növekedéséhez, a tornák szervezésének és a teljes sportnak a fejlődéséhez vezetett.
Eredményei alapján minden idők egyik legjobb teniszezőjének, illetve 2009 és 2020 között a legnagyobb teniszezőnek tartotta számtalan szakmai vélemény, saját generációjának pedig egyértelműen legjobb játékosaként hivatkoznak rá. Maga Federer azonban úgy véli, hogy különböző korszakok játékosainak eredményeit nem lehet egymással összehasonlítani, ezért senkit nem lehet minden idők legnagyobbjának tekinteni. 2021 júliusában a BBC Sports felhasználói őt szavazták meg a tenisztörténelem legnagyobbjának. Ugyanebben az évben Richard Gasquet arról nyilatkozott, hogy szerinte a tenisztörténelem három legjobbja Novak Đoković, Rafael Nadal és Roger Federer, de Federer kiemelkedik közülük esztétikus játékstílusával.
2009-ben és 2017-ben az amerikai Sports Illustrated címlapjára került, ami teniszezőnek 1999 óta egyszer sem sikerült, 1992 óta pedig az első nem amerikai, aki megjelent a magazin címlapján.
2007-ben a svájci, 2010-ben pedig az osztrák posta tisztelgett speciális bélyeggel, ami őt ábrázolta. 2011-ben a Reputation Intézet felmérése alapján Roger Federer volt a második legnagyobb tiszteletnek örvendő személyiség a világon, Nelson Mandela után. Egy 2016-os felmérés szerint Svájc történetének legismertebb személye, a svájci állampolgár Albert Einsteint és Tell Vilmost maga mögé utasítva. 2012-ben Németországban, Halléban "Roger-Federer-Allee" néven utcát neveztek róla, ezzel tisztelegve a hallei tornán elért különleges sikereinek. 2016-ban Biel városában, Svájcban szintén elneveztek egy utcát Federerről.
2017-ben a Bázeli Egyetem díszdoktori címet adott neki, elismerve alapítványának dél-afrikai érdemeit az ottani gyermekek oktatási körülményeinek javításában. 2019-ben az első élő személy lett, akinek az arca rákerült a svájci pénzérmékre, miután rákerült a 20 frankos érmére. 2020-ban belekerült a Svájci Nemzeti Múzeum 100 részes krónikájába, ami az ország történetét és kultúráját mutatja be. 2021 októberében Bázel városa felavatta a róla elnevezett "Federer-Express" villamost.

## A teniszkarrier kezdete

### Első évek
Karrierjére a folyamatos fejlődés jellemző, sok tenisznagysággal ellentétben fiatalkorában kevés nagy eredményt ért el. Hároméves korában kezdett el teniszezni, majd nyolcévesen csatlakozott a TC Old Boys teniszklubhoz. Edzői, Adolf Kacovsky és Peter Carter nagyban hozzájárultak a fejlődéséhez. 10-től 14 éves koráig Federer szinte több időt töltött Peter Carterrel, mint a saját szüleivel. Carter tanította meg neki a hibátlan technikát, és egyben azt is sokat magyarázta neki, hogyan kell a pályán viselkedni, és kordában tartani az indulatait.
Federer tenisz mellett tehetségesen focizott, de tizenkét évesen végérvényesen a tenisz mellett döntött. 1995-től Ecublensben, a svájci nemzeti sportközpontban folytatta az edzéseket. Szinte azonnal megkapta a svájci állam támogatását, és ennek segítségével 1995 és 1997 között hét junior tornát megnyert. 1997-től kezdve egyre több nemzetközi versenyen indult, és májusban megnyerte első nagyobb nemzetközi junior címét Pratóban.

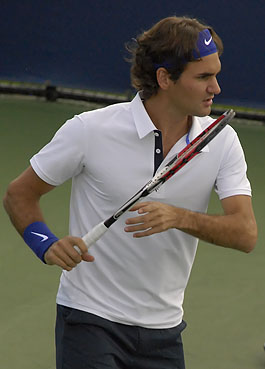
A 2008-as Rogers Cupon

Ezzel egyidőben, 16 évesen elhatározta, hogy otthagyja az iskolát, hogy minél jobban a tenisznek szentelhesse az életét. Abban az időben ez elég kockázatos döntés volt, mert bár már kezdett nevet szerezni magának a junior mezőnyben, eredményei még nem voltak elegendőek a megélhetésre. De döntése helyesnek bizonyult: 1998-ban végleg betört a junior élmezőnybe, januárban épphogy lemaradt a junior Ausztrál Open döntőjéről, viszont Wimbledonban nyert egyesben és párosban is a juniorok között. Ezek a sikerek lehetővé tették, hogy elinduljon felnőtt tornákon is. Júliusban, Gstaadban debütált a profik között, 1998 második felében pedig Toulouse-ban már a negyeddöntőig jutott, miközben harcolt a junior világelsőségért is. Utolsó junior tornája a floridai Orange Bowl torna volt, ezt meg is nyerte, ami biztosította számára az évzáró első helyet a junior világranglistán. Ezek a sikerek megnyitották neki az utat a felnőtt tornákra is.
Mint junior wimbledoni bajnok és ranglista-vezető, 17 évesen első professzionális évében sok szabadkártyát kapott a felnőtt nemzetközi tornákra. 1999-ben, év elején azt a célt tűzte ki magának, hogy bejusson az első 200-ba az ATP világranglistáján, ezt azonban már tavasszal túlteljesítette. A Davis-kupán hamar kivívta magának a vezető pozíciót a svájci csapatban, és a negyeddöntőig vezényelte azt. Bécsben jutott be élete első elődöntőjébe ATP-tornán, amivel azonnal az első 100-ba került a ranglistán. Az évet végül a ranglista 64. helyezettjeként zárta.
Az első év sikerei után 2000-re szerény célt tűzött ki maga elé: be akart kerülni az első 50 közé a világranglistán. Miután Marseille-ben bejutott első ATP-döntőjébe (amit végül honfitársa, Marc Rosset nyert meg), ez a cél már majdnem meg is valósult, így év végére újat tűzött ki: az első 25 helyezettet. Edzőjével, Peter Carterrel hivatalosan elváltak útjaik, bár később is sokat konzultáltak. Federer meg akarta mutatni, hogy egyedül is meg tud állni a lábán, és nincs szüksége az állam támogatására sem. Új edzője Peter Lundgren lett, aki már korábban is dolgozott vele alkalomadtán. Lundgren felismerte az akkor 18 éves Federer hatalmas tehetségét, ugyanakkor a fejlődés lehetőségét is látta benne. Bár teljesítménye a tornákon még nem volt egyenletes, a nyári szezonja nem is sikerült jól, Svájc nevezte a 2000-es sydneyi olimpiára, ahol meglepetésre az elődöntőig jutott, és végül negyedik lett. Otthon, Bázelben bejutott karrierje második ATP-döntőjébe, ahol Thomas Enqvist verte meg. Az évet a világranglista 29. helyén zárta, nem sokkal elmaradva saját kitűzött céljától. Télen felvette Pierre Paganinit erőnléti edzőjének, hogy a továbbiakban fizikálisan is fel tudja venni a versenyt a mezőny legjobbjaival.
 (~> Federer összes meccse 1998-ban, 1999-ben és 2000-ben)

### 2001-től az első wimbledoni győzelemig (2003)
A 2001-es évre két célt tűzött ki maga elé: élete első tornagyőzelmét és a világranglista első 15 helyét. Az első célt hamar elérte: februárban megnyerte a milánói tornát (döntő: Julien Boutter ellen). A másik cél elérése sem váratott sokat magára: salakos szezonja jól sikerült, a Roland Garroson bejutott élete első Grand Slam-negyeddöntőjébe, és Wimbledon után már a világranglista 15. helyén állt. Wimbledonban a 16 között a hétszeres wimbledoni bajnok Pete Samprasszel találkozott. Az akkor 19 éves Federer öt játszmában búcsúztatta Wimbledon akkor négy éve uralkodó címvédőjét. Gyermekkori példaképe ellen aratott győzelmével Sampras 31 meccses wimbledoni veretlenségi sorozatát szakította meg. Ez után a győzelem után mindenki azt várta tőle, hogy megnyeri a tornát, azonban már a következő körben búcsúzott (Tim Henman verte meg). Az év további részében sérüléssel bajlódott, ezért nem ért el komolyabb eredményeket (bár Bázelben újra döntőbe jutott). Az évet a világranglista 13. helyén zárta.

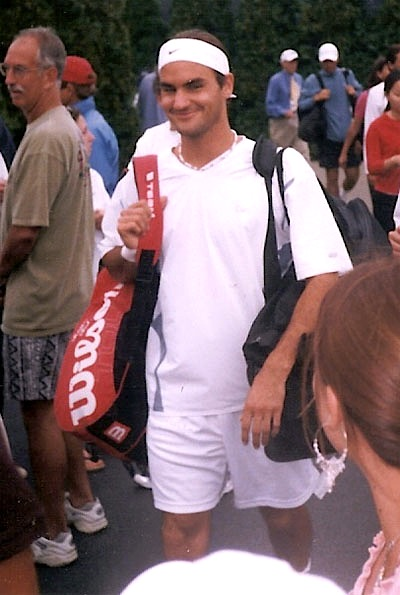
2002-ben

2002-ben addigi pályafutása legsikeresebb tavaszi idényét produkálta, az Ausztrál Openen a negyedik körig, Milánóban International Series tornán döntőbe jutott, és márciusban bejutott karrierje első Masters Series-döntőjébe Miamiban, ahol Andre Agassitól kapott ki. Két héttel később Hamburgban a második Masters-döntőjébe is bejutott, és ezt már meg is nyerte, Marat Szafin ellen. A Roland Garroson és Wimbledonban meglepetésre az első körben búcsúzott. Sokan értetlenül álltak az előtt, miért nem tudja a tőle megszokott eredményeket produkálni az év négy legnagyobb tornáján. A következő, torinói tornán is kiesett az első körben. 2002 augusztusában azonban volt edzője és barátja, Peter Carter tragikus halála fordulópontot jelentett karrierjében és a játékhoz való hozzáállásában. Fiatal játékosként sokszor figyelmen kívül hagyta, amit az edzői mondtak neki, hogyan kell játszania és viselkednie, de ekkor volt barátja kedvéért lassan összeszedte magát. Nem sokkal a baleset után Cincinnatiben ugyan még újra kiesett az első körben, és a US Openen is csak a negyedik körig jutott, de aztán megnyerte a bécsi tornát, amit Carternek ajánlott: „Ezt a címet neki nyertem. Nagyon hiányzik.”
Annak ellenére, hogy az év során nem jutott be egyetlen Grand Slam-torna negyeddöntőjébe sem, kijutott az évzáró világbajnokságra, a Tennis Masters Cupra, ahol csak az elődöntőben búcsúzott, az akkori világelső Lleyton Hewitt-tól kapott ki. Az évet a világranglista 6. helyén zárta.
A 2003-as évre Federer és edzője, Peter Lundgren nagy célt tűztek ki elé: az első 4 helyet a világranglistán, és egy Grand Slam-címet. Az év első Grand Slam-tornáján elszalasztotta a lehetőséget: David Nalbandian a 16 között búcsúztatta öt szettben. Utána rögtön három tornát is megnyert, Marseille-ben, Dubajban és Münchenben, és a Davis-kupában is az elődöntőbe vezényelte a svájci csapatot. A Roland Garroson viszont megint kiesett az első körben, a sajtó értetlenkedése közepette, ami mentális gyengeségnek tudta be a korai búcsúkat. Federert azonban, úgy tűnik, ez nem zavarta: közvetlenül Wimbledon előtt megnyerte Halléban a füves felkészítő tornát. Wimbledonban esélyesként indult, és 2001 óta először sikerült is túljutnia az első körökön. Bár a második hét első felében hátsérüléssel küzdött, beküzdötte magát az elődöntőbe, ahol Andy Roddick ellen majdnem hiba nélkül teniszezett, és bejutott élete első Grand Slam-döntőjébe. A döntőben Mark Philippoussis volt az ellenfele: Federer 3 szettben (köztük két tie-breakkel) nyerni tudott (7–6, 6–2, 7–6) végre eleget tett a vele szemben támasztott elvárásoknak, és megnyerte élete első Grand Slam-címét.
Wimbledon után Federerre újabb kihívás várt: a Davis-kupa elődöntője Ausztrália ellen. A csapatok egyben a volt ausztrál edzője tiszteletére elnevezett Carter-kupáért is küzdtek. Federer az első meccsét megnyerte, de Lleyton Hewitt ellen nem bírta a nyomást, két szett előnyből elvesztette a meccset, ami Ausztrália győzelmét jelentette. A döntő után Carter családja próbálta őt megvígasztalni.
A kemény pályás szezonban megnyerte a bécsi tornát, és éves sikereinek köszönhetően ekkor már a világelsőségért küzdött. Az évet végül a második helyen zárta, viszont megnyerte élete első Tennis Masters Cup-döntőjét, Houstonban, Andre Agassi ellen. Ekkor kezdődött meg Federer 2007 végéig tartó dominanciája. 2003 decemberében úgy döntött, edzője, Peter Lundgren nélkül folytatja pályafutását. Innentől fogva csak az erőnléti edzője, Pierre Paganini, Pavel Kovac, Mirka, a családja és a barátai alkotta csoport segített neki.
 (~> Meccsei 2001-ben, 2002-ben és 2003-ban)

## A világranglista élén

### 2004 – A világ legjobbja
Annak ellenére, hogy nem volt mellette edző, 2004-et az Ausztrál Open megnyerésével kezdte. A 16 közé játszmavesztés nélkül jutott, utána pedig megverte korábbi fő ellenfeleit, Lleyton Hewittot és David Nalbandiant. Bejutott a döntőbe, ahol esélyt sem hagyott Marat Szafinnak (7–6(3), 6–4, 6–2), így megnyerte második Grand Slam-címét is.

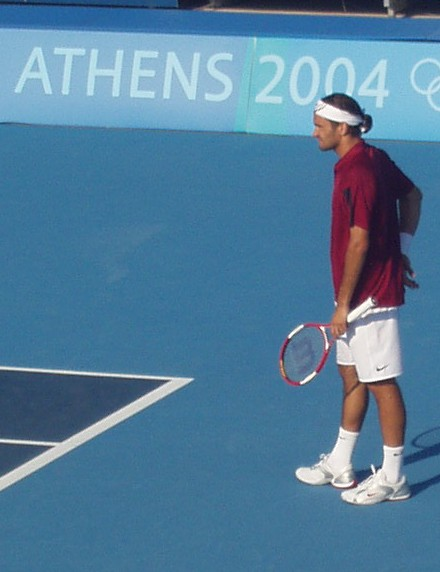
Az athéni olimpián

Az Ausztrál Openen aratott sikere után, 2004. február 2-án átvette a vezetést a világranglistán, és a világelsőséget 237 hétig nem is engedte ki a kezéből.
A Roland Garros előtt további 3 címet nyert, köztük két Masters Series-tornát Indian Wellsben és Hamburgban. Miamiban viszont a harmadik körben kikapott Rafael Nadaltól, akivel ekkor találkozott első alkalommal. A Roland Garroson újra nem sikerült sokáig jutnia: a háromszoros bajnok brazil Gustavo Kuerten a 3. körben megverte. Wimbledonban azonban feledtette ezt a korai vereséget azzal, hogy sikeresen megvédte címét (döntő: Andy Roddick ellen, 4–6, 7–5, 7–6(3), 6–4, ez volt karrierje 3. Grand Slam-győzelme). Közvetlenül ez után Gstaadban megnyerte élete első hazai tornáját, majd a torontói Masters-tornán is győzni tudott, ezzel 23 meccsre bővítette veretlenségi sorozatát.
Az athéni olimpián ő vitte Svájc zászlaját a megnyitó ünnepségen, de fő esélyesként váratlanul a 2. körben búcsúzott (Tomáš Berdych verte meg). A váratlan vereséget azonban előnyére fordította az ezt követő hetekben. A US Openen csak Andre Agassi tudott neki nehézségeket okozni a negyeddöntőben, de sikeresen bejutott a döntőbe, ahol Lleyton Hewittnak 3 játszmában összesen 6 játékot engedélyezett, két szettet is 6–0-ra nyert (6–0, 7–6(3), 6–0). Ezzel a győzelemmel ő lett az első teniszező Mats Wilander (1988) óta, aki egy naptári évben a négy Grand Slam-tornából hármat meg tudott nyerni.
Bázelben, szülővárosában először léphetett volna világelsőként pályára, de pár órával az első meccse előtt megsérült, így vissza kellett lépnie. Sérülése miatt a párizsi Masters-tornán sem tudott indulni, és félő volt, hogy az év végi houstoni Tennis Masters Cupot is ki kell hagynia, de végül el tudott indulni. A játékán nyoma sem látszott korábbi sérülésének: a csoportkörökből veretlenül jutott az elődöntőbe, majd megvédte a címét is (döntő: Lleyton Hewitt ellen: ebben az évben már hatodszor verte meg). Az egész torna során egyetlenegy szettet veszített el, és egyben egy rekordot is megdöntött: ez volt sorozatban a 13. döntője, amit megnyert (a rekordot Björn Borg és John McEnroe tartotta 12 egymás után megnyert döntővel). 2005-ben is folytatta ezt a sorozatot, és meg sem állt 24 döntőig.
2004-ben nyert-veszített meccseinek aránya 74-6 volt, és összesen 11 tornán diadalmaskodott az év folyamán (ebből 3 Grand Slam-tornán és 3 Masters Series versenyen), és a világranglista első 10 helyén álló teniszezővel vívott összes meccsét megnyerte (18-at). Az év során nyújtott teljesítményéért több díjat is kapott (ITF Tennis World Champion, Laureus World Sportsman of the Year).
(~> Meccsei 2004-ben)

### 2005 – Rekordok nyomában

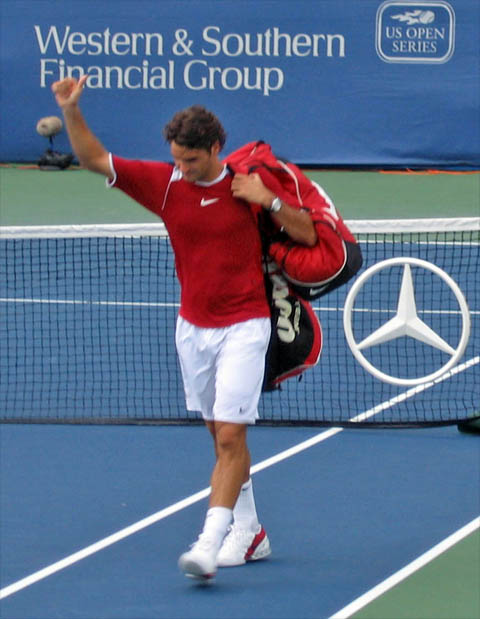
Egy győztes mérkőzés után

2005 elején kezdett el Tony Roche-sal dolgozni, aki főleg Grand Slam-tornák előtt segítette a felkészülésben. Tony Roche korábban már Ivan Lendl és Patrick Rafter edzője is volt, és sok Grand Slam-címhez segítette őket. Ebben az évben Federer az Ausztrál Openen az elődöntőig menetelt (időközben Andre Agassit is megverte), ott viszont a későbbi győztes Marat Szafin egy négyórás meccsen megállította (7–5, 4–6, 7–5, 6–7(6), 7–9), pedig Federernek a negyedik szett rövidítésében meccslabdája is volt.
Az Ausztrál Open után közvetlenül négy tornát is megnyert sorozatban: a rotterdami és dubaj tornát, majd győzött az év első két Masters Series-versenyén, Indian Wellsben és Miamiban is (ez utóbbi döntőjében 0:2-es szetthátrányból fordított Rafael Nadal ellen). A salakos szezon első tornáján, Monte Carlóban a negyeddöntőig jutott, a Hamburg Masterst viszont megnyerte: ez már a harmadik Masters Series-címe volt az évben.
A Roland Garroson élete addigi legjobb helyezését érte el, bejutott az elődöntőbe, ahol azonban a későbbi győztes Rafael Nadal négy játszmában búcsúztatta. Csalódottan távozott Párizsból, de azzal a meggyőződéssel, hogy minden esélye megvan arra, hogy egyszer győzzön a francia bajnokság salakján.
A Roland Garros után Federer akkori karrierjének leghosszabb veretlenségi sorozata következett. A rövid füves szezonban az előző évekhez hasonlóan újra uralta a mezőnyt, megnyerte a Wimbledont felvezető hallei tornát, Wimbledonban pedig ismét megvédte címét, miközben az egész torna során mindössze egy szettet vesztett el (a döntőt ismét Roddick ellen játszotta: 6–2, 7–6(2), 6–4). Ez volt sorozatban a harmadik wimbledoni győzelme. A torna után úgy döntött, kihagyja a montreáli Masters-tornát, és csak Cincinnatiben tért vissza a pályára. Ezt a tornát meg is nyerte, ezzel ő lett az első férfi teniszező, aki egy év alatt négy ATP Masters Series-tornán diadalmaskodni tudott. Szeptemberben a US Openen, miután sikerült túljutnia David Nalbandianon és Lleyton Hewitton, meg tudta védeni a címét, emlékezetes döntőben Andre Agassi ellen (6–3, 2–6, 7–6(1), 6–1). Ez volt karrierje hatodik Grand Slam-trófeája, és sorozatban a második éve, hogy mind Wimbledonban, mind a US Openen győzni tudott.
Az év második felében komoly sérüléssel bajlódott, a legtöbb versenyt ki kellett hagynia. Hosszas gondolkodás után az év végi sanghaji Mesterek Kupáján azonban elindult, és sérülése dacára majdnem meg is nyerte, de végül
ellenfele, David Nalbandian – főleg Federer sérülés után legyengült fizikai állapotának köszönhetően – két szett hátrányból fordítani tudott. 2003 októberét követően Federer 24 döntőt nyert sorozatban, ennek, és addigi leghosszabb, 35 meccses veretlenségi sorozatának szakadt vége Sanghajban. Az év során összesen 11 tornát nyert meg, és az évi nyert-veszített meccseinek aránya 81-4 lett. Ha megnyerte volna a sanghaji döntőt, beállította volna John McEnroe 82-3-as rekordját (1984). Az év során összesen 11 tornát nyert meg, és 2000 pontra növelte előnyét a világranglistán.
(~> meccsei 2005-ben)

### 2006 – Federer legsikeresebb éve
2006 volt statisztikailag a legsikeresebb éve. Egész évben továbbra is toronymagasan, több ezer pontos előnnyel vezette a világranglistát.

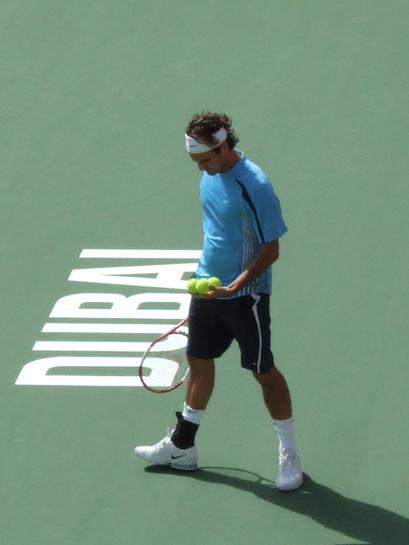
A 2006-os dubaji tornán

Januárban visszahódította az Ausztrál Opent, a ciprusi Márkosz Pagdatíszt verve a döntőben (5–7, 7–5, 6–0, 6–2). Ez immár hetedik Grand Slam-győzelme volt, ráadásul idáig mind a 7 Grand Slam-döntőjét megnyerte, ami példátlan a tenisztörténelemben. A verseny emlékezetes díjátadóján gyermekkori példaképe, az ausztrál Rod Laver jelenlétében sírva fakadt.
Márciusban megvédte Indian Wellsben és Miamiban is a címét, és a számára kevésbé otthonos salakos pályákon is egyre jobb teljesítményt nyújtott: Monte Carlóban és Rómában is bejutott a döntőbe, s csak a salakspecialista Rafael Nadal tudta megállítani (pedig Rómában Federer már meccslabdáig jutott).
A Roland Garroson újra előrébb lépett, az előző évi elődöntő után 2006-ban már a döntőbe jutott, ahol újra Nadal állt az útjába. Ha megnyerte volna a Roland Garros döntőjét, megcsinálta volna a Grand Slamet (egymás után négy Grand Slam-tornán diadalmaskodott volna), ha nem is a klasszikusat. Hiába kezdtek azonban egyre többet beszélni a világranglista 2. helyén álló Nadal előretöréséről, Federer a füves idényben újra átvette az irányítást, Wimbledonban zsinórban negyedszer is nyerni tudott, erre korábban csak Pete Sampras (1997–2000) és Björn Borg (1976–1980) volt képes. Ekkor Federer már 48 meccs óta veretlen füves pályán, ezzel megdöntötte Björn Borg 41 meccses csúcsát (1976–1981). A torontói Rogers Cup címét is ő szerezte meg, majd az év utolsó Grand Slam-tornáján, a US Openen a hazai kedvenc Andy Roddickot verte a döntőben, megszerezve kilencedik Grand Slam-címét.
Ő az egyetlen férfi teniszező, aki egymás után három évben Wimbledonban és a US Openen is nyerni tudott. Ő az egyetlen, aki kétszer is meg tudta csinálni a Small Slamet: azaz két évben is (2004, 2006) megnyert a négy Grand Slam-tornából hármat. Bár nem csinálta meg a klasszikus Grand Slamet, ő az első férfi teniszező Rod Laver óta (1969), aki egy naptári éven belül mind a négy Grand Slam-tornán bejutott a döntőbe.
Év végén megállíthatatlan volt, nyert a Madrid Mastersen, életében először megnyerte az otthoni, bázeli tornát, ahol gyerekkorában labdaszedő volt. A Mesterek Kupáján pedig legyőzte a címvédő David Nalbandiant, Andy Roddickot (meccslabdáról fordítva), Rafael Nadalt és James Blake-et is. Egész évben csupán két játékostól kapott ki, Nadaltól és Andy Murraytől (Cincinnati Masters, 2. kör), a 17 versenyből, amin részt vett az év során, 16-on döntőbe jutott, 12-t pedig meg is nyert. 29 meccses veretlenségi sorozattal, a világranglistán (ATP Rankings) történelmi rekord 8370 ponttal, az évi versenyen (ATP Race) szintén történelmi rekord 1674 ponttal zárta az évet. Behozhatatlan előnyét jól tükrözi, hogy év végén Nadal a világranglistán 4470 ponttal (3900 pont különbség) állt a második helyen, míg az ATP Race-en 894 pontot gyűjtött.
(~> meccsei 2006-ban)

### 2007 – Küzdelmek a fiatalabb riválisokkal

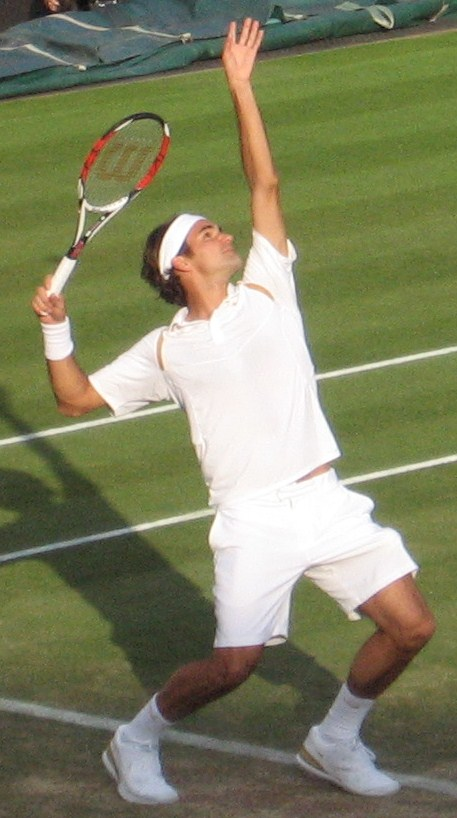
Wimbledonban (2007)

2007-ben szettveszteség nélkül győzött az Ausztrál Openen, ellenfele a döntőben Fernando González volt (7–6, 6–4, 6–4). A játszmavesztés nélküli győzelem utoljára Ken Rosewallnak sikerült 1971-ben az Ausztrál Openen, Björn Borgnak pedig 1980-ban a Roland Garroson. Ezzel megszerezte 10. Grand Slam-címét, amivel az örökranglistán már az 5. helyre került. Győzelmével ő lett az első férfi teniszező az open erá-ban, aki kétszer is három Grand Slamet tudott nyerni sorozatban (2005: Wimbledon, US Open, 2006: Ausztrál Open és 2006: Wimbledon, US Open, 2007: Ausztrál Open). Ő lett az egyetlen férfi teniszező, aki három különböző Grand Slam-tornán is legalább háromszor tudott nyerni (Wimbledon: négyszer; US Open, Ausztrál Open: háromszor).
2007. február 26-án Federer lett a tenisztörténelem megszakítás nélkül leghosszabb ideig uralkodó férfi világelsője: 161 héttel (2004. február 2-ától kezdve) megdöntötte az amerikai Jimmy Connors csaknem 30 éves rekordját. (A férfi és női mezőnyben az abszolút rekordot ekkor Steffi Graf tartja: ő 186 hétig nem veszítette el világelsőségét.)
A világranglista élén töltött összes hét tekintetében (a férfi mezőnyben) Connors rekordjának megdöntése után Federer az ötödik helyre került, majd John McEnroe-t (170) is beérte, így jelenleg a 4. helyen áll (Pete Sampras vezet 286 héttel).
Márciusban Federer visszahódította a címét a Dubai Openen, a döntőben Mihail Juzsnijt verve. A torna megnyerésével beállította Björn Borg 41 meccses veretlenségi rekordját. Ez egyben karrierjének eddigi leghosszabb veretlenségi sorozata volt (korábbi egyéni rekordja 35 meccs volt 2005. június 6. és november 20. között), a sorozat az Indian Wells Masters második körében ért véget.
A Svájci Posta április 10-én egy egyedi, őt és a wimbledoni trófeát ábrázoló bélyeg kibocsátásával tisztelgett a teniszező előtt, aki sikereivel világszerte népszerűsítette hazáját. Ebben a kitüntetésben korábban élő személy még nem részesült.
A salakos idény első tornáján, a Monte Carlo Mastersen Federer a döntőbe jutott, ezzel megismételte 2006-os teljesítményét, a Rome Mastersen viszont meglepetésre kiesett a 3. körben. A Roland Garros előtti utolsó Masters-tornán, Hamburgban újra Rafael Nadallal játszott a döntőben, és életében először meg is verte salakon: 2–6, 6–2, 6–0. Ezzel a győzelemmel megszakította Nadal 81 meccsen át tartó salakos veretlenségi rekordját, és egyben megszerezte a 13. Masters-címét (2007-ben az elsőt). A Roland Garroson ismét bejutott a döntőbe, de ezúttal sem sikerült nyernie, ismét Nadal akadályozta meg, hogy Federer egyszerre bajnok legyen az év összes Grand Slam-tornáján (3–6, 6–4, 3–6, 4–6). A Roland Garros alatt több rekordot is megdöntött: sorozatban 36 játszmát nyert Grand Slam-tornákon (2007. Ausztrál Open, 1. kör – Roland Garros, negyeddöntő), eggyel többet, mint John McEnroe 1984-ben, már 12 Grand Slam-elődöntőbe és 8 döntőbe jutott be sorozatban, az utóbbival megdöntve Jack Crawford 73 éves, történelmi rekordját.
Bár 2003-tól 2006-ig minden évben megnyerte – wimbledoni győzelme előtt – a füves tornát Halléban, ebben az évben úgy döntött, fáradtság miatt kihagyja. Wimbledonban azonban tovább folytatta a Grand Slam-tornákon folytatott sorozatait: bejutott a 13. sorozatos Grand Slam-elődöntőjébe, és a 9. döntőjébe is. A döntőben újra Rafael Nadal volt az ellenfele, és Federer egy fordulatos, izgalmakkal teli, öt szettes mérkőzésen történelmi győzelmet aratott (7–6(7), 4–6, 7–6(3), 2–6, 6–2): sorozatban ötödik wimbledoni győzelmével beállította Björn Borg megismételhetetlennek hitt open era-rekordját.
Borg a lelátóról figyelte, és drukkolt neki: ha már valaki megdönti a rekordját, azt akarta, hogy Federer legyen az.„Nem is történhetett volna szimpatikusabb emberrel” – mondta a meccs után.
Tizenegy Grand Slam-címével Federer már a harmadik helyen állt az örökranglistán, Björn Borggal és Rod Laverrel holtversenyben – már csak Roy Emerson (12) és Pete Sampras (14) előzte meg. Ekkor füvön már 54, Wimbledonban 34 meccs óta veretlen. Az ATP Race-ben gyűjtött pontjai alapján – Nadallal együtt – elsőként kvalifikálta magát az év végi Tennis Masters Cupra.
A kemény pályás szezon első tornáján, a torontói Rogers Mastersen Federer bejutott a döntőbe, de nem védte meg címét: szoros meccsen kikapott Novak Đokovićtól. A US Open előtti utolsó Masters-tornát (Cincinnati) viszont megnyerte, ezzel az első helyen végzett a US Open Series-versenyben is. Cincinnatiben aratott győzelme pályafutása 50. tornagyőzelme volt. Csak négy teniszező jutott el fiatalabb korban az ötvenedik tornagyőzelméig: Björn Borg, Jimmy Connors, John McEnroe és Ivan Lendl. Velük ellentétben viszont Federer 50 címének a felét Grand Slam-tornán (11) és ATP Masters Series-versenyen (14) szerezte, sőt további három győzelmét Tennis Masters Cupon aratta. 2007. augusztus 27-én Federer 187 hete folyamatosan világelső: ezzel – Jimmy Connors férfi rekordja után (160) – megdöntötte Steffi Graf abszolút rekordját is (186).
A US Openen ismét megállíthatatlan volt, bejutott 14. sorozatos Grand Slam-elődöntőjébe és 10. döntőjébe, majd negyedszer is megvédte címét (döntő: Novak Đoković ellen, 7–6, 7–6, 6–4). Tizenkettedik Grand Slam-győzelmével utolérte az örökranglistán Roy Emersont, és már csak két győzelemre van Pete Samprastől. Ő lett az open era első férfi teniszezője, aki négy egymást követő US Opent meg tudott nyerni (2004–2007), és a tenisztörténelem egyetlen olyan teniszezője, aki négy egymást követő évben meg tudta nyerni mind Wimbledont, mind a US Opent. 2004 és 2006 után harmadszor is megnyert az év négy Grand Slam-tornájából hármat, ráadásul 2006-ban és 2007-ben mind a négyen döntőt játszott. Mivel korábban megnyerte a US Open Seriest, a US Open-győztesnek járó pénzdíjon felül egymillió dollár bónuszt is kapott, és átvette a vezetést az ATP Race-ben, amit a Madrid Mastersen megerősített azzal, hogy döntőbe jutott, bár címét nem tudta megvédeni. Hazai tornáján, Bázelben viszont már megvédte a címét, amivel bebiztosítta – sorozatban negyedszerre – év végi világelsőségét is. Az utolsó Masters-tornán, Párizsban meglepetésre csak a harmadik körig jutott, David Nalbandian győzte le.
Az évzáró tenisz-világbajnokságon, a Tennis Masters Cupon az első csoportkörös meccsén kikapott Fernando Gonzáleztől, de Nyikolaj Davigyenkót és Andy Roddickot már magabiztosan verte, így csoportelsőként jutott a legjobb négy közé. Az elődöntőben Rafael Nadalt, a döntőben pedig David Ferrert is könnyedén megverte, és megszerezte negyedik Masters Cup-címét (2003, 2004, 2006, 2007). Ezzel a győzelemmel egész évben nyújtott teljesítményéhez méltó módon zárta le a hivatalos teniszszezont. A rákövetkező héten Federer három bemutató meccset játszott gyermekkori példaképével, Pete Samprasszel, és 2007. november 26-án megkezdte 200. hetét a világranglista élén.
(~> meccsei 2007-ben)

## Legendák között

### 2008 – Elvárások kereszttüzében
2008 volt Federer dominanciájának legnehezebb éve, amely minden tekintetben látványos küzdelmet hozott. Nem csak feltörekvő riválisaival kellett küzdenie: betegség; korábbi sikeressége következtében kialakult elvárások; nehezen feldolgozható vereségek fontos helyzetekben; és eredményeinek szélsőséges megítélése a sajtó és a közönség részéről szintén nehezítették helyzetét.
Federer az Ausztrál Opennel kezdte az évet, miután betegség miatt több napig kórházban volt, és kénytelen volt visszamondani a Kooyong Classic nevű felkészülési tornát. Ennek ellenére az Ausztrál Openen ha bizonytalanul is, de bejutott az elődöntőbe, ahol azonban a harmadik kiemelt Novak Đoković megállította (5–7, 3–6, 6–7). Federer a tornát megelőzően tíz egymást követő Grand Slam-döntőbe jutott be. A döntők sorozata megszakadt, az elődöntőké nem: ez volt sorozatban a 15. Grand Slam-elődöntő, amelyen részt vett. Az Ausztrál Openen sikeresen megvédte világelsőségét is – 2008. február 2-án világelsőségének negyedik évfordulóját ünnepelhette. Ennek ellenére a szokatlan elődöntőbeli vereséget a sport követői világszerte döbbenettel fogadták. „Szörnyet teremtettem: tudom, most aztán minden tornát meg kell nyernem. (…) A sok győzelem után ha most vesztek egy szettet, az emberek azt mondják, rosszul játszom” – mondta Federer a meccs után.
Mint utóbb kiderült, Federernek az Ausztrál Open alatt mononucleosisa volt, amely még sokáig befolyásolta teljesítményét az év során.
Az Ausztrál Open után Federer először a dubai tornán versenyzett, még a betegséggel küszködve, de rögtön az első körben búcsúzott. Az év első két Masters-tornáján sem jutott döntőbe, Indian Wellsben az elődöntőig, Miamiban a negyeddöntőig jutott.
Csak salakon, Estorilban szerezte meg első címét az évben, a sajtó és a szakértők egyre erősödő kritikája és kételkedése közepette. Elkezdett együtt dolgozni José Higuerasszal, aki korábban a Roland Garros-győztes Jim Courier és Michael Chang edzője is volt. A Roland Garrost megelőző három salakos Masters-torna közül kettőn, Monte Carlóban és Hamburgban bejutott a döntőbe, majd a Roland Garroson 2006 és 2007 után harmadszor is bejutott a döntőbe. Rafael Nadal azonban harmadszor is megállította, ezúttal súlyos vereséget mérve rá (1-6, 3-6, 0-6).
A korábbi évekhez hasonlóan Federer ismét füvön próbált bizonyítani, és meg is nyerte a Wimbledon előtti hallei tornát, 5. alkalommal. Wimbledonba ötszörös címvédőként érkezett, és lehetősége lett volna sorozatban hatodszor is megnyerni a tornát, ezzel open era-rekordot állítva fel. Az – újfent – Rafael Nadallal vívott döntőt azonban szoros küzdelem után öt szettben elvesztette (4–6, 4–6, 7–6 (5), 7–6 (8), 7–9). Federer nem adta ingyen át a trónját, két játszma hátrányból, két meccslabdát hárítva kényszerítette ki a döntő szettet, és végül 4 óra 48 percnyi játék után, minden idők leghosszabb wimbledoni döntőjében maradt alul. John McEnroe a döntőt a legjobb meccsnek nevezte, amit valaha látott.
„Roger játszott annyira jól, hogy nyerjen, csak épp nem sikerült. Egy másik nap sikerül. Ellentétben azzal, amit sokan mondanak, szerintem Rogernek jó éve van, csak egyszerűen túl magasra helyezte a mércét saját maga számára” – fejtette ki véleményét Pete Sampras, aki hozzátette, biztos abban, hogy Federer meg fogja dönteni a Grand Slam-rekordját.
Az épphogy elvesztett wimbledoni döntő kihatással volt Federer a kemény pályás szezonjának kezdetére: az első két Masters-tornán, Kanadában és Cincinnatiben hamar, a második és a harmadik körben búcsúzott – ezzel az is biztossá vált, hogy négy és fél év után először, 2008. augusztus 18-án meg kell válnia világelsőségétől. Előtte még azonban 27. születésnapján, 2004 után másodszor is, ő vitte hazája zászlaját a pekingi olimpiai játékok megnyitó ünnepségén. Az olimpián egyesben és párosban is indult. Egyéniben újabb csalódás érte: csak a negyeddöntőig jutott el, ahol James Blake-től kapott ki. Ekkor azonban erőt vett magán és párosban – ahol senki nem várta tőle – sikerült megszereznie az aranyérmet Stanislas Wawrinka oldalán. Az olimpiai bajnoki címet Federer annak ellenére szerezte meg, hogy tudta, elveszíti világelsőségét, az év első három Grand Slam-tornáján nem sikerült megismételnie a korábbi években nyújtott teljesítményét, és kikapott a fő, egyéni számában. A svájci páros az elődöntőben elbúcsúztatta a páros világelső amerikai testvéreket, Bob és Mike Bryant, a döntőben pedig a svéd Simon Aspelint és Thomas Johanssont győzte le négy szettben (6–3, 6–4, 6–7, 6–3). Federer az olimpiai bajnoki címet még rekord 237 hetes (2004. február 14.–2008. augusztus 18.) világelsőségének utolsó hetében szerezte meg, ezzel ő lett az első olyan férfi teniszező, aki világelsősége alatt szerzett olimpiai aranyérmet.

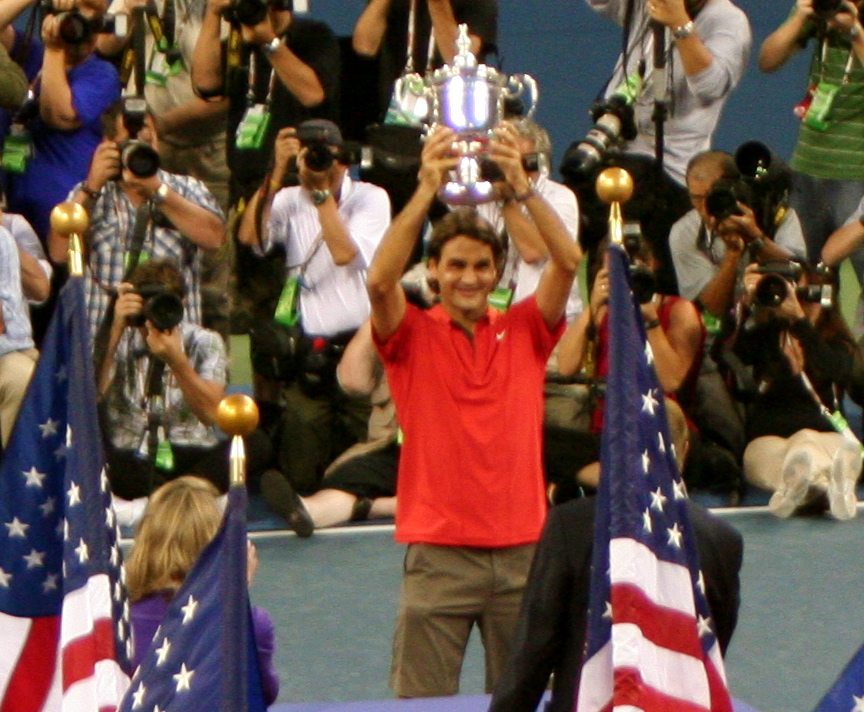
A kupával

Az év utolsó Grand Slam-tornája, a US Open volt azonban az igazi próba Federer számára: sok újság arról cikkezett, hogy ez lehet öt év után az első év, amikor egy Grand Slam-tornát sem nyer meg. Federer azonban ismét bebizonyította, hogy talpra tud állni: először sorozatban a 18. Grand Slam-tornáján is bejutott az elődöntőbe, ahol Novak Đokovićot négy szettben legyőzte, majd a döntőben Andy Murray fölött három szettben diadalmaskodott (6–2, 7–5, 6–2), és megszerezte pályafutása 13. Grand Slam-címét. „Azt mondtam neki, csodálatos éve volt – nyilatkozta Andy Murray arról, mit mondott Federernek a kézfogásnál – függetlenül attól, ki mit mond.” Győzelmével Federernek Wimbledon (2003–2007) után a US Openen is sikerült öt címet nyernie sorozatban (2004–2008), és ő lett a tenisz történetében az első teniszező, aki két különböző Grand Slam-tornát is sorozatban ötször-ötször meg tudott nyerni.
A US Open után egy hónapig nem versenyzett, majd a Madrid Mastersen az elődöntőig jutott. Időközben a karrierje során kapott összkeresete meghaladta a 43,3 millió dollárt, amivel megelőzte a férfiak között addig csúcstartó Pete Samprast. Bázelben, hazai tornáján sorozatban harmadszor nyerni tudott. Az év utolsó Masters-tornáján, Párizsban Federer a negyeddöntőig jutott, a meccs előtt azonban hátsérülés miatt visszalépett, így – 2003 óta először – egy Masters-tornát sem nyert az évben. Ez volt Federer 763 meccses profi karrierje során a legelső alkalom, hogy nem játszott végig egy tornát, amin elindult. Az év utolsó tornáján, a Masters Cupon Federer sérülten versenyzett, és csak egy csoportkörös meccset tudott nyerni. A már biztos továbbjutó Andy Murray elleni harmadik mérkőzés döntötte el, hogy sorozatban a hetedik évben is továbbjut-e a csoportból az elődöntőbe, ezt a meccset viszont szoros küzdelemben elvesztette, pedig a 2. és a 3. szettben is felállt brékhátrányból, és hét meccslabdát hárított (6–4, 6–7(3) 5–7). Federer hátsérülése miatt a meccs alatt többször is ápolást kért, de a mérkőzést nem adta fel: még soha nem adott fel elkezdett meccset a pályán. Ez volt Federer utolsó hivatalos meccse 2008-ban, az évet a világranglista második helyén zárta. (~> meccsei 2008-ban)

### 2009 – Minden idők legjobbja
2009 kezdete méltó folytatása volt a küzdelmes 2008-as évnek: egy elveszített döntő Rafael Nadallal szemben az Ausztrál Openen, amelyet az egész teniszvilág tragikus jelentőségűként él meg. Amikor azonban már mindenki Federer hanyatlásáról beszélt, a teniszező hirtelen fordulatot vett, és olyan történelmi sikereket ért el, amelyek sokak szerint minden idők legnagyobb teniszezőjévé emelték.
Korán kezdte a 2009-es szezont: már az első héten részt vett egy bemutató tornán Abu-Dzabiban, majd Dohában is elindult, ahol az elődöntőig jutott. Az Ausztrál Openen bejutott sorozatban a 19. Grand Slam-elődöntőjébe és pályafutása 18. Grand Slam-döntőjébe, ahol megint Rafael Nadallal találkozott, wimbledoni meccsük óta először. Nadal kihasználva lélektani fölényét, megint legyőzte (5–7, 6–3, 6–7, 6–3, 2–6). A vereséget súlyosbította, hogy Federer a díjkiosztó ünnepségen nem tudta visszafojtani a könnyeit, s a világot bejárták a képek a zokogó Federerről, akit Nadal vigasztal. „Ez volt a legutolsó dolog, amit kívántam volna: hogy az emberek rosszul érezzék magukat miattam. Rafa sikerének kellett volna örülniük” – magyarázta később, miért bánja a történteket. Az esetet a sajtó az érzelmi összeomlás jeleként értelmezte, és arról beszélt, Federer végérvényesen lejtőre került.
Az Ausztrál Open után Federer visszamondta a dubaji tornát és az amerikaiak elleni Davis-kupa fordulón való részvételt, nehogy kiújuljon az előző évi hátsérülése. A szezon két első Masters-tornáján, Indian Wellsben és Miamiban az elődöntőig jutott: Andy Murray és Novak Đoković állította meg: az újságok pedig hetekig cikkeztek arról, hogy a Đoković elleni meccsén rá nem jellemző módon erővel földhöz vágta az ütőjét.
Időközben fontos események történtek Federer életében: március elején hivatalos honlapján bejelentette, hogy nyáron apa lesz, majd nem sokkal később azt is, hogy szűk családi körben feleségül vette barátnőjét, Mirka Vavrinecet.
Közvetlenül esküvője után váratlanul elfogadta a szabadkártyát a salakos Monte-Carlo-i Masters-tornára, de nem is jutott sokáig: a 3. körben megállította honfitársa, Stanislas Wawrinka. Rómában elődöntőbe jutott, itt a címvédő Novak Đokovićtól kapott ki. Madridban viszont több mint egy év után sikerült Masters-tornát nyernie, méghozzá riválisát, Rafael Nadalt győzte le salakon, két szettben (6–4, 6–4).

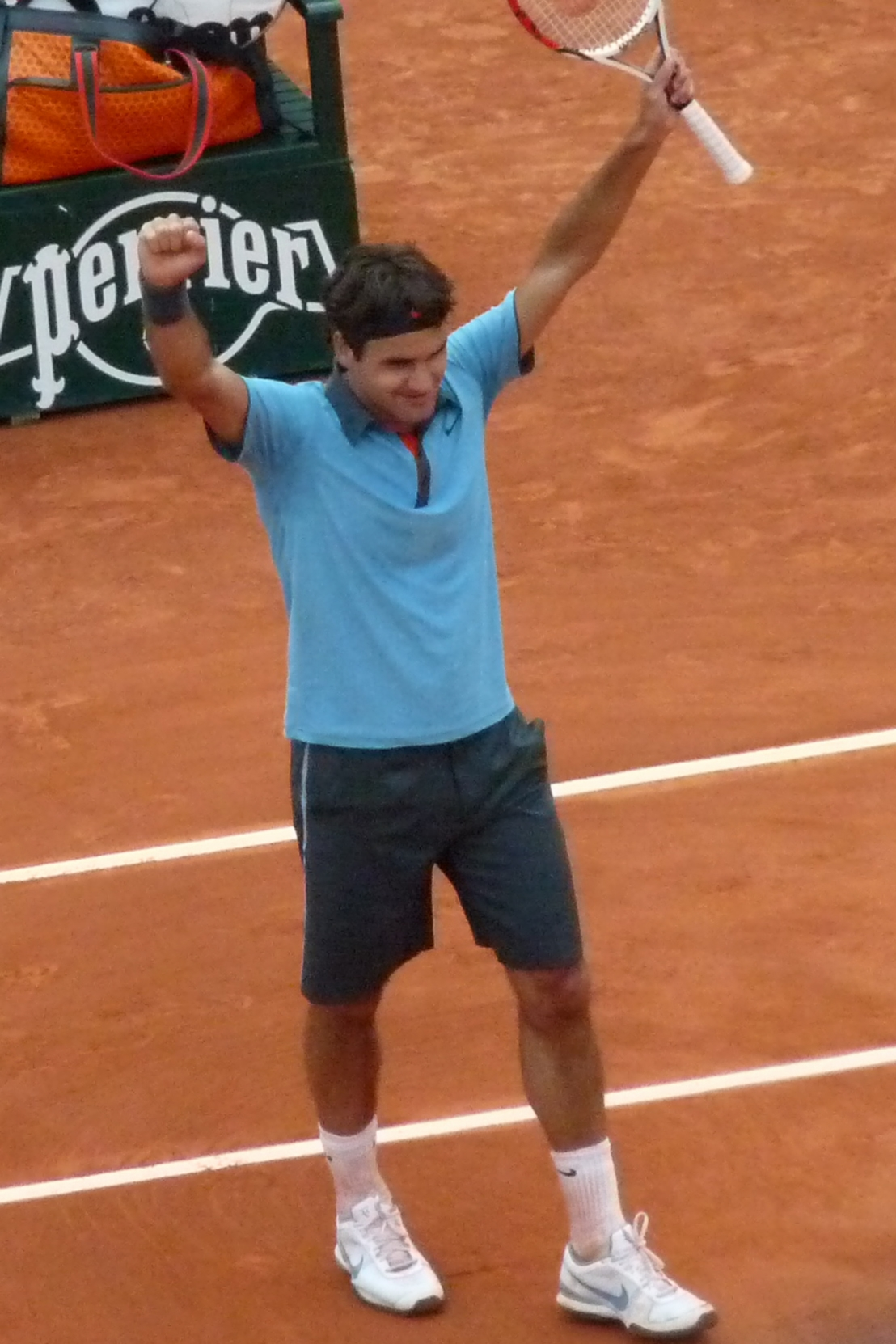
A 2009-es Roland Garroson

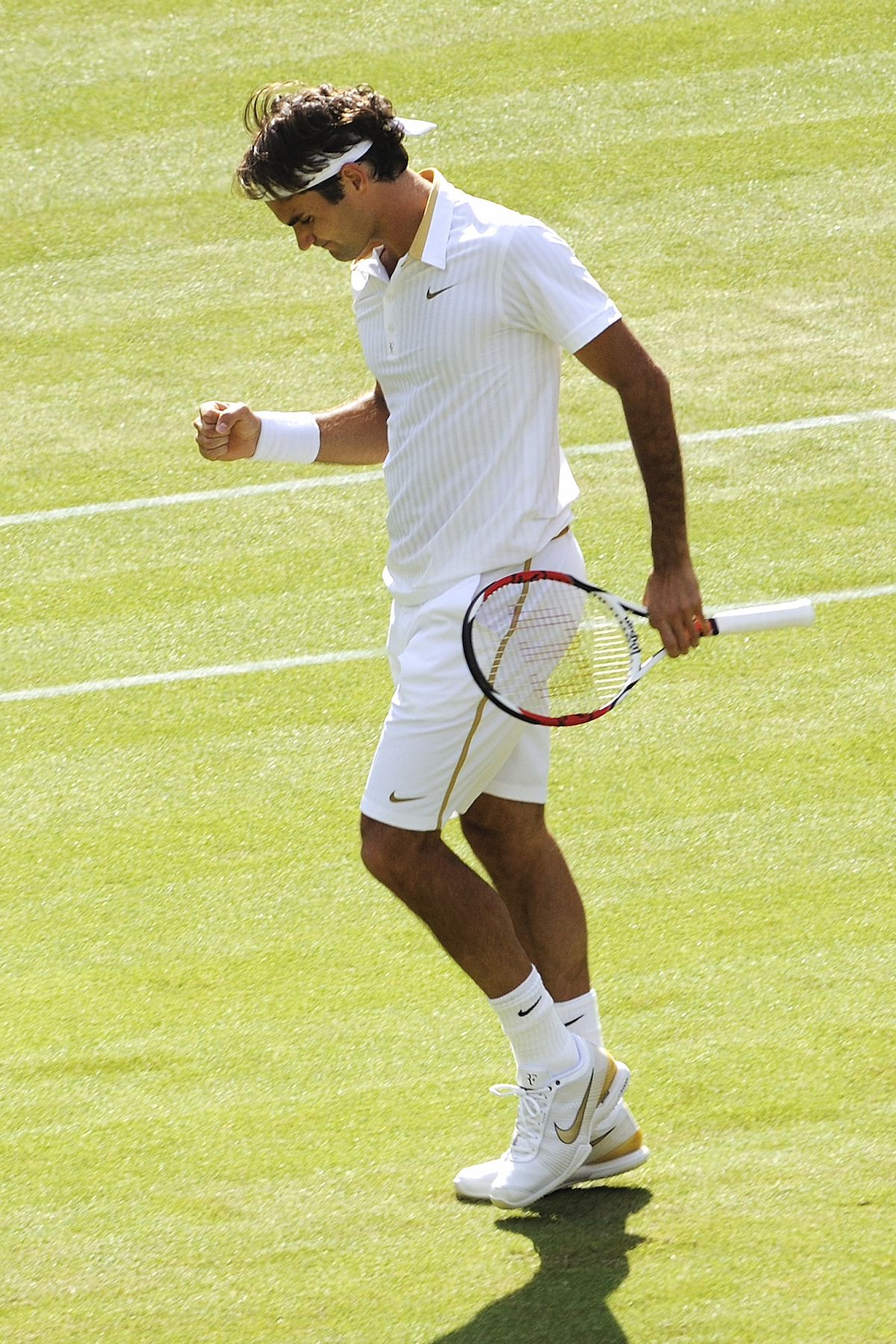
Federer új GS-rekordot állít Wimbledonban

A Roland Garrosra nagy teherrel indult, hiszen ez volt az egyetlen Grand Slam-torna, amit korábban még nem sikerült megnyernie. A megelőző három évben mindig döntőbe jutott, de riválisa, Rafael Nadal mindháromszor megakadályozta Grand Slam-gyűjteménye kiteljesítését. A torna során az elvárások csak nőttek, amikor legnagyobb ellenfelei (Nadal, Đoković, Murray) sorra kiestek, és Federer a legnagyobb esélyessé lépett elő. A negyedik körben nehéz meccset játszott Tommy Haasszal, aki ellen két játszma hátrányból kellett fordítania, majd – sorozatban 20. Grand Slam-elődöntőjében – újabb ötszettes meccsbe bonyolódott Juan Martín del Potróval, de bejutott karrierje 19. Grand Slam-döntőjébe, ahol a Nadalt legyőző Robin Söderlinggel került szembe. 2009. június 7-én a Roland Garros döntőjében három szettben megverte ellenfelét (6–1, 7–6(1), 6–4), ezzel ő lett a történelem hatodik férfi teniszezője, akinek sikerült megnyernie mind a négy Grand Slam-tornát, és ezzel teljesítenie a karrier-Grand Slamet (legutoljára ez Andre Agassinak sikerült). Federer 14 győzelmével egyben beállította Pete Sampras rekordját is. Címeit hét év leforgása alatt szerezte; és tizennegyedik címét 27 évesen nyerte meg, karrierje 40. Grand Slam-tornáján.
Már jóval 2009 előtt olyan sikereket mutathatott fel, amelyek a valaha volt legnagyobb teniszezők teljesítményeivel vetekedtek, a Roland Garros megnyerése után pedig sok szakértő, volt teniszező nyilatkozta, hogy ő minden idők legjobb teniszezője. Karrierje eljutott arra a pontra, hogy szinte minden további sikere tenisztörténelmi jelentőségű, és új rekordokat állít. Wimbledonba úgy érkezett, hogy a férfi tenisz legnagyobb Grand Slam-rekordjainak (legtöbb döntő, legtöbb győzelem) megdöntésére nyílt lehetősége. A címvédő Rafael Nadal visszalépését követően az is biztossá vált, hogy győzelem esetén újra világelső lesz. Miután Federer 21-re bővítette egymás utáni Grand Slam-elődöntőinek sorozatát, sorozatban hetedszer wimbledoni döntőbe, karrierje 20. Grand Slam-döntőjébe jutott: ezzel új rekordot állított a férfi mezőnyben, megelőzve Ivan Lendlt. A döntőt, amely minden idők leghosszabb Grand Slam-döntője lett játszott game-ek tekintetében, 5–7, 7–6(6), 7–6(5), 3–6, 16–14-re nyerte Andy Roddickkal szemben: csak az ötödik szett 95 percig tartott. Federer hatodik wimbledoni címét szerezte, és 15 Grand Slam-győzelemmel átvette a vezetést az örökranglistán. A döntőt a lelátóról figyelte Pete Sampras, aki így korábbi ígéretének megfelelően jelen volt, amikor Federer megszerezte 15. Grand Slam-címét, és ezzel megdöntötte az ő 14-es rekordját.
Federer és felesége, Mirka nyárra várták első gyermekeiket: 2009. július 23-án megszülettek iker lányaik, Charlene Riva és Myla Rose. „Ez életünk legboldogabb napja” – írta Federer hivatalos honlapján. A babák születése utáni első hetekben Federer otthon maradt családjával, de az amerikai kemény pályás szezonra visszatért a teniszpályára. Úgy tervezi, hogy a jövőben is egész családjával fog versenyről versenyre utazni. „Egyáltalán nem aggódom a motivációm miatt, mert túlságosan szeretem ezt a játékot. Még sokáig itt szeretnék lenni. (...) Mirkának mindig is az volt az álma, hogy a gyerekeink lássanak engem teniszezni. Szóval pár évig már csak miatta is játszanom kell még.”
A wimbledont követő hosszabb pihenője után Federer a montreali keménypályás ATP Masters-versenyen tért vissza a pályára. A tornán a negyeddöntőig jutott, ahol Jo-Wilfried Tsonga állította meg; a vereség egy 22 meccses győzelmi sorozatnak vetett véget. A következő versenye az augusztus 17-én kezdődő Cincinnati Masters volt, ahol megszerezte 16. ATP Masters Series-címét. A döntőben Novak Đokovićot győzte le két szettben.
A év utolsó Grand Slam-tornáján, a US Openen is bejutott a döntőbe: 2006 és 2007 után ez volt a harmadik év, hogy mind a négyen részt vett, amely újabb rekord. Ez egyben sorozatban hatodik US Open-döntője, összességében karrierje 21. Grand Slam-döntője volt. A Novak Đoković elleni elődöntőn úgy jutott meccslabdához, hogy egy átemelt labdát a lába között elütött a hálónál álló Đoković mellett, s később ezt „élete legjobb ütésének” nevezte. A döntőben viszont ezúttal nem sikerült megvédenie címét Juan Martín del Potróval szemben (6–3, 6–7(5), 6–4, 6–7(4), 2–6).
A US Open után két tornáról visszalépett (Tokió, Sanghaj Masters), és hat hetet családjával, barátaival töltött. A hosszú pihenő után nehezen rázódott vissza: szülővárosában, Bázelben döntőt játszott, az azt követő Paris Mastersen viszont az első meccsén kikapott. A londoni ATP World Tour Finalson az elődöntőig jutott, s már a csoportkörökben bebiztosította év végi világelsőségét: ezzel ő lett az első teniszező Ivan Lendl óta, akinek sikerült visszaszerezni az év végi világelsőséget. (~> meccsei 2009-ben)

### 2010 – Új évtized, új kihívások
Federer az Abu Dhabiban zajló meghívásos tornán kezdte a 2010-es évet, majd Dohában lépett pályára, ahol az elődöntőig menetelt. Közvetlenül az év első Grand Slam-tornája, az Ausztrál Open kezdete előtt Federer egy nap alatt megszervezett egy jótékonysági bemutató meccset (Hit for Haiti), több teniszező (Nadal, Đoković, Roddick, Hewitt, Serena Williams, Kim Clijsters, Samantha Stosur) közreműködésével, hogy segítsék a haiti szerencsétlenség túlélőit. A bemutatóval körülbelül 200 000 dollárt sikerült összegyűjteniük.

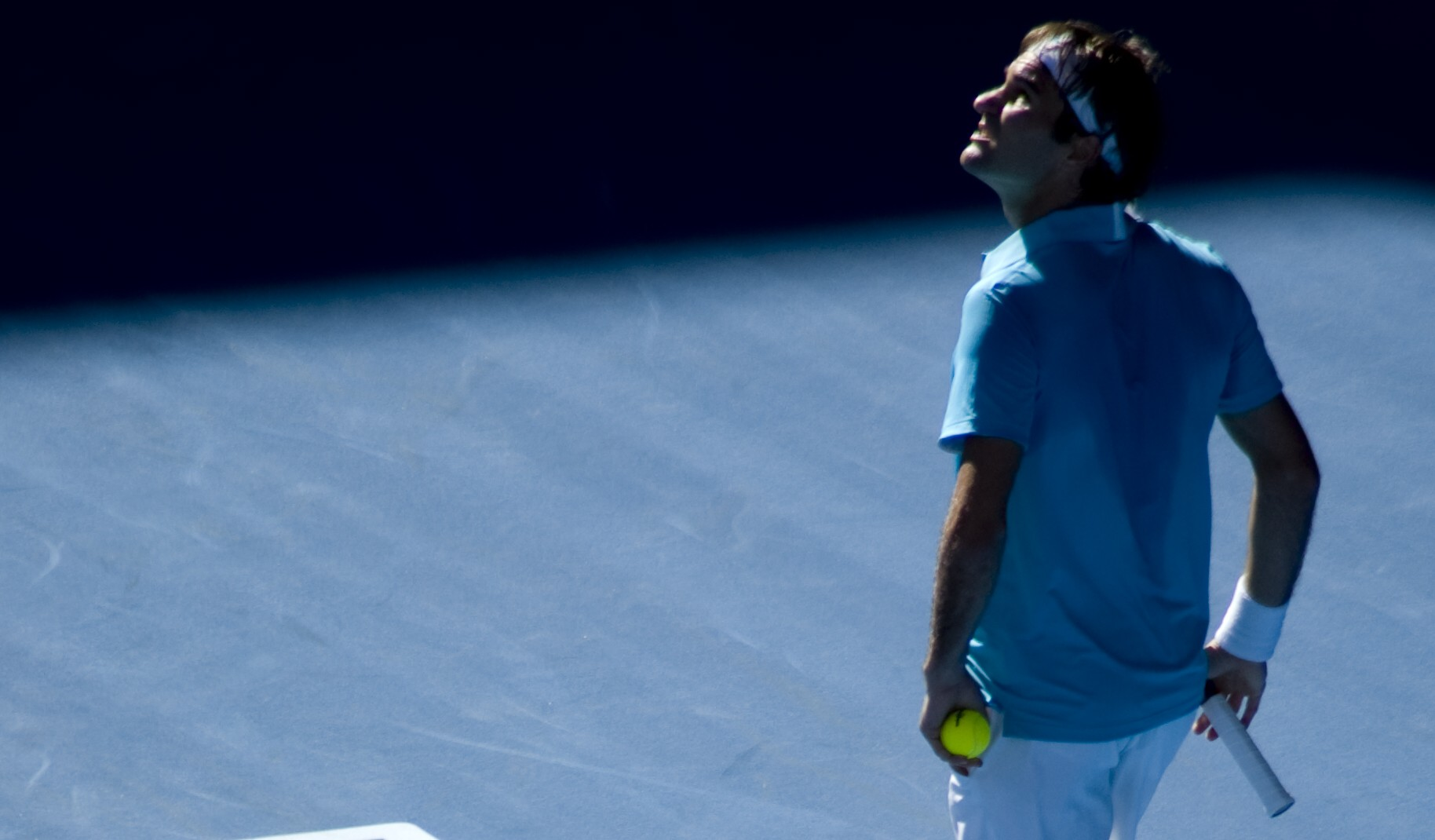
A 2010-es Ausztrál Openen

Másnap kezdődött az Ausztrál Open, és Federer az első körökön könnyedén jutott túl, majd a negyeddöntőben nehéz meccset vívott és hátrányból fordított Nyikolaj Davigyenko ellen, így folytatta egymás utáni Grand Slam-elődöntőinek sorozatát (23). Bejutott karrierje 22. Grand Slam-döntőjébe is, ahol az egész tornán kiváló formában játszó Andy Murrayvel találkozott. Federer nagyon jól kezdte a meccset, másfél óra alatt már két szettel vezetett. A harmadik szettben Murray próbált változtatni a játékán, agresszívebben kezdett el játszani, öt szettlabdája is volt. Végül azonban a harmadik szettet is Federer nyerte (6–3 6–4 7–6(11)), megszerezve ezzel negyedik Ausztrál Open-győzelmét és 16. Grand Slam-trófeáját.
Az Ausztrál Open után rövid pihenőt tartott, és kénytelen volt betegség miatt lemondani a dubaji tornán való részvételét. Indian Wellsre azonban meggyógyult, és részt tudott venni a második Hit for Haiti jótékonysági meccsen is. A torna viszont nem tartott sokáig számára, már a 3. körben kikapott Márkosz Pagdatísztól. Miamiban a 4. körig jutott, és a Rome Masters, az első salakos tornája sem sikerült jól: már a 2. körben búcsúzott. A Madrid Mastersen viszont már megtalálta a formáját, bejutott a döntőbe, ahol – egy teljes év után először – újra Rafael Nadallal csapott össze. Federer nagyon szoros meccsen alulmaradt riválisával szemben.
A Roland Garrosra címvédőként érkezett, és gond nélkül jutott a negyeddöntőbe. Ekkor azonban a 2009-es döntőbeli ellenfelébe, Robin Söderlingbe futott, aki ezúttal legyőzte. Federer a 2004-es wimbledoni teniszbajnokság óta minden egyes Grand Slam-tornán legalább elődöntőig jutott: a sorozat 23 elődöntőnél állapodott meg, a tenisz történetének egyik legnagyobb rekordjaként.
Mivel a tornát Rafael Nadal nyerte, Federer elvesztette a világelsőségét, egyetlen héttel Sampras 286 hetes világelsőségi rekordjának beállítása előtt.
A wimbledoni teniszbajnokság sem úgy sikerült neki, ahogy az utóbbi években megszokta: hét év után először nem jutott döntőbe, a negyeddöntőben Tomáš Berdych búcsúztatta négy szettben. Szereplése a világranglista 2. helyébe került: 2003 novembere óta először történt meg vele, hogy kicsúszott az első kettőből. A wimbledoni tornát követően Federer több hetes szünetet tartott, és közben próbaidőre szerződtette Paul Annacone-t, Pete Sampras korábbi edzőjét.
A szünet után először a Rogers Cupon lépett pályára, ahol az elődöntőben összecsapott a 2. helyért Novak Đokovićcsal, akit le is győzött. Így függetlenül attól, hogy a döntőt Andy Murray ellen már nem sikerült megnyernie, újra a világranglista 2. helyére került. A Cincinnatiben rendezett Masters-tornán sikerült megvédenie a címét: ez egyben első Masters-győzelme volt az évben.
A US Openen gond nélkül jutott az elődöntőbe, és ott ismét összecsapott Novak Đokovićcsal a döntőbe jutásért és a ranglista 2. helyéért. Az ötszettes meccs során Federer hullámzó játékot mutatott, az ötödik szettben meccslabdája is volt, mégis elvesztette a meccset (7–5, 1–6, 7–5, 2–6, 5–7), így nem tudott Nadallal döntőt játszani. A torna során kvalifikálta magát az év végi Masters Cupra.
A US Open után Federer hosszabb szünetet tartott, majd a sanghaji ATP Masters 1000 tornán lépett először pályára, ahol döntőbe jutott, de itt Murraytől kikapott. Ezt követően elindult egy kisebb tornán Stockholmban, és meg is nyerte, ezzel megszerezte 64. ATP-címét, amellyel az örökranglista 4. helyére kapaszkodott fel, Pete Sampras mellé. Bázelben, hazai tornáján le is hagyta Samprast: a döntőben visszavágott Novak Đokovićnak a 2009-ben elszenvedett bázeli vereségért, és megszerezte 65. ATP-tornagyőzelmét. Az év utolsó Masters-tornáján, Párizsban korábban nem ért el jó eredményeket, most életében először elődöntőbe jutott.
Az évadzáró World Tour Mastersen Andy Murrayvel, Robin Söderlinggel és David Ferrerrel került egy csoportba. A három csoportmeccs mindegyikét simán nyerte, így csoportelsőként, szettveszteség nélkül jutott az elődöntőbe, ahol Novak Đokovićot búcsúztatta magabiztosan. Az év utolsó meccsét nagy várakozás övezte: Federer és Nadal újra összecsaptak egymással. Federer ezúttal nem sok esélyt hagyott riválisának, 6–3, 3–6, 6–1 arányban nyert, megszerezve 5. címét az évzáró világbajnokságon. Ezzel ő lett a tenisztörténelem harmadik játékosa Ivan Lendl és Pete Sampras mellett, aki 5 alkalommal nyerni tudott a tornán.
(~> meccsei 2010-ben)

### 2011 – Rekord az évzáró világbajnokságon
A 2011-es év jól kezdődött Federer számára: rögtön megnyerte a dohai tornát. Az Ausztrál Openre címvédőként érkezett, a tornát azonban nem sikerült megnyernie: ahogy a US Openen is, az elődöntőben Novak Đoković állt az útjába (6–7(3), 5–7, 4–6). A torna során azonban Federer több rekordot is megdöntött: először a 3. körben, amikor az Ausztrál Openen megnyert meccseinek száma elérte az 57-et, s ezzel megdöntötte Stefan Edberg open-era rekordját. A negyeddöntő pedig már sorozatban a 27. Grands Slam-negyeddöntő volt, amelyre bejutott, ezzel pedig Jimmy Connors rekord sorozatát állította be. Ezáltal sorozatban a legtöbb Grand Slam-döntő (10; 2005. Wimbledon – 2008. Ausztrál Open), és sorozatban a legtöbb Grand Slam-elődöntő (23; 2004. Wimbledon – 2010. Ausztrál Open) elérése után a legtöbb egymást követő Grand Slam-negyeddöntő (27) rekord is az ő nevéhez fűződik.

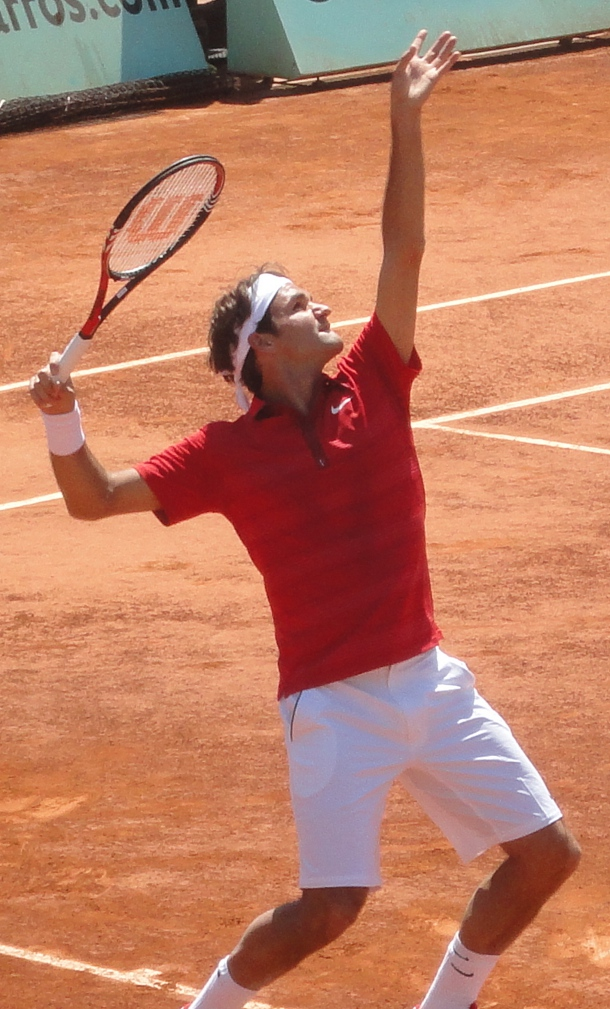
A Roland Garroson

Az Ausztrál Open után pihenőt tartott, majd a dubaji tornán döntőbe, Indian Wellsben pedig az elődöntőbe jutott: mindkét alkalommal Novak Đoković búcsúztatta. Miamiban szintén elődöntőbe jutott, itt Rafael Nadaltól kapott ki.
A salakos szezont Federer döcögősen kezdte: az előző évvel ellentétben elindult a Monte Carlo Mastersen, ahol elődöntőig jutott, Madridban ismét Nadaltól kapott ki az elődöntőben, Rómában viszont csak a 3. körig jutott, ahol szoros meccsen alulmaradt Richard Gasquet-val szemben. A Roland Garroson harmadik kiemeltként indult, azonban a legtöbb szakértő nem várt tőle nagy eredményeket: inkább a címvédő Nadalra és a 2011-ben győzelmet győzelemre halmozó, az év során még egyetlen meccset sem vesztő Novak Đokovićot tartották nagy esélyesnek. Federer bejutott a 28. sorozatos Grand Slam-negyeddöntőjébe, amellyel új rekordot állított. Szettveszteség nélkül menetelt az elődöntőbe, ahol Đoković várta, aki egyben a világelsőségért is játszott. Federer sokak szerint karrierjének legjobb salakos meccsén, a szakértőket megdöbbentő formában játszva négy szettben legyőzte szerb riválisát. Bejutott karrierje 23. Grand Slam-döntőjébe, egy újabb Rafael Nadal elleni Roland Garros-döntőbe. Nagyon jól kezdte a meccset, mégis elvesztette az első szettet, utána pedig végig hátrányban volt. Nem adta fel, többször is visszaküzdötte magát, a harmadik szettet meg is nyerte, de nem sikerült kivívnia a döntő játszmát. A magas színvonalú meccset végül 5–7, 6–7(3), 7–5, 1–6 arányban elvesztette, de így is ez volt kettejük legszorosabb Grand Slam-döntője salakon. Azzal, hogy Federer bejutott a döntőbe, mind a négy Grand Slam-torna döntőjébe legalább 5-ször bejutott – már a korábbi 4 is egyedülálló teljesítmény volt a tenisz történetében.
Wimbledonban Federer meggyőzően menetelt a negyeddöntőig, ahol Jo-Wilfried Tsongával találkozott. Már két szettel vezetett ellene, amikor Tsonga magára talált, és onnantól fogva nem lehetett elvenni az adogatását: megfordította a meccset, és búcsúztatta Federert. Ez volt Federer karrierje során az első Grand Slam-meccs, amelyet 2–0-s vezetésről vesztett el. Grand Slam-negyeddöntőinek sorozata ugyanakkor folytatódott, ekkor már 29-nél állt.
Wimbledon után pár hét pihenő következett, és egy Davis-kupa forduló Portugália ellen, amelyet Svájc könnyedén megnyert. A US Opent megelőző amerikai kemény pályás Masters-tornákon Federer hullámzó teljesítményt nyújtott, Montreálban hamar búcsúzott, Cincinnatiben pedig negyeddöntőbe jutott.
A US Openre Federer jó formában érkezett, és könnyedén jutott az elődöntőbe – megnyerve sorozatban 30. GS-negyeddöntőjét, többek között Jo-Wilfried Tsongát is búcsúztatva menet közben – ahol ismét Novak Djokoviccsal találkozott. A meccs nagyon szoros csatát hozott, Federer mégis megnyerte az első két szettet, utána azonban Djokovic felzárkózótt. A döntő szett ismét Federernek állt, 5–3-nál szervált is a meccsért, és kiharcolt két meccslabdát is. Ekkor azonban mintha csak az előző évi elődöntő ismétlődött volna meg: két balszerencsés labdamenet következett, Federer nem bírta kiszerválni a meccset. A hárított meccslabdáktól nagy lendületre kapott Djokovic végül 7–5-re nyerte a döntő szettet (7–6, 6–4, 3–6, 2–6, 5–7). Ez azt jelentette, hogy Federer az évben nem nyert Grand Slamet: a 2003 óta tartó nagy sorozat 9 év után zárult le.
Az amerikai nyílt bajnokság után Federer régóta húzódó sérülésekre hivatkozva visszamondta az indulást a Shanghai Mastersen, ami azt jelentette, hogy átmenetileg át kellett engednie a világranglista 3. helyét Andy Murraynek. Csaknem két hónap kihagyás után szülővárosában, Bázelben lépett legközelebb pályára, és itt hosszú hónapok után újra címet nyert, a tornán sorozatban az ötödiket.
Az otthoni tornagyőzelem után két nappal már Párizsban versenyzett, az év utolsó Masters 1000-tornáján, amit még soha nem sikerült megnyernie. Ezúttal nagyon jó formában érkezett, és mindenképpen nyerni szeretett volna. A negyeddöntőben, melyet Juan Monaco ellen vívott, karrierjének 800. győzelmét aratta. Egy nappal később karrierje során először bejutott a torna döntőjébe, melynek köszönhetően ő lett az open érában az első teniszező, aki valamennyi Masters 1000 tornán döntőt játszott. A döntőt a hazai kedvenc Jo-Wilfried Tsongával vívta, de nem hagyott neki sok esélyt: 6–1, 7–6(3) arányban legyőzte francia ellenfelét, ezzel – szettveszteség nélkül – megnyerte első Paris-Bercy címét, és 18-ra növelte Masters-győzelmei számát. A győzelemnek köszönhetően a kilenc Masters-tornából immár 7-et megnyert, beállítva ezzel Andre Agassi rekordját. Ugyancsak Agassi volt korábban az egyetlen teniszező, aki mindkét párizsi tornán (Roland Garros, Paris-Bercy) címet szerzett.
Az évzáró világbajnokságon Federer továbbra is kimagasló formában játszott, és megint nem talált legyőzőre: könnyedén verte Rafael Nadalt, David Ferrert és – karrierje 100. döntőjében – Jo-Wilfried Tsongát is. Századik döntőjében pályafutása 70. tornagyőzelmét aratta, és 6 ATP World Tour Masters címmel új rekordot állított. Az évet 17 meccs óta tartó veretlenségi sorozattal zárta. (~> meccsei 2011-ben)

### 2012 – Újra a világranglista élén
A 2012-es év a dohai tornával kezdődött Federer számára, ahol címvédőként indult, azonban a Tsongával vívandó elődöntő előtt hátsérülés miatt visszalépett. Hosszú karrierje során ez volt a második alkalom, hogy Federer egy meccs előtt visszalépett.
Az Australian Openre a 2011-es év végi eredmények után nagy reményekkel érkezett, és mindvégig jó formában is játszott, 31-re növelte sorozatos Grand Slam-negyeddöntőinek számát – a Juan Martín del Potróval vívott negyeddöntő egyben karrierje 1000. mérkőzése volt –, és szettveszteség nélkül jutott az elődöntőbe. Ott régi riválisába, Rafael Nadalba futott: a magas színvonalú mérkőzésen hősiesen küzdött, de végül négy szettben alulmaradt (7–6(5), 2–6, 6–7(5), 4–6).
Január folyamán játszott a svájci Davis-kupa-csapatban az Egyesült Államok ellen, majd 2005 után először elindult a rotterdami tenisztornán, amelyet meg is nyert, majd megnyerte – szettveszteség nélkül – a dubaji tornát is.
Az Indian Wells Mastersen folytatódott a menetelés: bár a torna első felében megfázással küszködött, túljutott a korai körökön, és zsinórban harmadik tornagyőzelmét aratta, legyőzve Juan Martín del Potrót, Rafael Nadalt és John Isnert is. 19 Masters-győzelemmel utolérte Nadalt az örökranglistán. A Miami Mastersre nagy lendülettel érkezett, de a második körben Andy Roddickba szaladt, aki ezúttal megállította, így megszakadt 16 meccses győzelmi sorozata.

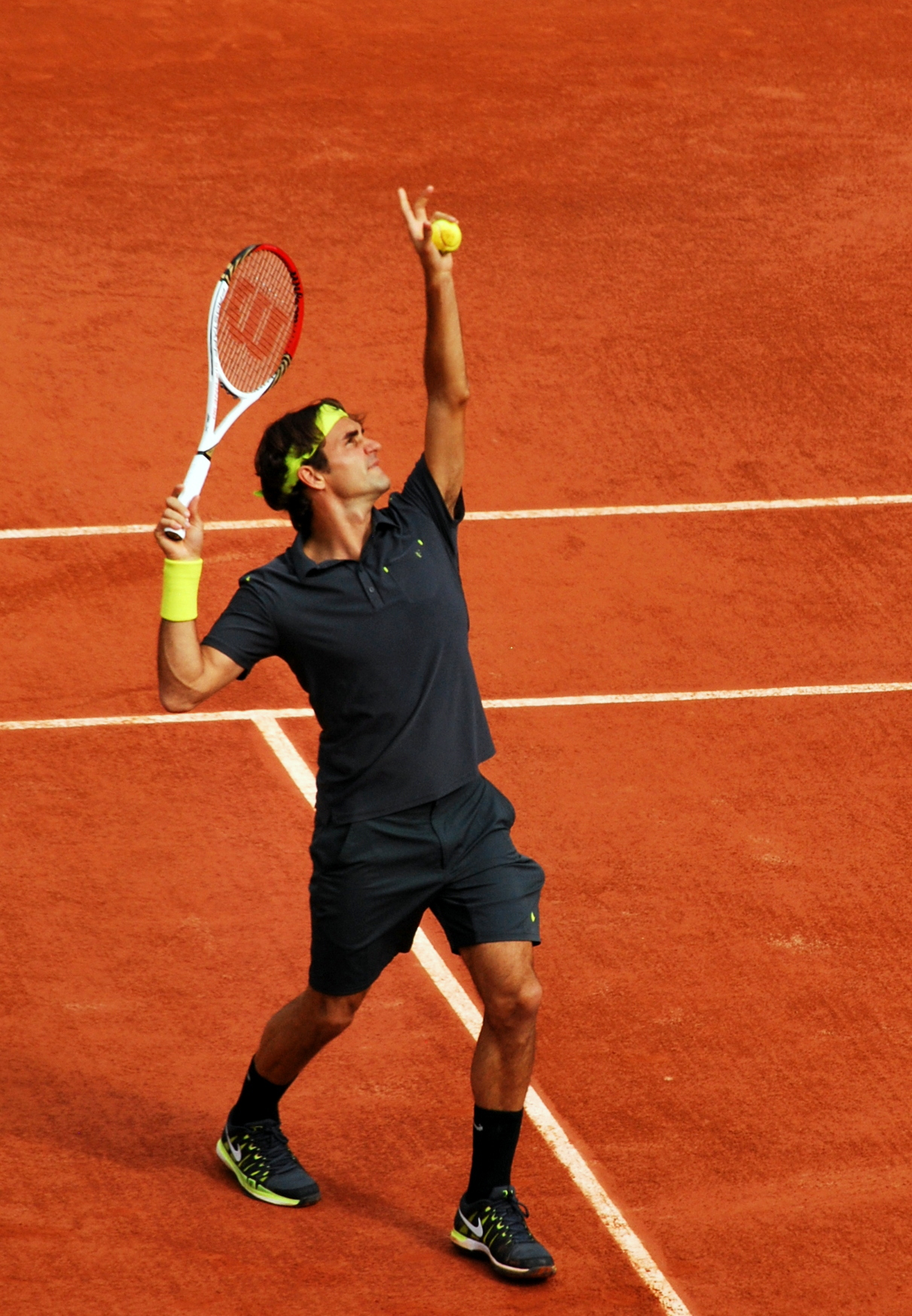
Bemelegítés a Roland Garroson

A salakos szezon a Madrid Mastersszel kezdődött, amelyet ebben az évben rendhagyó módon kékre festett salakon játszottak. Míg Rafael Nadal és Novak Đoković is kritizálta a kék salakot, mondván, hogy csúszik, sőt azzal fenyegetőztek, hogy 2013-ban bojkottálják a madridi tornát, ha megint kék salak lesz, Federer könnyebben alkalmazkodott a szokásosnál gyorsabb salakborításhoz, és begyűjtötte 20. Masters-címét, sőt egy hét erejéig megelőzte Rafael Nadalt a világranglistán (2) is. Mivel azonban a következő heti Rome Mastersen csak az elődöntőig jutott, Nadal pedig meg is nyerte a tornát, újból helyet cseréltek, így Federer 3. kiemeltként indult a Roland Garroson.
A 2012-es francia nyílt bajnokság karrierjének 50. Grand Slam-tornája volt, és rögtön az első körös győzelmével rekordot állított be: Jimmy Connors 233 megnyert Grand Slam-mérkőzését érte utol, majd a következő körben meg is döntötte (ez egyben 50. megnyert meccse volt a Roland Garroson). Folytatta immár 5 éve tartó GS-elődöntő-sorozatát is, amely ekkor már 32-n állt. Az elődöntőben Novak Đokovićcsal csapott össze, de a hullámzó színvonalú mérkőzést három szettben elvesztette (4–6, 5–7, 3–6).

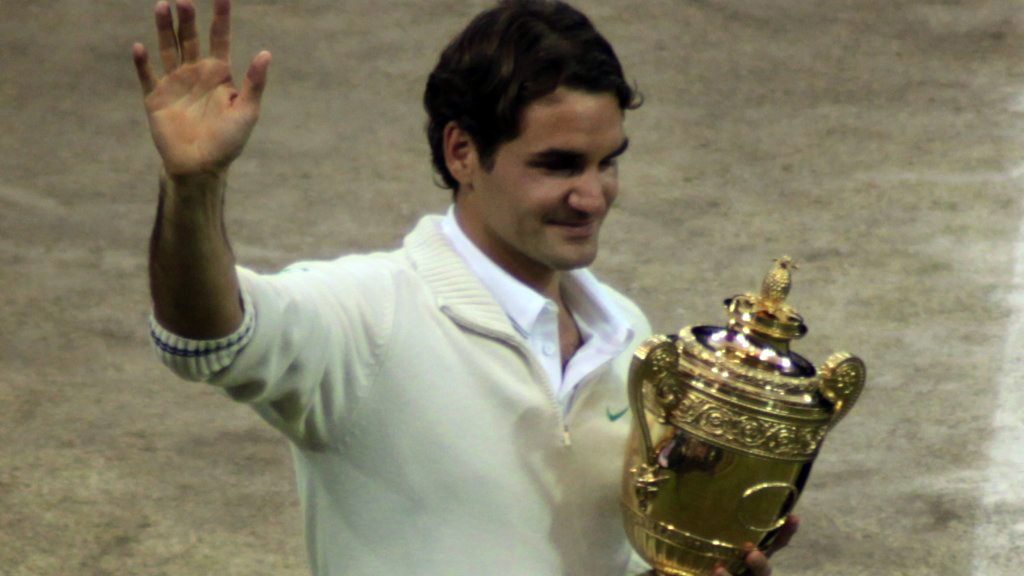
A 17. Grand Slam trófeával

A füves szezont a hallei Gerry Weber Openen nyitotta, ahol a döntőig jutott, itt azonban kikapott Tommy Haastól. Wimbledonba – több mint két év után először – úgy érkezett, hogy lehetősége volt visszaszereznie a világelsőséget, amennyiben megnyeri a tornát, és az aktuális világelső Đoković nem jut az elődöntőnél tovább. Az első két körön Federer könnyedén jutott túl; második körös meccsét megnézte Károly walesi herceg, aki 1970 óta először látogatott ki Wimbledonba, felesége, Camilla kíséretében. Időközben a második kiemelt Nadal megdöbbentő vereséget szenvedett a második körben: a világranglista 100. helyén álló Lukas Rosol verte ki. A harmadik kört mindenki a sokk hatása alatt játszotta, Federer ellenfele, a francia Julien Benneteau is feltüzelve érkezett, 2–0-s játszmaelőnyre tett szert, és a 4. játszma rövidítésében többször is két pontra volt a győzelemtől, Federer azonban fordítani tudott. A negyedik körben szintén megszenvedett Xavier Malisse ellen, ezúttal sérülés miatt: a hátát többször is ápolni kellett. Ennek ellenére bejutott zsinórban 33. Grand Slam-negyeddöntőjébe, ahol már nem volt problémája, alig másfél óra alatt továbbjutott, ezzel megvalósult a Federer–Đoković elődöntő, amely egyben első füves találkozójuk volt. A meccset négy szettben Federer nyerte, ezzel rekord 8. wimbledoni döntőjét játszhatta a hazai kedvenc Andy Murray ellen. Bár Murray 1938 óta az első brit döntős volt Wimbledonban, és egész Nagy-Britannia szurkolt neki, Federer megakadályozta a történelmi tett végrehajtásában (4–6, 7–5, 6–3, 6–4) – helyette azonban maga is történelmi eredményeket ért el: megszerezte 17. Grand Slam-címét, valamint 7. wimbledoni címét, ez utóbbival beállítva Pete Sampras és William Renshaw rekordját, valamint visszatért a világranglista élére. Mivel korábban már csak egy hétre lett volna szüksége ahhoz, hogy utolérje Sampras 286 hetes világelsőségi rekordját, a visszatéréssel azonnal beállította, majd egy héttel később meg is döntötte a rekordot, így átvette a vezetést az örökranglistán.
A füves szezon azonban ekkor még nem ért véget, ugyanis az olimpiát szintén Wimbledonban rendezték. Párosban címvédőként indult Stanislas Wawrinkával, azonban már a második körben kiestek. Federer ezúttal az egyesre szeretett volna koncentrálni, ahol ismét első kiemeltként indulhatott. Az elődöntőbe nagyon magabiztosan jutott, ott azonban a végig kitűnő formában játszó Juan Martín del Potróval kellett megmérkőznie. Federer végül 4 óra 26 perc alatt 3–6, 7–6, 19–17-re nyert, így az open era leghosszabb két nyert szettre játszott teniszmérkőzését játszották le. Élete első egyes olimpiai döntőjét a hazai pálya előnyeit élvező Andy Murrayvel játszotta, aki viszont ezúttal könnyedén legyőzte őt (6–2, 6–1, 6–4), részben Federer elődöntő okozta mentális és fizikai fáradtsága miatt. Federer a mérkőzés után azt nyilatkozta, örül az ezüstéremnek, és Murray győzelmének is.
Első kiemeltként 2012 augusztusában ismét részt vett a Western & Southern Openen, azaz a Cincinnati Masters tornán. Egy évvel korábban a negyeddöntőig jutott, 2012-ben viszont megszerezte ötödik győzelmét ezen a tornán, a döntőben a második kiemelt Novak Đokovićot 6–0, 7–6(7)-ra felülmúlva. Ezzel 21. Masters címét szerezte meg, újra beérve spanyol riválisát, Rafael Nadalt. Érdekesség, hogy a torna során egyszer sem veszített el szettet és egyszer sem veszítette el az adogatását. Győzelmével megerősítette első helyét a világranglistán, így egy héttel később újra első kiemeltként vett részt a US Openen.
2012. augusztus 27-én úgy vághatott neki a 2012-es US Opennek, hogy világelsősége miatt nem kellett aggódnia, mert a címvédő Novak Đoković ismételt győzelme esetén sem vehette át a világelsőséget a köztük meglévő pontkülönbség és a tornán megvédendő pontok miatt. Federer első ellenfele az amerikai Donald Young volt, majd a német Björn Phau következett, a harmadik körben pedig a 25. kiemelt Fernando Verdasco. Eddig szettveszteség nélkül, könnyedén nyerte a meccseit, a negyedik körben pedig Mardy Fish egészségügyi okok miatt visszalépett a mérkőzéstől, így Federer egy előre be nem kalkulált pihenőt is kapott. A negyeddöntőben a 2010-es wimbledoni döntős Tomáš Berdych volt az ellenfele, aki négy szettben kiejtette Federert a tornáról, és így megakadályozta abban, hogy ismét Andy Murray-vel mérkőzhessen meg, ezúttal az elődöntőben. Így tehát Federer 2003 óra először hiányzott a US Open végjátékából. Nem ez volt első alkalom volt, hogy Tomáš Berdych kiejtette Federert egy Grand Slam-torna negyeddöntőjében, az említett 2010-es wimbledoni tornán szintén négy szettben nyert a cseh játékos.
A US Open után Federer a Davis-kupában játszott, ahol 3-2-re legyőzték Hollandiát, így Svájc a világcsoportban maradt. Ezek után részt vett a sanghaji tornán is. A tornát egy ijesztő incidens előzte meg: egy kínai internetes portálon ismeretlen személy megfenyegette Federert, hogy megöli. Habár a fenyegető később bocsánatot kért, a sajtó nagyon eltúlozta az esetet, a rendőrség pedig szigorú biztonsági intézkedéseket vezetett be. A torna során Federer a harmadik körben Stanislas Wawrinkával játszott nehéz meccset – melyet végül megnyert (4–6, 7–6(4), 6–0) – így bebiztosította, hogy a 300. alkalommal is az ő nevével kezdődjön a világranglista, és végül csak az elődöntőben a címvédő Andy Murray tudta megállítani.
Legközelebb Bázelben indult, a hazai tornáján, ahol döntőbe is jutott, de ott egy nagyon szoros mérkőzésen kikapott Del Potrotól. A párizsi tornán való részvételt visszamondta fáradtság okán, ezért át kellett adni a világelsőséget Đokovićnak, az új világelsőségi rekord így 302 hétnél állt meg.
Az év végi ATP World Tour Finalson a csoportkörben legyőzte Janko Tipsarevićet (6–3, 6–1) és David Ferrert (6–4, 7–6(5)), azonban a harmadik mérkőzésen ismét kikapott Del Potrótól (6–7(3), 6–4, 3–6). De így is csoportelsőként jutott tovább az elődöntőbe, ahol Murray volt az ellenfele. Az aktuális forma alapján mindenki Murray győzelmére számított, azonban Federer meglepően jó játékkal könnyedén megverte a skót játékost, ezzel a döntőbe jutva (7–6(5), 6–2). A döntőben újra összecsapott Novak Đokovićcsal, de a magas színvonalú és szoros meccset végül elveszítette (6–7(6), 5–7).
Federer a mérkőzés után arról beszélt, hogy a pályák folytonos „lassítása” miatt a hozzá hasonló támadó játékosok állandó hátrányban vannak. „Senki sem szeretné, hogy 15 nagyszerű ütés után egy hiba döntsön. Szerintem a gyorsabb pályák oldhatnák ezt meg. Ez segítene, hogy időről időre gyorsabban tudjunk mozogni. Ezeken megtapasztalnák a különböző stílusú játékosok, hogy felmenni a hálóhoz, nem egy rossz dolog. Egyszerű a megoldás. Gyorsítani kéne a pályákon és nehezebb volna védekezni. A támadó stílus a fontosabb. Ezeken a lassú pályákon az egyetlen lehetőség a védekező játék, mind ezt tesszük jelenleg.”
Az évet a világranglista 2. helyén zárta, ez volt a 9. olyan év amikor az első két hely valamelyikén zárta az évet, és sorozatban a 10., amikor az első három hely valamelyikén. (~> meccsei 2012-ben)

### 2013 – Sérülések és vereségek
A 2013-as évet rögtön az Australian Openen kezdte, hosszú idő után először semmilyen felkészítő tornán nem indult, de a szervezők ebben az évben gyorsabb borítású pályákat építettek és ez kedvezett Federernek. Az első körben Benoît Paire ellen aratott sikere után rögtön a dohai döntős Davigyenko következett, akit szintén három szettben győzött le. Ezek után két feltörekvő fiatal következett: a hazai kedvenc Bernard Tomic és a kanadai Milos Raonic. Előbbit egy nehezebb, utóbbit egy könnyebb mérkőzésen győzte le, de nagy koncentrációt igényelt mindkét mérkőzés. Bejutott sorozatban a 35. Grand Slam negyeddöntőjébe, ahol Jo-Wilfried Tsonga várta. A franciát végül egy magas színvonalú, öt szettes mérkőzésen győzte le, (7–6(4), 4–6, 7–6(4), 3–6, 6–3) így jutott be élete 33. Grand Slam elődöntőjébe, ahol Andy Murray volt az ellenfele. A mérkőzésen kiderült, hogy a formája rosszabb skót ellenfelénél, de ennek ellenére küzdött. A negyedik szettben jártak, amikor Murray adogatott a mérkőzésért. Federer azonban visszajött a mérkőzésbe és a rövidítés megnyerésével döntő szettet harcolt ki. Karrierje során ez volt az első alkalom, hogy egymás után két öt szettes mérkőzést játszott. Federer a döntő szettre elfáradt, s végül pontosan 4 óra játék után búcsúzott. (4–6, 7–6(5), 3–6, 7–6(2), 2–6)
A Davis-kupában nem játszott, de címvédőként indult Rotterdamban, azonban a negyeddöntőben Julien Benneteau megállította (6–3, 7–5).
Dubajban sem tudta megvédeni a címét, a jó formában játszó Federer ugyanis ismét vereséget szenvedett Tomáš Berdychtől. A cseh játékos 3 mérkőzéslabdát hárított, és hátrányból nyert. (3–6, 7–6, 6–4).

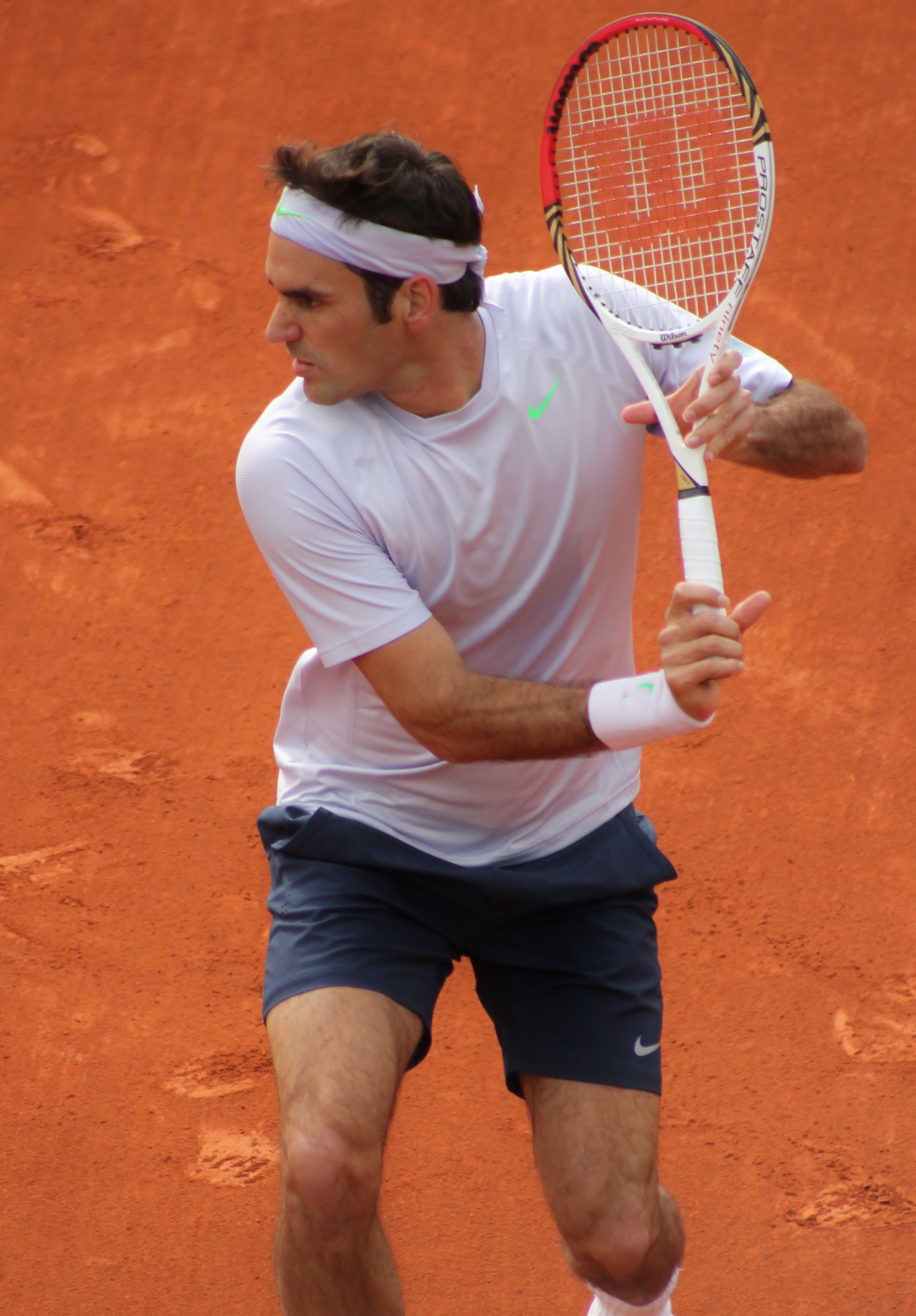
Játék közben

Indian Wellsben Federer végig hátsérüléssel küzdött, amely jelentősen visszavetette játékát. Stanislas Wawrinkát még döntő szettben még így is legyőzte, a nagy rivális Rafael Nadaltól a negyeddöntőben azonban már kikapott 6–4, 6–2 arányban. Nadal szerint a második szettben különösen szembetűnő volt a svájci sérülése.
Miamiban nem indult, Andy Murray viszont igen, így Federer a 3. helyre szorult a világranglistán. Monte-Carlót is kihagyta, viszont Murray korai vereségével vissza is szerezte a 2. helyet.
Federer 2 hónapot hagyott ki Indian Wells után, csak Madridban, címvédőként tért vissza. Itt azonban a második mérkőzésén kikapott a japán Nisikori Keitől, megint a 3. helyre szorulva. Rómában sikerült először pontot szereznie előző idényéhez képest. Több riválisát (például Gilles Simont is) legyőzve eljutott az évben első Masters döntőjébe, összesen a harmadik római döntőjébe. Ott Rafael Nadal várta, aki – a legtöbb salakpályás találkozójukhoz hasonlóan – újból felülmúlta két sima szettben (1–6, 3–6). Huszadik alkalommal maradt alul a spanyollal szemben összesítettben.
A Roland Garroson Murray visszalépésével második kiemeltként játszott. 2000 óta először érkezett Párizsba tornagyőzelem nélkül. Két kvalifikációból felkerült játékos legyőzése után a 3. körben visszavágott Benneteau-nak a rotterdami vereségért: 3 szettben győzte le. A negyedik körben Gilles Simon ellen csak 5 szettben jutott tovább, 900. ATP mérkőzésén diadalmaskodva. Sorozatban a 36. Grand Slam negyeddöntőjében, 3 szettben vereséget szenvedett Jo-Wilfried Tsongától. Ez volt 2004 óta az első alkalom, hogy Đokovićon és Nadalon kívül valaki 3 szettben búcsúztatta Grand Slam tornáról.
Federer a füves szezont Halléban kezdte, ahol a negyeddöntőben karrierje második 6–0, 6–0-s győzelmét szerezte meg Mischa Zverev ellen (az első a már említett Gaudio elleni győzelem volt 2005-ben). Az elődöntőben visszavágott Tommy Haasnak, az előző évi vereségért, majd a döntőben Mihail Juzsnyij legyőzésével megszerezte 77. ATP tornagyőzelmét, amivel utolérte John McEnroet és a 3. helyre jött fel az open erában tornagyőzelmek terén. 2008 óta először nyert itt, összesen 6. alkalommal. Megszerezte az évben az első tornagyőzelmét.
Ezek után Londonba érkezve Federer egy jó wimbledoni szereplésben bizakodott. Első mérkőzésén kiváló játékkal múlta felül Victor Hănescut. A második körben ekkor olyasvalami következett, amire senki sem számított: a világranglista 116. Szerhij Sztahovszkij legyőzte őt 4 szettben (7–6(5), 6–7(5), 5–7, 6–7(5))! A mérkőzésen Federer egyetlen fontosabb lehetőségét sem tudta érvényesíteni. A vereség véget vetett 36 egymás utáni negyeddöntős sorozatának, amely így is az open era egyik legnagyobb rekordjának számít. Szintén ez jelenti a legkorábbi vereséget a 2003-as Roland Garros óta, első veresége a legjobb 100-on kívüliek ellen 2005 óta. Mivel fő riválisa, Rafael Nadal még korábban, az 1. körben búcsúzott, így ez volt az első Grand Slam torna a történelemben, melyen mindketten indultak, de egyikük sem játszott már a második héten. Federer ezzel a vereséggel rengeteg pontot veszített és 10 éve nem látott mélységbe zuhant a világranglistán: az 5. helyre. 2003 júniusa óta először esett ki a legjobb négyből. Mindenesetre ezen a napon, 2013. június 26-án további meglepetések, feladások, visszalépések történtek a kiemeltek körében (összesen 12). Rengeteg játékos is értetlenül állt a hihetetlen események előtt, így gyakran hivatkoznak rá „Fekete szerda” néven. Máig vita tárgya, hogy ezt esetleg egy újfajta, esetleg hibás füves borítás okozta-e, számtalan játékos panaszkodott rá, ám a szervezők nyilatkozata szerint a fű megfelelő volt.
Hogy hatalmas pontveszteségét kompenzálja, Federer két extra salakos tornát is beiktatott a nyári szezonjába, egy ATP 250-es versenyt Gstaad-ban és egy ATP 500-as tornát Hamburgban. Mint ez utólag kiderül, ez súlyos hiba volt a svájci részéről: ismét kiújult a tavaszi hátsérülése, és ki is kapott az argentin Frederico Delbonistól és a német Daniel Brandstól. Ezen tornák különlegessége az volt, hogy Federer hosszú évek után egy új ütővel játszott ezekben a hetekben, a Wilson Pro Staff Ninety-t egy nagyobb, 98 sq inch fejűre cserélte tesztelés céljából. Ezt az ütőt csak ezen a két tornán alkalmazta, a nyári US Open Series versenyekre már a régi ütőjével tért vissza.
A keménypályás szezon első tornájától, a Rogers Cup-tól kénytelen volt visszalépni hátsérülése miatt. Cincinnati-be címvédőként érkezett, és biztató meccsek után megint Nadal állította meg egy kiélezett mérkőzésen. Ezzel már a 7. helyre csúszott a ranglistán. Ezen előzmények után érkezett a US Openre, ahol három nagyon biztató győzelmet követően a negyedik körben, sima három szettes meccsen ért véget számára a verseny, a spanyol Tommy Robredo ellen, aki pályafutásuk során először győzte le a svájci klasszist (6–7(3), 3–6, 4–6). Vereségében közrejátszhattak a nyári kudarcok, hiszen rengeteg hibával, önbizalom nélkül teniszezett.
Az US Open után ismét néhány hetes pihenő következett, Federer legközelebb a Shanghai Rolex Masters-en játszott: még mindig bizonytalan játékkal a harmadik körben Gaël Monfils három szettben kiejtette a svájcit. Érdekesség, hogy ezen a tornán elindult párosban is a kínai Ze Zhang társaságában. Az első kört sikeresen vették, de a második mérkőzés itt is a végállomást jelentette.
A fedett pályás szezonra sikerült csak megtalálnia a formáját. Bázelben a hazai közönség és a gyorsabb borítás is közrejátszott abban, hogy javuló játékkal végre döntőbe jutott, karrierje során már a tizedik alkalommal. A döntőben 2012-es évhez hasonlóan ismét Del Potro győzte le egy igen szoros meccsen, így nem jött össze a tornagyőzelem.
Párizsba már nagyobb önbizalommal érkezett, Kevin Anderson legyőzésével helyet kapott az év végi világbajnokságon, addig ugyanis még a londoni kvalifikációja is kérdéses volt. Szereplése meggyőző volt, a negyeddöntőben pedig egy újabb három szettes csatában visszavágott Del Potronak a bázeli vereségért. Az elődöntőben a US Open óta veretlen Đoković következett, s bár az első szettet megnyerte, a döntőbe jutás nem sikerült.
Londonban, a World Tour Finalson megint a szerb ellen játszotta első mérkőzését, ám 3 szettben ismét alulmaradt (4–6, 7–6(2), 2–6). A Richard Gasquet felett aratott sima győzelem (6–4, 6–3) után viszont Del Potro ellen kellett játszania az elődöntőért. Hatalmas csatában, minden szettben hátrányból felállva egy két és fél órás mérkőzésen harcolta ki a továbbjutást a csoportból (4–6, 7–6(2), 7–5). Az elődöntőben azonban Nadal következett, és ez egy sima vereséget jelentett (5–7, 3–6).
A szezon végén Federer elmondta, hogy az év során komoly gondjai voltak a hátával, a salakszezon előtt gyakorolni sem tudott, illetve a nyár során többször fájdalomcsillapítókkal teniszezett, és hogy hosszú időbe telt visszaszereznie az önbizalmát és játékát. 2013-at a világranglista 6. helyén zárta. (~> meccsei 2013-ban)

## A megújult Federer

### 2014 – Visszatérés és diadal a Davis-kupában
Bár a sajtó több ízben faggatta a visszavonulásról 2013-ban, a svájci játékos ismét inkább a megújulás mellett döntött: a szezon végén elkezdett dolgozni az egykori profi teniszező Stefan Edberggel, aki Federer gyermekkori példaképe, valamint lecserélte hosszú évekig használt ütőjét egy lényegesen, majdnem 9%-kal nagyobb fejűre. Mindezek agresszívabb, támadóbb játékot tettek lehetővé, valamint stabilabb alapütéseket, főként az addig sebezhetőbb fonák oldaláról. Ezenkívül év végén bejelentette, hogy ismét apai örömök elé néz a következő szezonban.
Ebben az évben Federer a brisbanei tornán kezdte el az évet. A teniszében szemmel látható változások mentek végbe, és sikerült is bejutnia a torna döntőjébe, ahol azonban a hazai kedvenc Lleyton Hewitt legyőzte. Emellett párosban is elindult és az elődöntőig jutott a francia Nicolas Mahut oldalán.

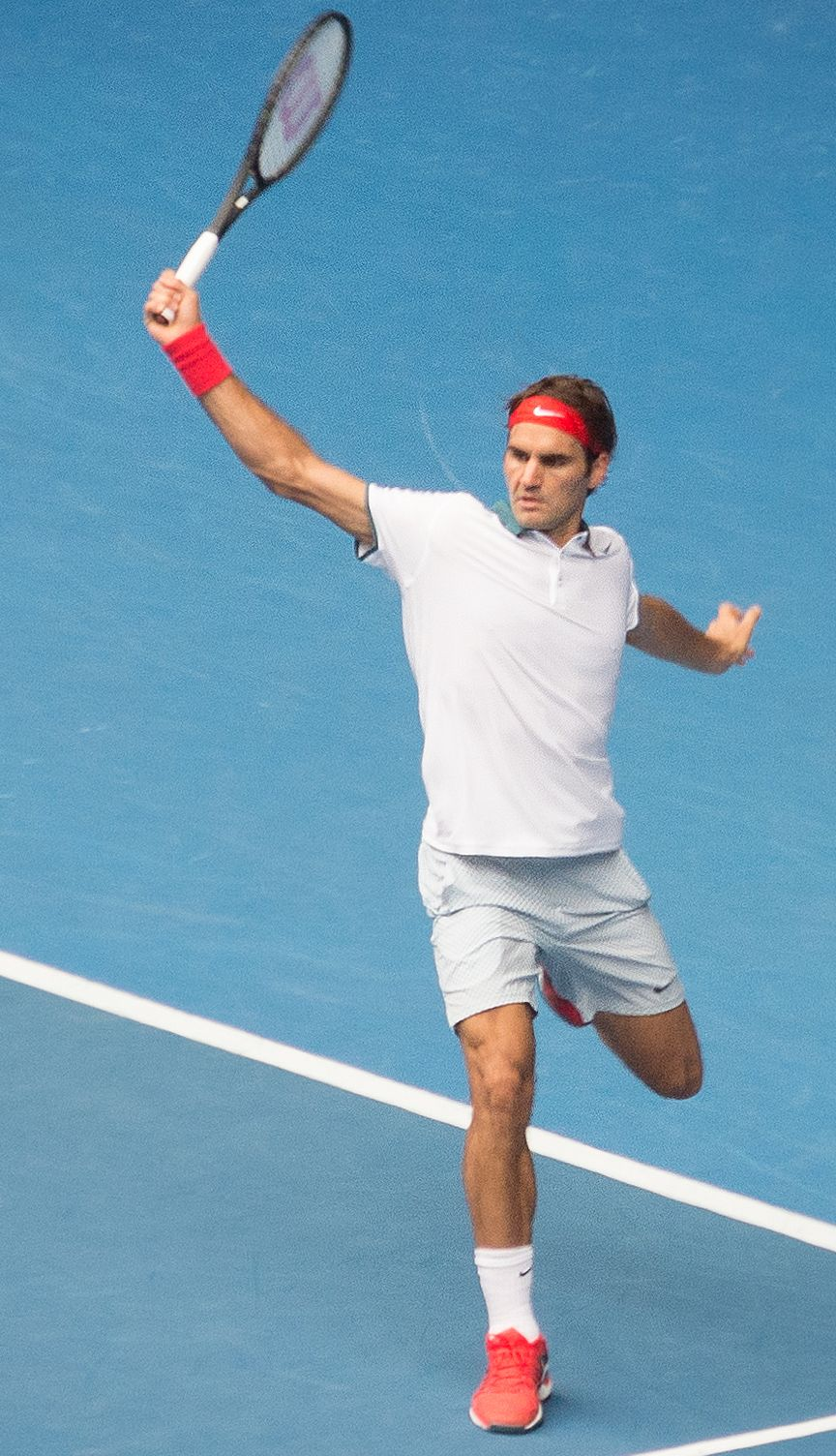
A 2014-es Ausztrál Openen

Melbourneben egy jótékonysági mérkőzéssel kezdett Jo-Wilfried Tsonga ellen. Az Ausztrál Openen Federer játéka tovább javult, a nyolcaddöntőben Tsongának visszavágott a párizsi vereségért: három szettben, folyamatos támadó tenisszel ejtette ki a franciát. Szettveszteség nélkül jutott negyeddöntőbe, ahol az az Andy Murray várta, aki az előző évi tornán búcsúztatta. A svájci teniszező ezúttal magabiztos játékkal győzelmet aratott skót riválisa felett (6–3, 6–4, 6–7(6), 6–3). Az elődöntőben viszont Nadallal találkozott, Federer pedig ismét tehetetlennek látszott és viszonylag simán kapott ki (6–7(4), 3–6, 3–6). Mivel a tornát honfitársa, Stanislas Wawrinka nyerte meg, az egykori világelső a 8. helyre zuhant a ranglistán, de így is bizakodóan várhatta az év hátralévő részét.
Részt vett Újvidéken a februári Davis-kupa fordulón, ahol Svájc legyőzte Szerbiát és ezzel bejutott a negyeddöntőbe. Dubajban Federer továbbra is kiváló formát mutatott: szetthátrányból fordítva nyert a címvédő Đoković ellen (3–6, 6–3, 6–2), a döntőben pedig Tomas Berdychet múlta fölül (3–6, 6–4, 6–3). Ezzel a 6. dubaji trófeával 78. tornagyőzelmét könyvelhette el, megelőzve John McEnroet. 2001 óta minden évben nyert legalább egy tornát!
Az indian wells-i tornán is jó formában játszott és végül a döntőbe jutott, ahol csak Đoković tudta legyőzni (6–3, 3–6, 6–7(3)). Emellett párosban is indult és Wawrinka oldalán az elődöntőig jutott. Ezek után a Miami Mastersen játszott: a Gasquet elleni mérkőzése mindössze 49 percig tartott, mielőtt végül Kei Nishikori megállította a negyeddöntőben. Sikereinek köszönhetően már a 4. helyre kapaszkodott vissza a világranglistán.
Federer ezután Svájcba repült, hogy a kazah csapat ellen játsszon a Davis kupában. 1-2-ről kellett fordítaniuk, ám végül a svájciak jutottak tovább. A döntő ötödik, mindent eldöntő mérkőzését Federer játszotta és sima győzelmet aratott Andrej Golubev ellen, így 2003 után második alkalommal jutott elődöntőbe a Davis-kupában.
A salakszezon kezdetével Federer rögtön szabadkártyát kért a Monte Carlo Mastersre. Tsonga ellen két pontra volt a vereségtől, ám egy 2 és fél órás mérkőzésen végül fordítani tudott. Ezután a címvédő Đoković ellen vívott újabb összecsapást két szettben nyerte meg (7–5, 6–2) megszakítva a szerb 2013-as sanghaji tornán kezdődő veretlenségét Masters tornákon. A döntőben alulmaradt honfitársával, Wawrinkával szemben. Ez volt Federer negyedik döntős szereplése a tornán. Már elkészült a madridi torna sorsolása, mikor családi okok miatt visszalépni kényszerült, s nemsokára bejelentette, hogy újra ikrei születtek, akik a Leo és a Lenny nevet kapták. Pár héttel gyermekei születése után nem csoda, hogy a következő tornán nehezen koncentrált és meccslabdáról kapott ki Jeremy Chardytól Rómában. A Roland Garroson az első két fordulóban aratott sima győzelem után nehéz meccsen jutott túl Dmitrij Turszonovon, ám a következő fordulóban Ernests Gulbis egy küzdelmes, öt szettes mérkőzésen búcsúztatta.
Az új, támadó felfogásban játszó Federer számára sok jóval kecsegtetett a füves szezon. Halléban címet kellett védenie 2013-ból. Be is jutott az elődöntőbe, ahol felülmúlta Kei Nishikorit. A döntőben megverte Alejandro Fallát és 79. tornagyőzelmét is begyűjtötte, valamint a 14. füves tornagyőzelmét is, az összesen 9 hallei döntőből hetet nyert meg. Itt is játszott párost, ezúttal gyerekkori barátjával, Marco Chiudinellivel. A döntőig jutottak, ott azonban végül vereséget szenvedtek.
Wimbledonban Federer nagyon eltökélt volt, hogy előző évi eredményén javítson. Első három ellenfelén könnyedén áthaladt, sőt a negyedik körben sima három szettben ejtette ki azt a Tommy Robredót, aki ellen 2013-ban talán legemlékezetesebb vereségét szenvedte el a US Openen. Ezzel bejutott karrierje 42. Grand Slam negyeddöntőjébe, megdöntve Jimmy Connors addigi rekordját. Wawrinkát négy szettben győzte le és bejutott az elődöntőbe, ahol Milos Raonic várta, de Federer legjobb teniszét vette elő arra a napra és három szettben nyert, bejutva 25. Grand Slam döntőjébe és már a 3. helyre lépve a világranglistán. Itt a nagy rivális Novak Đoković már a világelsőségért küzdött. Az év valószínűleg legszínvonalasabb és legizgalmasabb összecsapásán, egy 4 órás öt szettes mérkőzésen az esélyesebb Đoković végül nyert (7–6(6), 4–6, 6–7(4), 7–5, 4–6). Federer a negyedik szettben komoly küzdelmek árán többször is hátrányból jött vissza és – csakúgy mint 6 évvel korábban – bajnoki labdát hárítva mentette az összecsapást döntő szettre. A svájci játékos máshogy viszonyult ehhez a vereséghez, mint a 6 évvel korábbihoz Nadal ellen. Akkor a döntő komoly visszaesést eredményezett a következő tornákon, ezúttal viszont éppen ez lehetett az elkövetkezendő sikerek elindítója.
Három hetes pihenő után 3 év elteltével tért vissza Kanadába, hogy részt vehessen a Canada Mastersen. Rafael Nadal sérülése következtében a következő három tornán második kiemeltként vett részt. Miután a második mérkőzésén Marin Cilic komoly küzdelemre kényszerítette, sikerült eljutni a fináléba. A döntőben Jo-Wilfried Tsonga ellen játszott és szoros küzdelemben kikapott.
A következő torna Federer egyik kedvenc borításán folyt Cincinnatiben. Hullámzó játékának köszönhetően szoros mérkőzésekre kényszerült Vasek Pospisil ellen (ezzel a történelem első játékosává vált, aki legalább 300 Masters 1000-es meccset nyert), illetve Gael Monfils ellen. Ez a tény és az év során elvesztett döntők láthatóan bosszantották, hiszen az utóbbi meccsen rá nem jellemző módon földhöz csapta ütőjét és a bíróval vitatkozott.
A negyeddöntőben Murray ellen két szettben győzött, majd újabb vereséget mért Raonicra, végül a döntőben David Ferrer ellen megszerezte 22. Masters 1000-es győzelmét, 80. tornagyőzelmét, mely egyben a 6. volt Cincinnatiben (6–3, 1–6, 6–2). Továbbá a torna során kvalifikálta magát az évzáró világbajnokságra.
A US Openen Federer könnyedén nyerte első 4 mérkőzését. A negyeddöntőben ismét Gael Monfils volt az ellenfele, aki nagyszerű játékkal már két szettes előnyre tett szert. Federer azonban a fordítani tudott 0-2-es állásról, annak ellenére, hogy Monfilsnak a negyedik szettben két mérkőzéslabdája is volt (4–6, 3–6, 6–4, 7–5, 6–2). Az elődöntőben viszont kikapott a sokak szerint élete formájában teniszező Marin Cilictől három szettben.
A Davis kupa elődöntőt Svájcban rendezték, az ellenfél pedig Olaszország volt. Federer mindkét egyes mérkőzését nyerve a döntőbe juttatta hazája csapatát. Karrierje első Davis kupa döntőjére készülhetett tehát.
Rövid pihenő után a sanghaji tornán tért vissza, mely megdöbbenő módon kezdődött a számára: az első mérkőzésen Leonardo Mayer ellen 5 mérkőzéslabdát tudott hárítani és nyert! Federer ezt a legnagyobb fordításának nevezte. A sikeren felbuzdulva végigmenetelt ellenfelein, az elődöntőben pedig az ázsiai tornákon 28 mérkőzés óta veretlen világelső, Đoković következett. Ezt, az újabb magas színvonalú az összecsapást Federer tudta megnyerni (6–4, 6–4), megszakítva ellenfele veretlenségi sorozatát. A döntőben legyőzte Gilles Simont, így 23. Masters 1000-es győzelmét szerezte meg. Ezzel az eredménnyel Federer visszaszerezte a 2. pozíciót a világranglistán.
Fedett pályán Federer a hazai, bázeli tornán kezdett és egy újabb tornagyőzelmet aratott, összesen a 82.-et. A döntőben a belga David Goffint verte meg a hatodik bázeli címért. Ekkorra már a világelsőséghez is közel került. A párizsi Masters tornán is indult, de kikapott Milos Raonictól a negyeddöntőben.

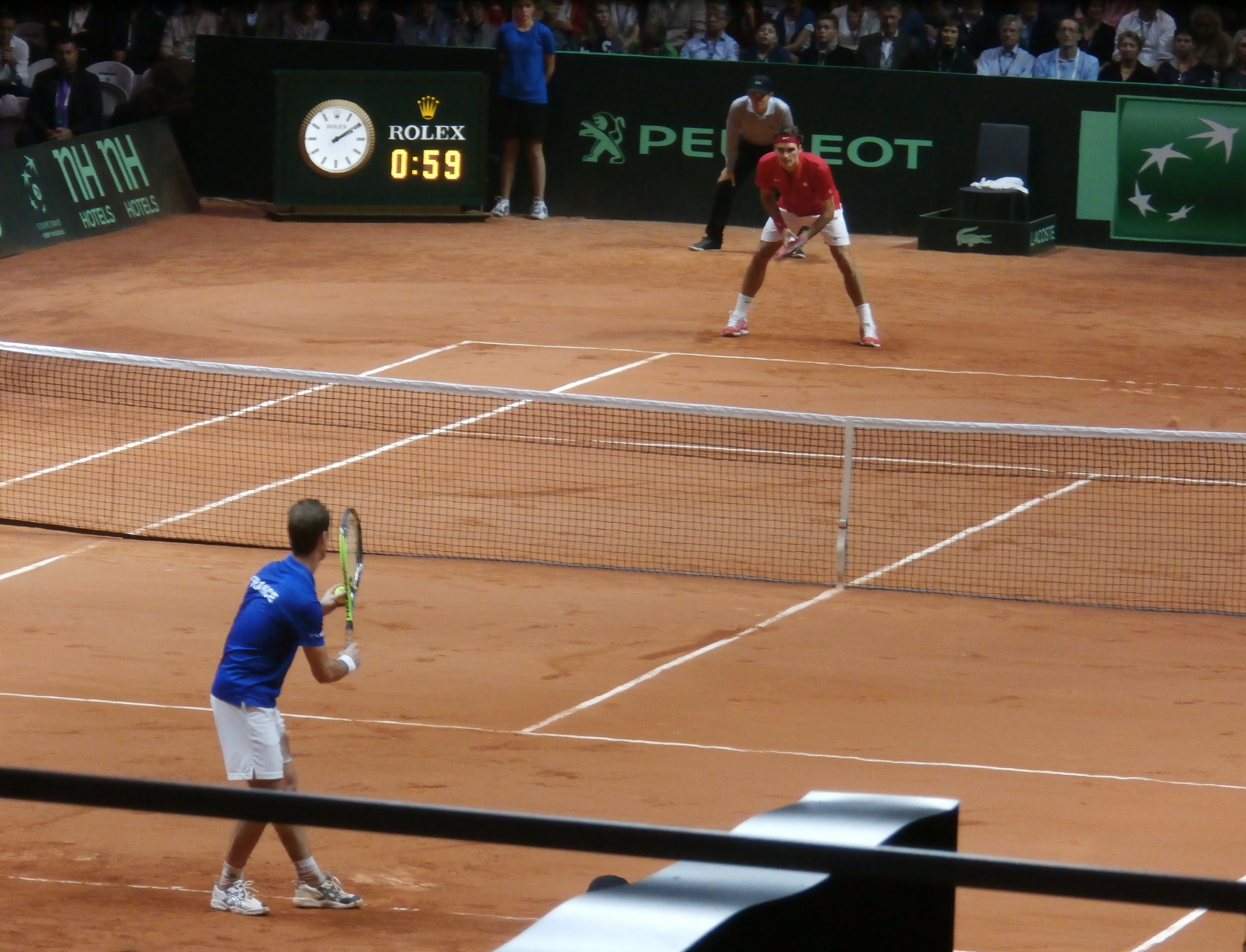
Federer történelmet ír Gasquet ellen a Davis-kupa döntőben

A londoni ATP World Tour Finalson Federer nehéz sorsolást kapott: Raonic, Kei Nishikori és Andy Murray került a csoportjába. Azonban Raonicot (6–1, 7–6(0)) és Nishikorit (6–3, 6–2) is simán legyőzte, bebiztosítva a továbbjutást. Ezek után harmadik meccsen olyan megsemmisítő vereséget mért Murrayre, amelyet az újságok egyenesen ellenfele karrierjének legmegalázóbb vereségeként emlegettek: 56 perc alatt, 6–0, 6–1 arányban ütötte ki a skót teniszezőt. Az elődöntőben Wawrinka várta és Federer – az év talán legjobb két nyert szettre játszott mérkőzésén – megint meccslabdákat hárított (ezúttal négyet). Ám a következő nap, kiderült, hogy Federer hátsérülést szenvedett el, méghozzá olyan komolyban, amely a világbajnoki döntőtől való visszalépésre kényszeríti. Ez volt a világbajnokságok történetének első döntőtől való visszalépése, a svájci játékos karrierjében mindössze a harmadik alkalom hogy visszalépett. Federer komoly kritikákat kapott döntése miatt, a helyzetet pedig súlyosbította, hogy a sajtó egy közte és Wawrinka közti nézeteltérést helyezett előtérbe, azt állítva, hogy a két játékos órákon át veszekedett az öltözőben. Ezek az információk később tévesnek bizonyultak.
A Davis kupa döntőjét Franciaországban játszották. Valószínűleg Federer gyengeségeire építve a franciák salakpályát építettek a döntő színhelyének. Ő azonban egy hét alatt felgyógyult sérüléséből, és habár az első napon Gael Monfils ellen súlyos vereséget szenvedett, a 2. napon már valószínűleg jobban volt a háta és párosban nyerni tudott Wawrinka oldalán. Az utolsó napon Richard Gasquet ellen történelmi győzelmet aratott (6–4, 6–2, 6–2), miután megszerezte Svájc első Davis kupa győzelmét. Ezzel az első teniszező lett a történelemben, akinek mind a négy egyéni Grand Slam győzelme, világbajnoki győzelme, valamint Hopman kupa győzelme, olimpiai aranyérme és Davis kupa győzelme is van. „Ez a fiúké, nem az enyém. Nyertem annyit karrierem során, hogy nincs szükségem arra hogy ezzel tegyem teljessé, szóval inkább másoknak örülök.” nyilatkozta Federer csapattársairól.
Év végén először került sor az ázsiai International Premier Tennis League megrendezésére, mely egy különleges csapatverseny és bemutató sorozat, egyedi szabályokkal. Federer a Micomax Indian Aces nevű csapat tagjaként játszott Delhiben. Egyéni győzelmeket aratott Berdych és Đoković ellen, sikeresen párosozott Monfilsszal, Rohan Bopannával és Sania Mirzával. Csapata végül a végső győzelmet is megszerezte a ligában.
December 21-én jótékonysági mérkőzést nyert Wawrinkával szemben Match For Africa 2 néven. Az évet a 2. helyen zárta. (~> meccsei 2014-ben)

### 2015 – Az ezredik győzelmen túl
2015-ös évet a Brisbane International megnyerésével kezdte, ahol a döntőben Milos Raonicot győzte le három szoros játszmában, megszerezve karrierje 83. tornagyőzelmét. A döntő megnyerésével Federer a harmadik játékos lett az Open érában, Jimmy Connors és Ivan Lendl után, aki legalább 1000 mérkőzést nyert meg karrierje során. A döntő után többek között Rod Laver és Ken Rosewell is megjelent a díjátadón a lenyűgöző teljesítmény tiszteletére. A megnyert döntő utáni napon Federer Lleyton Hewitt ellen játszott bemutató mérkőzést Sydney-ben, hogy egy újfajta pontszámítási módszert teszteljen.
Az Australian Openre tehát jó formában, esélyesként érkezett. Ennek ellenére a Simone Bolelli elleni második fordulós mérkőzésen máris négy szettre kényszerült, a svájci játékos pedig (tőle szokatlan módon) ápolást kért. Később kiderült, hogy a mutatóujjával volt valamilyen gondja, valószínűleg felhólyagosodhatott, esetleg méhcsípés volt az oka. A mérkőzést tehát megnyerte, azonban a következő, 3. fordulóban Andreas Seppi négy szettben búcsúztatta, ezzel 2002 óta először nem jutott a legjobb négy közé ezen a tornán.
Federer ezután hosszú szünetet tartott és csak Dubajban tért vissza címet védeni. A címvédés sikerült is, a fináléban Novak Đokovićot győzte le két szettben (6–3, 7–5). Ezzel már a hetedik alkalommal tudta megnyerni a versenyt és 84. tornagyőzelmét zsebelte be. A dubaji győzelem után Federer Indian Wellsben visszavágott Seppinek a Melbourneben elszenvedett vereségért, majd Tomáš Berdych és Raonic legyőzése után megint döntőbe jutott, itt azonban három szettben kikapott a világelső Đokovićtól. Ezután újabb pihenő következett, a Miami Mastersen és a Monte Carlo Mastersen nem indult.

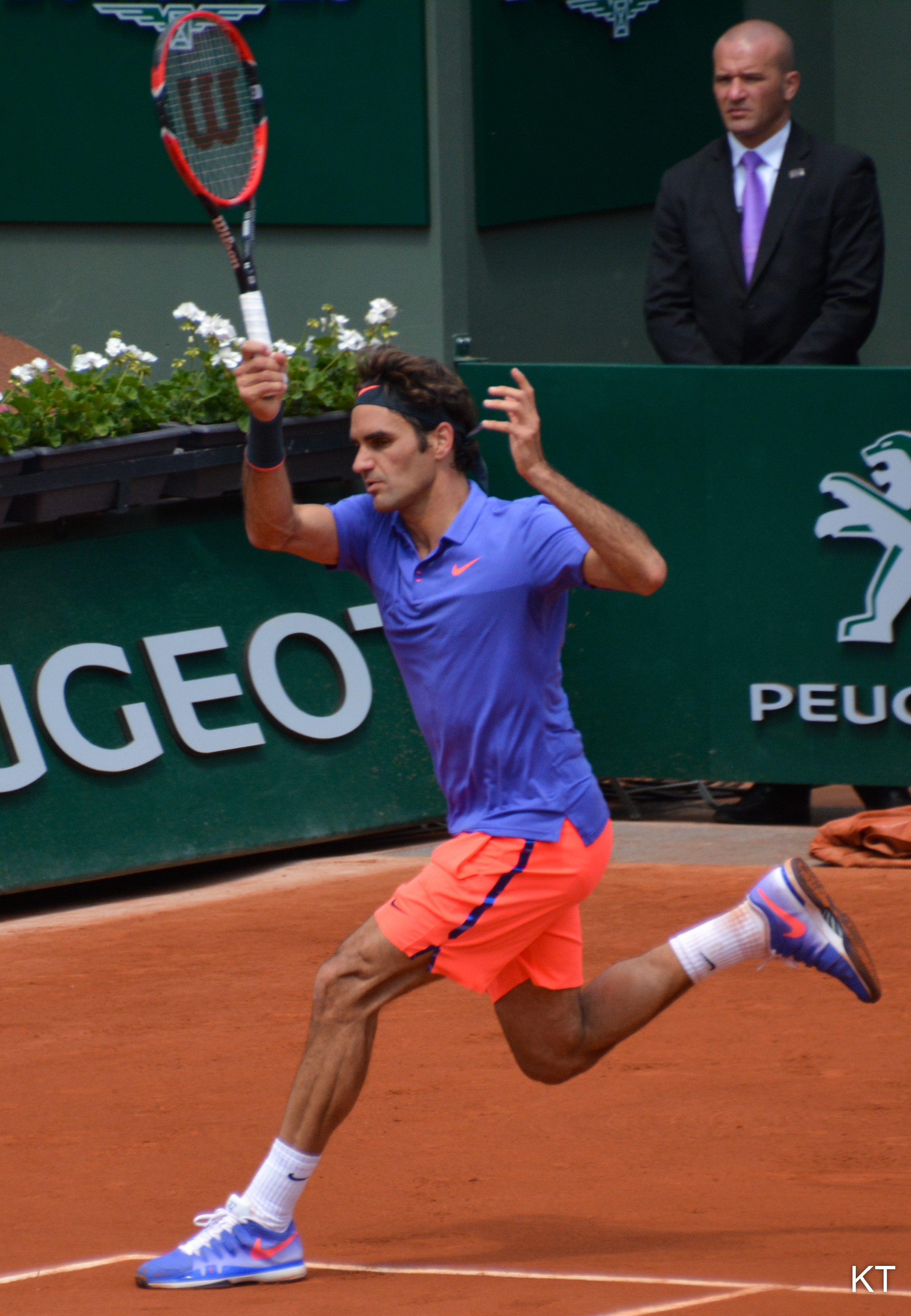
A 2015-ös Roland Garroson

A salakszezont Federer az újonnan szervezett isztambuli ATP-tornán kezdte el, ahol közepes formával és küzdelmes meccseken át is megszerezte a trófeát, összesen a 85.-et karrierje során. A döntőben Pablo Cuevast győzte le (6–3, 7–6(11)), a 2009-es Roland Garroson aratott győzelme óta először nyerve vörös salakon tornát. A madridi Masters-tornán Federer az első meccsén kikapott Nick Kyrgiostól, azonban Rómában a döntőig jutott, Berdych, majd Stan Wawrinka legyőzése után két szettben kapott ki Dokovictól. Párizsban, a Roland Garroson Federer a 4. fordulóban Gael Monfils ellen győzött egy sötétedés miatt két napon át tartó, nehéz mérkőzésen, de a negyeddöntőben a későbbi bajnok Wawrinka három szettben kiejtette. A találkozó során Federer egyszer sem tudta elvenni honfitársa adogatását, ilyen 2002 óta nem fordult elő vele Grand Slam tornán.
A füves idényt Federer Halléban kezdte, ahol hétszeres címvédőként joggal reménykedett egy újabb győzelemben. A 2. fordulóban ugyan Ernest Gulbis ellen hátproblémákkal küzdött, a döntőben Seppi ellen két szettben (7–6(1), 6–4) tudott nyerni, ezzel pedig már nyolcadik hallei címét szerezte meg. Wimbledonba tehát jó formával érkezett, gyorsan sikerült is elődöntőbe jutnia mindössze egyetlen szett elvesztésével. Tizedik wimbledoni elődöntőjében Andy Murray következett, aki nagyon jó formában teniszezett és sok szakértő előzetesen az ő győzelmét várta Wimbledonban. Közvetlenül a mérkőzés előtt is a legtöbben a skót játékos győzelmét várták, aki játékával megfelelt is az elvárásoknak, azonban Federer egészen lehengerlő tenisszel megállította. 56 nyerő mellett 11 ki nem kényszerített hibája volt, karrierje egyik legjobb szervateljesítményét nyújtotta, végül három nagyon színvonalas szettben ejtette ki a hazai kedvencet (7–5, 7–5, 6–4). A találkozót később az év egyik legjobb mérkőzésének választották. Tizedik wimbledoni fináléjában viszont már nem tudta ezt a teljesítményt megismételni és a világelső Novak Đoković négy szettben legyőzte.

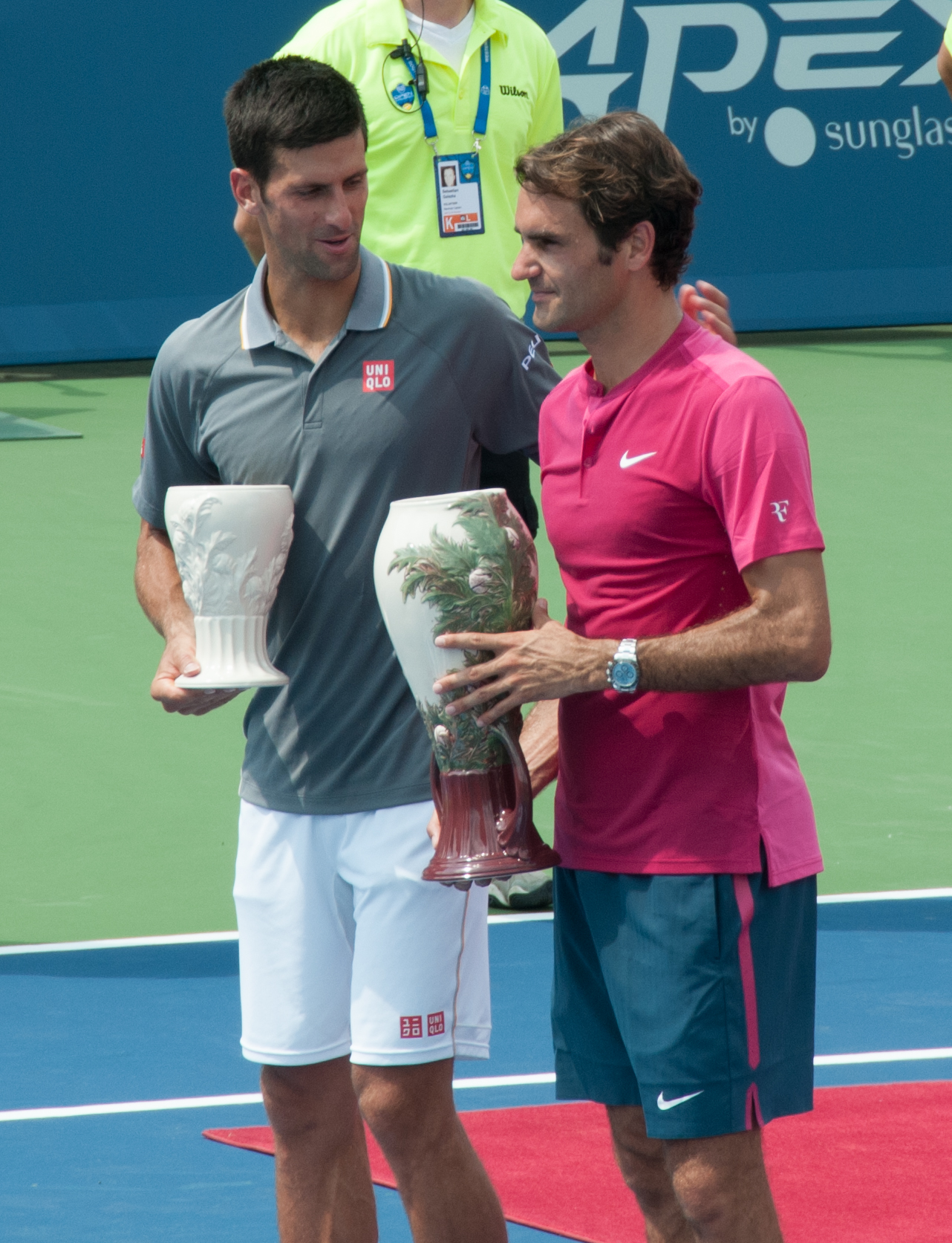
Federer és Đoković a Cincinnati Masters döntője után

A Canada Masterst Federer kihagyta, ezzel a 3. helyre esett vissza. Cincinnatibe címvédőként érkezett, a gyors borításon pedig Federer hamar formába lendült. Az elődöntőben megint legyőzte Andy Murrayt, zsinórban ötödször (6–4 7–6(6)). A döntőben ezután két szettben nyert Đoković ellen (7–6(1), 6–3), ezzel hetedik győzelmét szerezve meg, a világranglistán pedig visszavette a 2. helyet. A US Openen Federer továbbra is csúcsformában játszott, karrierje során mindössze negyedszer (a 2006-os és 2008-as Wimbledon és a 2007-es Ausztrál Open után) szettveszteség nélkül jutott Grand Slam fináléba. Ez a hetedik US Open döntője volt és 2009 óta először tudott egy szezonban kétszer is Grand Slam döntőbe jutni. Ott, a döntőben egy hullámzó mérkőzésen végül négy szettben alulmaradt Đoković ellen.
A US Open után Federer részt vett a Svájc-Hollandia Davis-kupa fordulón és győzelemhez segítette csapatát. A Shanghai Rolex Mastersen címvédőként indult, de kikapott az első mérkőzésén Albert Ramos ellen.
Bázelben is címet kellett védenie, azonban Federer ekkor már nem a nyári formájában teniszezett, így nehéz mérkőzéseket kellett nyernie a döntőbe jutáshoz. Ez sikerült is, zsinórban 10., összesen 12. alkalommal játszhatott döntőt szülővárosában. A döntőben a régi nagy riválisa, Rafael Nadal várta, akivel akkora már 22. hónapja nem találkozott. A találkozó előtt kiderült, hogy Federernek hátproblémái voltak a torna során, azonban ez nem akadályozta meg a svájcit abban, hogy hetedik bázeli címét és 88. tornagyőzelmét begyűjtve legyőzze Nadal 6–3, 5–7, 6–3-as eredménnyel. A párizsi Mastersen nem jutott messzire, John Isner ejtette ki a 2. fordulóban.
A World Tour Finalson Federer az első csoportmeccsén két sima szettben győzte Berdychet, majd utána a következő mérkőzésen megszakította Đoković veretlenségi sorozatát, ami a Cincinnati Masters óta tartott és ahol szintén Federer győzte le utoljára. A harmadik csoportmeccsen Kei Nishikorit, az elődöntőben Wawrinkát győzte le 2 szettben, így már 10. világbajnoki döntője következett. Itt ismét Đoković várta, aki visszavágott neki és két szettben legyőzte.
A világbajnokság után még Federer részt vett az IPTL sorozaton is, ezúttal az UEA Royals csapat tagjaként. Szetteket játszott például Nadal vagy Murray ellen, illetve párost is játszott. A 2015-ös évet a 3. helyen zárta, miután Murray a World Tour Finals után megelőzte a világranglistán. (~> meccsei 2015-ben)

### 2016 – Térdműtét és kényszerszünet
A 2016-os szezon Federer karrierjének talán legnehezebb, legküzdelmesebb éve volt. Karrierje során először kellett műtéten átesnie, folyamatosan sérülések hátráltatták, az év legnagyobb részében nem tudott teniszezni. A wimbledoni torna után az év hátralévő részében már nem teniszezett, ez a leghosszabb kihagyás volt, amit karrierje során egybefüggően megtett.
Az évet ismét Brisbaneben kezdte, ahol címvédő volt. Federer ebben az évben is döntőbe jutott és akárcsak az előző évben, ismét Milos Raonic várta, ezúttal viszont kikapott kanadai ellenfelétől két szettben. A torna alatt Federer egy influenza-szerű betegséggel küszködött, ami jelentősen hátráltatta.
Az Ausztrál Openen ennek ellenére már jobban játszott, David Goffin ellen például nagyon jó teljesítményt nyújtott, majd a negyeddöntőben Berdych ellen is három játszmában győzött. De az elődöntőben megint Đoković várta, aki négy szettben búcsúztatta a svájci játékost.

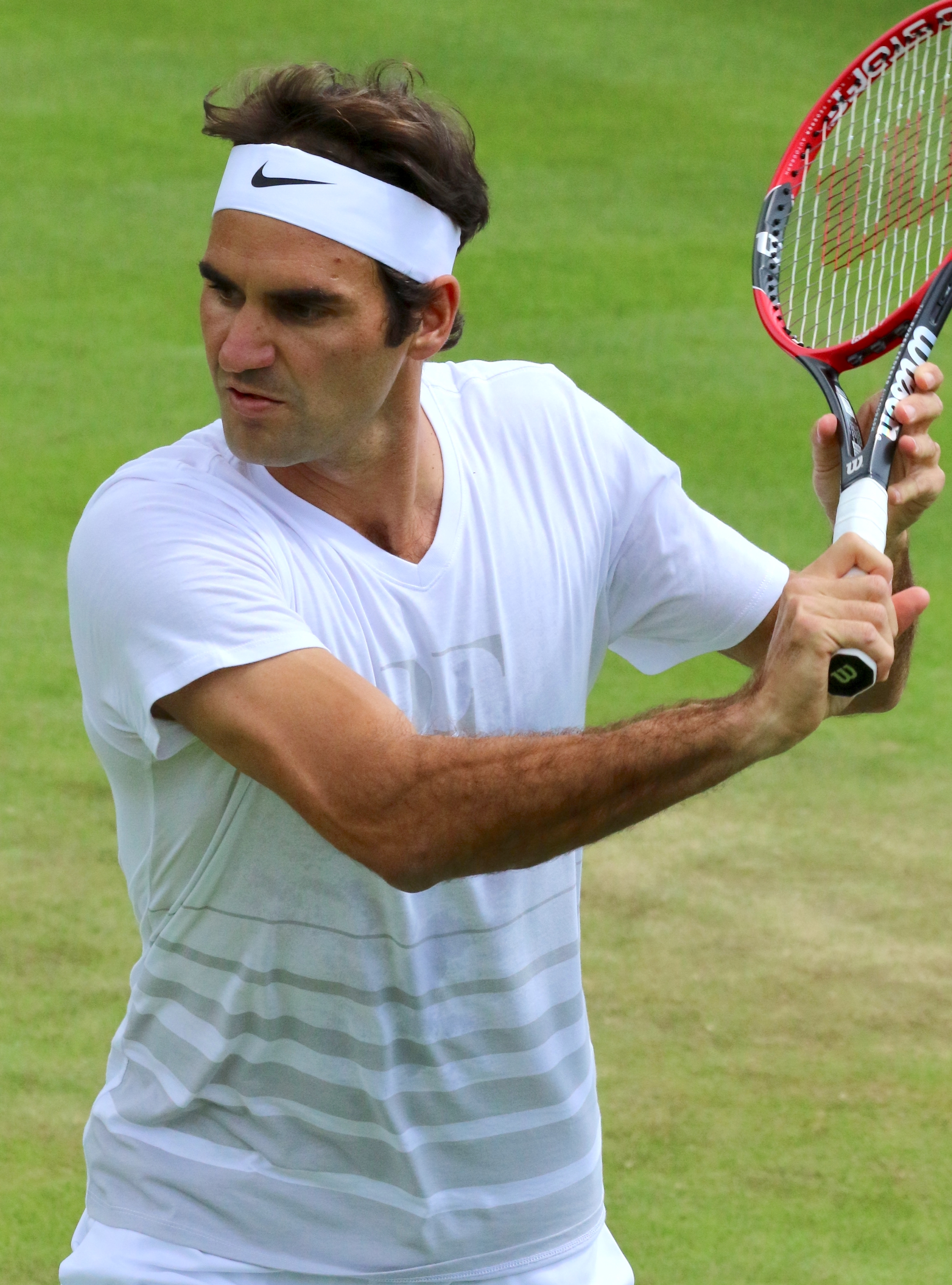
Edzés közben

Nem sokkal az elvesztett elődöntő után Federer egy otthoni baleset során komoly térdsérülést szenvedett és karrierje során először műtétre kényszerült. A műtét miatt viszont ki kellett hagyni a tervezett rotterdami, dubaji és Indian Wells-i tornákat is. Pár héttel a műtét után Federer már edzésbe is állt és a Miami Mastersen szeretett volna visszatérni. Azonban nem sokkal az első meccse után vírusos fertőzést kapott, így vissza kellett lépnie ettől a versenytől is.
Végül a Monte Carlo Mastersen tért vissza, egy két szettes győzelemmel a spanyol Guillermo García López ellen. Federer a negyeddöntőig jutott, ahol Jo-Wilfried Tsonga három szettben győzte le. A madridi torna következett volna, ám ekkor újabb sérülés szólt közbe: a régóta hátproblémákkal küzdő teniszezőnek ismét a hátával volt gondja. Visszalépett a madridi versenytől és majdnem visszalépett a római tornától is, végül mégis elindult, de a második meccsén máris kikapott.
Roland Garros következett volna, de Federer hosszas mérlegelés után úgy döntött, hogy inkább kihagyja. Ezzel összesen 65 zsinórban lejátszott Grand Slam torna után hagyott ki egyet. A következő meccsét a stuttgarti füves versenyen játszotta, itt az elődöntőig jutott, ahol 3 meccslabdáról kapott ki az osztrák Dominic Thiemtől. Halléban már javuló formát mutatott, azonban megint nem sikerül döntőbe jutni, miután Alexander Zverev kiejtette az elődöntőben. Nem túl nagy reményekkel vágott tehát neki Wimbledonnak, a szakértők a korai búcsút várták a svájcitól. Ennek ellenére Federer mindenkit meglepve szettveszteség nélkül jutott negyeddöntőbe, ahol Marin Cilic várta. Ott, egy hihetetlenül izgalmas, 3 és fél órán át tartó, öt szettes mérkőzésen Federer 0–2-es állásból fordítva, 3 mérkőzéslabdát hárítva jutott elődöntőbe (6–7(4), 4–6, 6–3, 7–6(9), 6–3). Ezzel beállította Jimmy Connors 11 wimbledoni elődöntős és 84 megnyert mérkőzéses rekordját. Az elődöntős ellenfele Raonic volt, aki egy újabb 5 szettes csatában győzte le Federert. Az ötödik szettben a svájci egy pont során elesett és a térdét ápolni kellett. Ekkor még úgy tűnt, ennek nincs nagy jelentősége.
A riói olimpia következett volna, amikor Federer az interneten keresztül bejelentette, hogy nemcsak az olimpiát, de az egész hátralévő szezont ki kell hagynia térdsérülése miatt. Ilyen még soha nem fordult vele elő, hogy ennyire hosszú időt kényszerüljön kihagyni. Később kiderült, hogy az év végére már versenyképes volt a svájci játékos, azonban az edzői stáb azt javasolta neki, hogy csak a következő szezonban térjen vissza.
6 hónap kihagyás után Federer visszaesett a 16. helyre, így ezen a pozíción tudta zárni az évet. (~> meccsei 2016-ban)

### 2017 – Visszatérés a csúcsra
6 hónapos szünet után Federer úgy döntött, hogy az évet ezúttal a Hopman Kupán kezdi, ahová 15 év után tért vissza. A csaparttársa a nála 16 évvel fiatalabb Belinda Bencic volt. Mind egyéniben, mind párosban jól teljesített, ám Svájc végül nem jutott be a döntőbe, miután kikapott a francia csapattól.
A verseny után Federer visszaesett még egy hellyel a világranglistán, így 17. kiemeltként várta az Ausztrál Opent, a kihagyás és a nehéz sorsolás után minimális elvárásokkal. Ennek ellenére a 3. fordulóban mindenkit meglepve három játszmában búcsúztatta Tomas Berdychet, majd a következő körben, egy öt szettes csatában Kei Nishikorit is legyőzte. A negyeddöntőben legyőzte a világelső Andy Murrayt búcsúztató Mischa Zverevet, ezzel Federer lett 1991 óta a legidősebb játékos, aki Grand Slam torna elődöntőjébe jutott. Az elődöntőben honfitársát, Stan Wawrinkát egy újabb öt szettes csatában verte meg, ezzel ő lett Ken Rosewell 1974-es teljesítménye óta a legidősebb játékos, aki Grand Slam döntőbe jutott. Ez összesen már a 28. Grand Slam döntője volt.

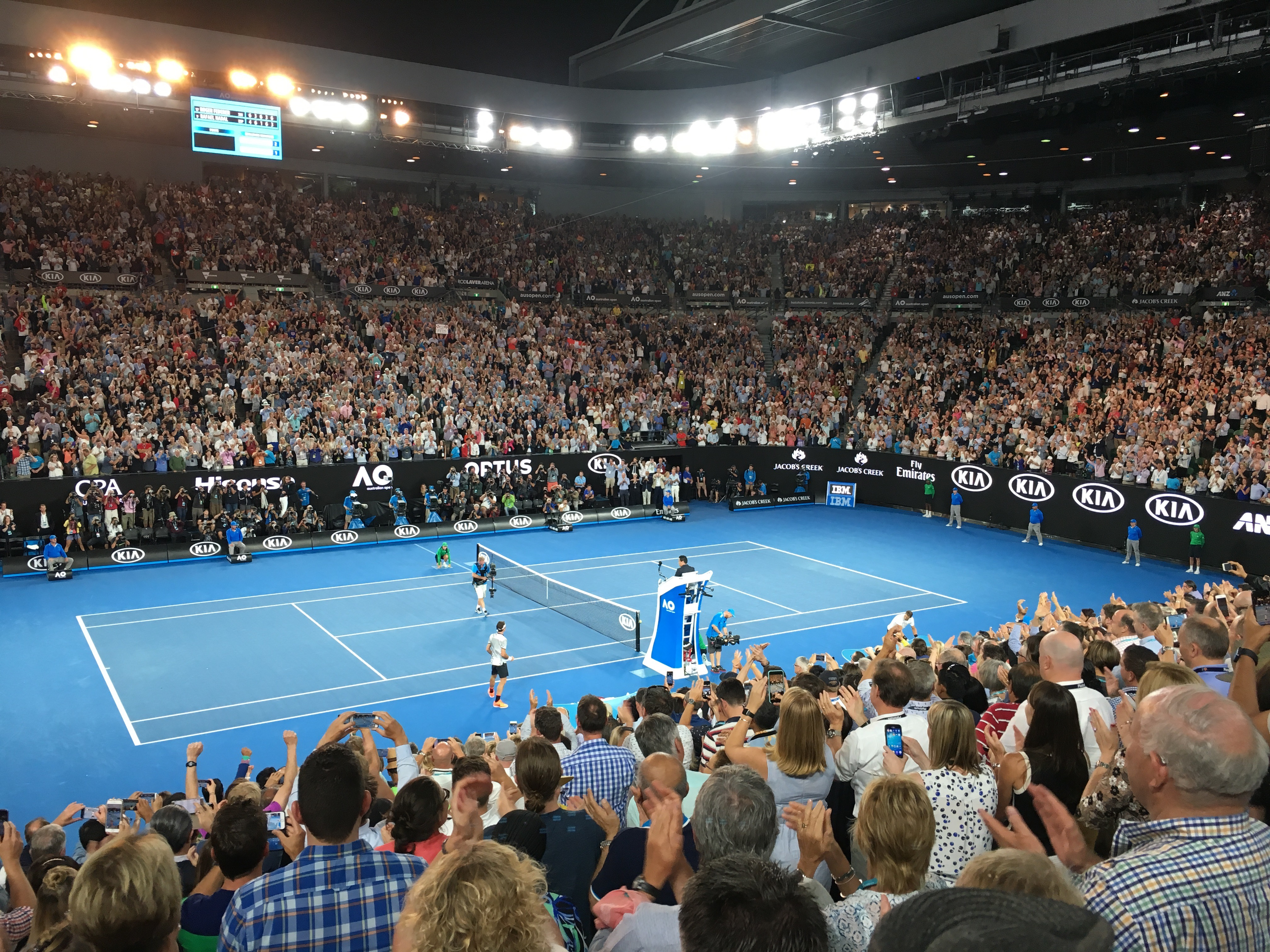
A 2017-es Ausztrál Open döntő Federer és Nadal közt az egyik legnagyobb nézettségű teniszmérkőzés

A fináléban a régi, nagy riválisa, Rafael Nadal várta. A hatalmas jelentőségű döntőt nagyon sokan követték figyelemmel, egyesek egyenesen a „tenisz történetének legnagyobb mérkőzéseként” emlegették, hiszen Nadal már 14 Grand Slam címnél járt, a győzelme esetén csak két győzelemre lett volna Federer történelmi rekordjától (17). A mérkőzés majdnem 4 órán keresztül zajlott és döntő szettbe torkollott. A döntő szettben Nadal került előnybe, ám végül Federer hihetetlen küzdelmek árán megfordította a döntőt (6–4, 3–6, 6–1, 3–6, 6–3)! Ezzel megszerezte 18. Grand Slam győzelmét és az ötödik Ausztrál Open győzelmét. A verseny során lábsérüléssel is küszködő, emiatt az elődöntőben és a döntőben is ápolást igénylő Federer lett az első olyan teniszező, aki három különböző Grand Slamen is legalább 5 győzelmet tudott szerezni. Rafael Nadalt életében először verte meg kemény borítású Grand Slam tornán és 2007 óta először bármely Grand Slamen. A győzelemmel a svájci teniszező a 10. helyre jött föl a világranglistán.
A verseny után Federer rövid pihenőt tartott, így a lábasérülésből is regenerálódni tudott, utána pedig a dubaji 500-as tornán tért vissza, ahol címvédő volt. Itt azonban a második mérkőzésén váratlan vereséget szenvedett a világranglista 116. Jevgenyij Donszkojtól, aki 3 mérkőzéslabdát hárítva nyerte a találkozót.
A következő torna Indian Wells volt, ahol miután sikeresen megnyerte az első két mérkőzését, ismét összetalálkozott Nadallal a 4. fordulóban. Federer az esélyeket cáfolva meglepően könnyedén, 6–2, 6–3 arányban legyőzte riválisát. Ezzel zsinórban harmadszor győzte le Nadalt, ami azelőtt még nem fordult elő. A verseny során egyre jobb formát mutatott, így a döntőbe is bejutott. A döntőben Stan Wawrinka várta, akit aztán két szettben (6–4, 7–5) legyőzve megszerezte 90. tornagyőzelmét. Federer hetedik alkalommal nyert Masters 1000-es versenyt szettveszteség nélkül, emellett pedig 35 évesen minden idők legidősebb Masters 1000-es bajnoka lett.
A következő tornán, Miamiban továbbra is jó formában játszott, nehéz mérkőzést nyert Roberto Bautista Agut ellen, majd két meccslabdáról fordítva tudott nyerni Berdych ellen a negyeddöntőben. Az elődöntőben Nick Kyrgios ellen az év egyik legizgalmasabb találkozóján, egy három játszmás csatában végül győzelmet aratott és döntőbe jutott. A fináléban megint Nadallal találkozott, akit pedig ismét két szettben tudott legyőzni, zsinórban már negyedszer verve régi riválisát. 2006 óta először nyerte meg a Miami Masterst, 2005 és 2006 után pedig harmadszor tudta megnyerni Indian Wellst és Miamit ugyanazon évben. A 91. tornagyőzelme után már a 4. helyig jutott a világranglistán, annak ellenére, hogy még mindössze négy versenyen játszott visszatérése óta.
Ezt követően úgy döntött, hogy a salakszezont teljesen kihagyja, karrierje meghosszabbítása érdekében a 35 éves játékosnak több pihenőre volt szüksége. A salakszezon alatt így keménypályán edzett, emellett pedig „Match For Africa” jótékonysági bemutatókat játszott Andy Murray és John Isner ellen.
A kihagyott salakszezon miatt sokan kételkedtek, hogy Federer képes lesz jól teljesíteni a füves versenyeken. Az első mérkőzését Stuttgartban játszotta, ahol rögtön ki is kapott a nála is idősebb, 39 éves Tommy Haastól, ismét meccslabdáról. A következő versenyét Halléban játszotta, ahová nyolcszoros bajnokként érkezett. Itt a svájci játékos fokozatosan formába lendült, a negyeddöntőben a címvédő Florian Mayert győzte le, a döntőben pedig lehengerlő játékkal verte azt az Alexander Zverevet, aki az előző évi tornán búcsúztatta. Ezzel már a 9. hallei győzelmét, összesen a 92. tornagyőzelmét szerezte.
Wimbledonba Federer nagy esélyesként érkezett, miután jobb formában volt szinte az összes riválisánál és már zsinórban három évben volt nagyon közel a trófeához (2014, 2015, 2016). Federer ennek megfelelően játszott, a salakszezon kihagyása révén pedig frissebb volt sok ellenfelénél, így szettveszteség nélkül jutott a rekordot jelentő 15. wimbledoni negyeddöntőjébe. Itt meggyőző játékkal vágott vissza az őt az előző évi tornán búcsúztató Milos Raonicnak, 3 játszmában verve a kanadait. A címvédő Murray, valamint Novak Dokovic kiesését követően még nagyobb esélyessé lépett elő. Az elődöntőben Berdych következett, akit 3 szoros játszmában legyőzve 11. wimbledoni döntőjébe jutott be, összesen pedig a 29. Grand Slam döntőjébe. A döntőben Marin Cilic várt rá, akit az előző évi tornán csak 3 meccslabdát hárítva tudott legyőzni, ezúttal azonban kevesebb mint 2 órán belül, három játszmában, 6–3, 6–1, 6–4-re legyőzve nyerte a történelmi 19. Grand Slam trófeáját. Ezzel a 2017-es év a Grand Slam győzelmek szempontjából 2009 óta a legsikeresebb éve lett. Nyolcadik wimbledoni győzelmével megdöntötte Pete Sampras és William Renshaw rekordját, így egyeduralkodóvá vált Wimbledonban, emellett pedig az Open era legidősebb wimbledoni bajnok férfi játékosa is lett. A versenyt Federer szettveszteség nélkül nyerte, ezzel Björn Borg 1976-os győzelme óta a második versenyző lett, aki szettveszteség nélkül nyerte a tornát. Mindezek mellett kvalifikálta magát az évzáró ATP világbajnokságra is, és a 3. helyre jött fel a világranglistán.
A következő verseny, ahol elindult, a kanadai Roger’s Cup volt, ahová 2014 óta nem utazott el. Itt is bejutott a döntőbe, ott azonban – ahogyan a karrierje során számtalan alkalommal – újabb hátsérülést szenvedett el, amely erősen rányomta a bélyegét a teljesítményére az ezt követő időszakban. A döntőt két szettben elveszítette (4–6, 4–6), majd az egyik kedvenc tornáján, a következő heti Cincinnati Mastersen sem vehetett részt a sérülése miatt.
Egy ideig a US Openen való részvétele is kérdéses volt, végül úgy döntött, elindul a versenyen. A még mindig fájdalmakkal küzdő, minimálisan felkészült Federer az első két mérkőzését csak hosszú, öt játszmás csatában nyerte meg. És bár a következő két fordulón sikerült szettveszteség nélkül túljutnia, a 4. körben, a Philip Kohlschreiber elleni találkozó közben rövid ápolási szünetet kellett kérnie. Federer menetelése végül a negyeddöntőig tartott: a 2009-es bajnok Juan Martín Del Potro búcsúztatta el egy négy szettes mérkőzésen. „Ahogy játszom, illetve játszottam, véleményem szerint nem elég ahhoz, hogy megnyerjem ezt a tornát. Jobb, ha én már nem vagyok versenyben és valaki olyan kap esélyt, aki jobb, mint én. Éreztem, hogy ha összefutok egy jó formában lévő játékossal, veszíteni fogok. Túlságosan az ellenfelemtől függtem, ami szörnyű érzés volt. A hátsérülésem még mindig lelassított, de ez lényegtelen, hiszen az egész torna alatt hátráltatott. Kiestem a tornáról, mert nem voltam elég jó sem fejben, sem fizikálisan, sem pedig játékban.” – nyilatkozta a svájci teniszező a mérkőzést követően. Arra azonban elég pontot tudott szerezni, hogy a 2. helyre jöjjön fel a világranglistán.
A US Open után fáradtnak, kimerültnek érezte magát, pihenőt kellett tartania. Ezt követően a tenisztörténelem során először megrendezett Laver Kupán tért csak vissza a játékhoz. Itt az európai csapat tagjaként több riválisával (például Rafael Nadallal, akivel közösen játszott párost) együtt küzdött a győzelemért. Végül az utolsó, mindent eldöntő egyéni mérkőzésen Nick Kyrgios legyőzésével Federer megszerezte a győzelmet az európai csapatnak.
Ezek után a sanghaji Masters torna következett. Itt Federer újabb győzelmet aratott, összesen már a 94. egyéni tornagyőzelme volt ez. Második alkalommal nyerte meg ezt a versenyt, a döntőben pedig Rafael Nadalt győzte le, zsinórban ötödik alkalommal. Bázelben is folytatódott a svájci játékos győzelmi sorozata, miután az ezen a tornán tizenharmadik lejátszott döntőjében Juan Martín Del Potro ellen egy szoros meccset nyert meg. Ezzel már 8. alkalommal nyerte meg a bázeli tornát. Ez a 95. tornagyőzelme is volt, így Ivan Lendlt lehagyva már a második legtöbb egyéni tornagyőzelmet tudhatta magáénak Jimmy Connors (109) után. A párizsi versenyen való részvételt visszamondta hátfájásra hivatkozva.
Az évzáró ATP-világbajnokság előtti héten játszott Skóciában egy bemutató mérkőzést Andy Murrayvel, majd folytatta a felkészülést Londonban. Első mérkőzésén két szettben legyőzte Jack Sockot, majd három szettben nyert Zverev ellen és szintén három játszmában Cilic ellen. Az elődöntőben kikapott David Goffintól. Ezt az évet a világranglista 2. helyén zárta, mely teljesítményéért megkapta a "Comeback Player of the Year", vagyis az év visszatérő játékosának járó ATP díjat.(~> meccsei 2017-ben)

### 2018 – A hússzoros Grand Slam bajnok
Federer 2018-as szezonja ismét a Hopman Kupán kezdődött, ahol a csapattársa újra Belinda Bencic volt. Minden egyéni és páros mérkőzését megnyerte, így a svájci csapat ezúttal döntőbe jutott. Itt a németeket legyőzve Federer második a Hopman Kupa győzelmét szerezte 2001 után.

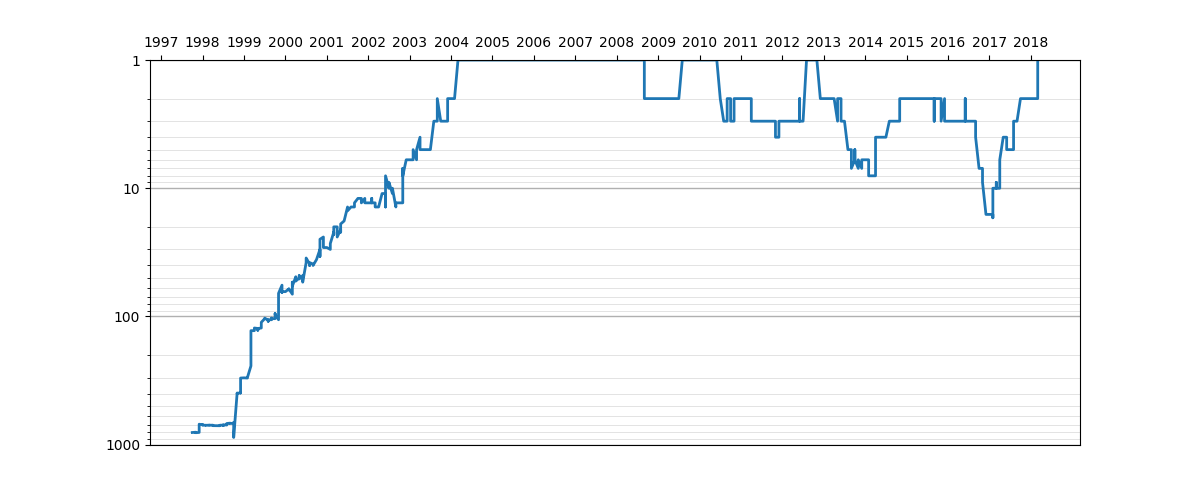
2018-ban negyedik alkalommal érte el a világelsőséget

Az Ausztrál Openre címvédőként érkezett, 2013 óta először kellett címet védenie Grand Slam tornán. Federer végig magabiztosan játszott és a torna második felére tartogatta a legjobb teniszét. Szettveszteség nélkül jutott döntőbe, ahol az előző évi Wimbledonhoz hasonlóan Marin Čilić várta. Karrierje 30. Grand Slam döntőjében végül Federer egy 5 szettes csatában győzte le ellenfelét (6–2, 6–7(5), 6–3, 3–6, 6–1), 2008 óta tehát először tudott sikeresen címet védeni egy Grand Slam tornán. Ez Federer 20. Grand Slam győzelme volt, egyben pedig a hatodik Ausztrál Open győzelme is, beállítva ezzel Novak Đoković és Roy Emerson rekordját. Győzelmével az első játékos lett az Open érában, aki 30 éves kora után legalább négy Grand Slam tornát nyert.
Mivel a tornán Rafael Nadal korábban búcsúzott, Federer ekkor ismét közel került a világelsőséghez. Nem sokkal az Ausztrál Open győzelme után Federer bejelentette, hogy szabadkártyát kapott, hogy elinduljon a rotterdami versenyen, ahol a negyeddöntőig kellett eljutnia ahhoz, hogy több mint 5 év szünet után megint világelső legyen. Miután a hazai közönség előtt teniszező holland Robin Haaset legyőzte, sikerült is eljutnia a negyeddöntőig, ezzel 2012 novembere óta lett újból világelső. 36 évesen és 195 naposan a tenisztörténelem legidősebb világelsője lett, emellett pedig szintén rekordot állított fel azzal, hogy több mint 14 év telt el az első világelsősége óta, amit még 2004 februárjában ért el. Ezt követően Federer a tornát is megnyerte, a döntőben Grigor Dimitrovot sikerült legyőznie 6–2, 6–2 arányban. Ezzel a 97. tornagyőzelmét szerezte meg.
Márciusban Federer először egy "Match For Africa" bemutatómérkőzést játszott Jack Sock ellen. Indian Wellsben ismét döntőbe jutott, így karrierje legjobb évkezdését produkálta (17-0). Itt azonban egy szoros, döntő szettes találkozón kikapott Juan Martín del Potrotól 3 mérkőzéslabdáról. Miamiban az első meccsén búcsúzott, szintén három szettben. Federer mindkét tornán címvédő volt, ezért Miami után, világelsőségének 308. hetét követően újból elvesztette az első helyet. A tavaszi keménypályás versenyek után azt is bejelentette, hogy 2017 után ebben az évben is ki fogja hagyni a teljes salakpályás szezont, a Roland Garrost is beleértve, hogy ne kelljen annyiszor borítást váltania és így 2,5 hónapot pihenhessen, illetve készülhessen a füves szezonra.
A zsinórban második alkalommal kihagyott salakszezont követően Federer a stuttgarti füves tornán tért vissza a Tour-ra. Miután a salakos tornákon a pontok úgy alakultak, hogy a világelsőséget birtokló Nadal nem tudott jelentős előnyt felhalmozni, lehetőség nyílt a tornán visszaszerezni a világelsőséget is. Federer az elődöntőben Nick Kyrgios ellen ismét egy szoros, 3 játszmás mérkőzést játszott amit sikerült megnyernie, ezzel pedig újra a ranglista élére került. Ezt követően pedig sikerült megnyerni a döntőt is, a 98. tornagyőzelmét szerezve meg ezzel.
A stuttgarti győzelmet követően azonban Halléban a szokásosnál lényegesen gyengébb formát mutatott, szinten minden mérkőzésen hullámzóan játszva. A második körben Benoit Paire ellen 2 meccslabda hárítása után jutott csak tovább, de végül sikerült bekerülnie a döntőbe. Itt viszont már nem tudott nyerni, ezzel pedig ismét búcsút mondott a világelsőségnek, így összesen 310 hétnél állt meg a világelsőségi heteinek száma.
Ennek a szezonnak a végén később nyilvánosságra került az a tény, hogy a hallei verseny során Federer kézsérülést szenvedett, ami a következő három hónapban gyakran kínozta. Az ezzel járó fájdalom pedig rányomta a bélyegét a teljesítményére is.
Wimbledonban, ahová címvédőként érkezett, az első héten képes volt viszonylag gyorsan túljutni az első héten, szettveszteség nélkül kerülve a negyeddöntőbe. Itt a következő ellenfele Kevin Anderson volt. A mérkőzést Federer jól kezdte, 2-0-ás vezetésre tett szert a szetteket nézve, majd meccslabdája is volt. Nem sikerült azonban befejeznie a mérkőzést és Anderson vissza tudott jönni, majd az ötödik szettet 11-9-re megnyerve kiejtette a címvédő Federert a tornáról. A wimbledoni vereség után a kanadai Masters tornától visszalépett és csak a Cincinnati Masters-re tért vissza. Ez az egyik kedvenc borítása, amin a játékstílusa érvényesülni tud, azonban ezúttal csak közepes formát tudott mutatni és a döntőben Novak Đoković viszonylag simán győzte le. A US Open ezek után még rosszabbul alakult a számára, a negyedik körben John Millman ellen különlegesen rossz teljesítménnyel veszített 4 játszmában, 77 ki nem kényszerített hibát ütve. A találkozót a stadionra húzható tető alatt játszották és Federernek fizikális problémái is voltak, tőle szokatlan módon nagyon megizzadt a magas páratartalom mellett.
Néhány héttel később a Laver Kupán tért vissza, ahol az európai csapatot győzelemhez segítette. A különleges csapatversenyben Novak Đoković is vele volt egy csapatban és a párospartnerként is játszott vele. A csapat győzelmében nagyon fontos szerepet játszott, miután mérkőzéslabdákat hárítva tudott fordítani John Isner ellen a harmadik napon. A Laver Kupa után a sanghaji Masters tornán játszott, ahol az elődöntőig jutott.
A bázeli torna idejére már sikerült kigyógyulnia a kéz-sérülésből és a formája is javult. A döntő felé haladva egyre jobban teniszezett és döntőben 9. alkalommal tudta megnyerni a „hazai” versenyt. Ez már a 99. tornagyőzelme volt. A bázeli győzelme után a Paris Mastersre is bejelentkezett és itt is nagyszerű formát mutatott. Az elődöntőben egy nagyon szoros, hosszú, 3 játszmás küzdelemben azonban alulmaradt a Đoković elleni meccsen.
Az évzáró ATP világbajnokságon nem sikerült megőriznie a jó formáját. A csoportkörökben egy vereség után a másik két meccsét megnyerte és ezzel továbbjutott, de az elődöntőben Alexander Zverev legyőzte. A szezonját a ranglista harmadik helyén zárta.(~> meccsei 2018-ban)

### 2019 – A 100. tornagyőzelem éve
A 2019-es szezon egy komoly fordulópontot jelentett Roger Federer karrierjében. Az év első felében sikereket ért el és jó formát mutatott, azonban a második felében komoly vereségekkel és sérülésekkel kellett szembenéznie.
Ezt az évet is a Hopman Kupán kezdte, ahol a svájci páros volt a címvédő. Federer maga és a partnere, Bencic is egyaránt kiváló formát mutatott fel. Federer minden egyéni mérkőzését megnyerte és a svájciak megint bejutottak a döntőbe. Itt ismét csak a német párossal kerültek szembe, de nagy csatában megvédték a címüket. Ez a harmadik tornagyőzelme volt a Hopman Kupán, új rekordot állítva fel.
Az Australian Open azonban nem alakult túl jól Federer számára. Kétszeres címvédőként ugyanis hiába jutott túl az első három körön, ugyanis a negyedik fordulóban a fiatal tehetség Stefanos Tsitsipas ellen nagyon szoros 4 szettben, 7–6(11), 6–7(3), 5–7, 6–7(5)-os eredménnyel búcsúzni kényszerült a tornától, kizuhanva ezzel a top5-ből a világranglistán. Federer ezt követően a dubaji tornán játszott újra, ahol sikerült a döntőig jutnia. A döntőben pedig pont Tsitsipas volt az ellenfele, akinek vissza is vágott a hetekkel korábbi vereségért. Ez a tornagyőzelem volt a nyolcadik dubaji győzelme és egyben a kereken 100. egyéni tornagyőzelme hosszú pályafutásának. Federer a második olyan férfi játékos, aki elérte ezt a számot, Jimmy Connors után. A jeles számot a tornaszervezők is megünneplésre méltónak találták és egy hatalmas „100”-ast ábrázoló táblát készítettek a díjátadó eseményre.
A nagy szám elérése után a ranglistán negyedik helyre felmászó játékos közel került ahhoz, hogy tovább növelje a tornagyőzelmei számát. Indian Wells-ben sikerült bejutnia ismét a döntőbe, ahol szettelőnyből veszítette el a döntőt Dominic Thiem ellen. Ezt követően Federer a Miami Masters-en elindult. A korábbi években ezen a tornán legtöbbször nem tudott sok sikert felmutatni, mivel a lassú keménypálya nem kedvezett a játékstílusának. 2019-től kezdve azonban a torna egy új helyszínen kerül megrendezésre, egy támadójátéknak sokkal inkább kedvező borításon. Ez a teljesítményén is meglátszott, mivel másfél év után újra Masters tornát tudott nyerni, John Isnert legyőzve megszerezve a 101. tornagyőzelmét.
A három éves kihagyást követően Federer úgy döntött, hogy részt fog venni a salakszezonban is. 2016 óta első salakversenyén, a madridi Masters tornán a negyeddöntőig jutott. A harmadik körben Gael Monfils ellen 2 meccslabdát hárítva jutott tovább, de következő meccsen Thiem ismét hátrányból fordított ellene, ráadásul ezúttal maga Federer veszített 2 meccslabdáról. A következő tornája a római volt, ahol esőzés miatt az első két mérkőzését ugyanazon a napon kellett játszania, az elsőt simán, a másodikat viszont 2 meccslabdát hárítva megnyerve. A terhelés miatt azonban kisebb lábsérülést szenvedett el és vissza kellett lépnie a tornától.
A Roland Garroson aránylag simán jutott el a negyeddöntőig, ahol Stan Wawrinka ellen egy négy szettes mérkőzésen tudott nyerni. Az elődöntőben a címvédő Nadallal szemben azonban nem volt elég és három szettben veszített. Ezt követően a füves szezonban nem indult el a stuttgarti tornán, a hallei versenyen azonban már igen. Az előző évi formával ellentétben ezúttal jobban teniszezve jutott el a döntőig, ahol sikerült is megnyernie a tornát, a 102. tornagyőzelmét megszerezve, ami egyben a kereken tizedik hallei győzelme volt. A formája alapján tehát reménykedve várhatta a wimbledoni tornát is.
A wimbledoni verseny a nyolcszoros bajnok karrierjének kései szakaszát tekintve az egyik legemlékezetesebb tornája lett. A sorsolás nem kedvezett neki, mivel második kiemeltként az ő oldalába sorsolták nagy riválisát, Nadalt. A torna során férfi és női teniszezők, valamint maga Federer is olyan véleményt fogalmaztak meg, hogy a füves borítás a szokásosnál, korabbiaknál lassabb volt. Federer az első héten könnyebb és nehezebb mérkőzéseket is játszott és így jutott a negyeddöntőbe. Itt Kei Nishikori ellen az első szett elvesztése után fordított és 4 szettben jutott tovább. Ezt követően az elődöntőben Rafael Nadal várt rá. Ezen az összecsapáson egy több mint 3 órás találkozón, négy játszmában tudta legyőzni a 38 éves Federer spanyol riválisát, aki ellen 2007-ben nyert utoljára ezen a Grand Slam-tornán.

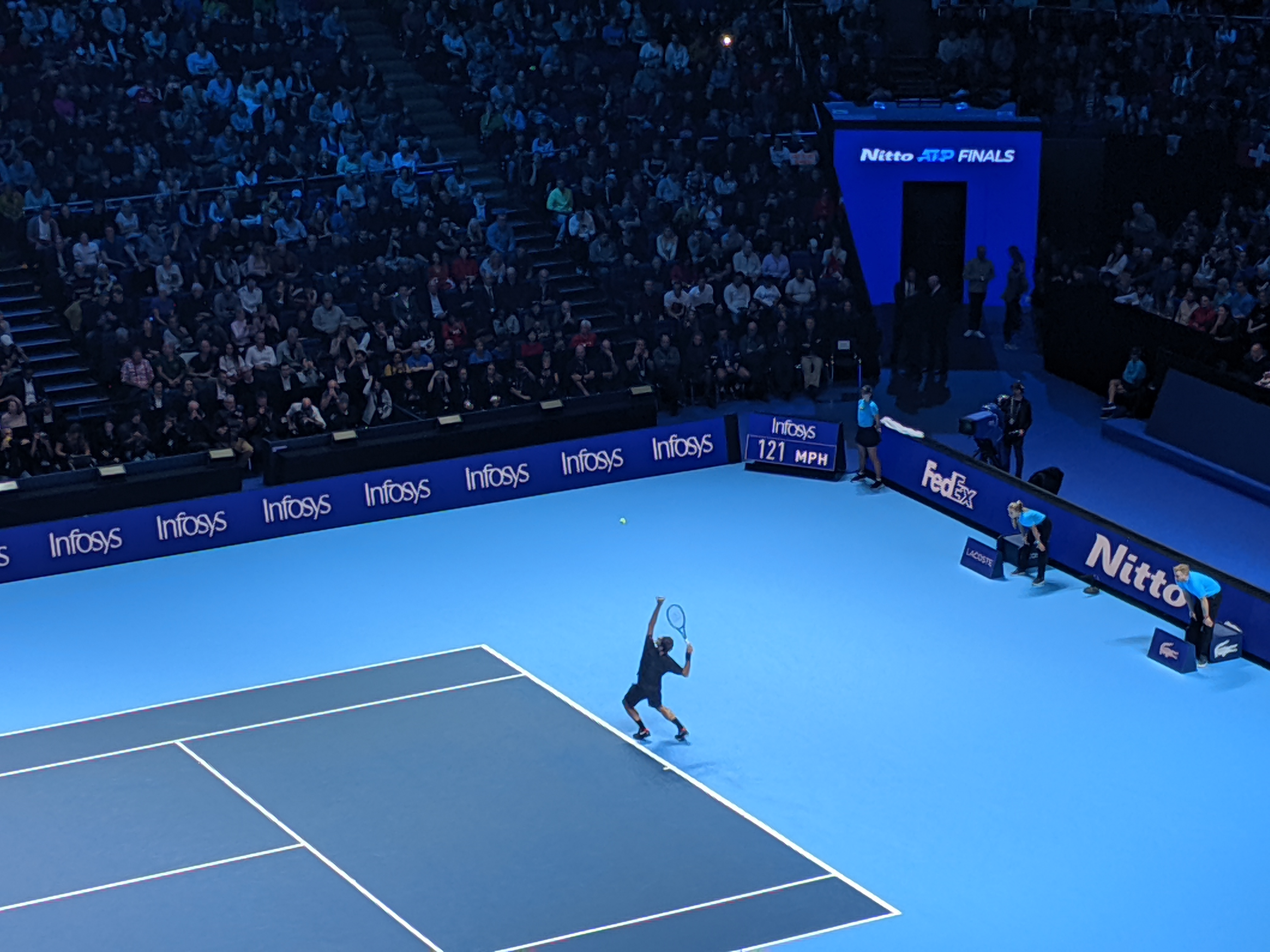
Federer szervál a Đoković elleni évzáró világbajnoki meccsen

Ezt követően a döntőben Novak Đoković ellen kellett játszania a 21. Grand Slam-győzelemért. A mérkőzést hatalmas érdeklődés övezte, mivel a két nagy rivális, Nadal és Đoković egyre közelebb került Federer egyéni Grand Slam-győzelmeit illető rekordjához. A döntő első játszmájában a szerb rivális szerezte meg a vezetést, majd Federer egyenlített. A harmadik játszmában Đoković 2-1-es előnyhöz jutott, de svájci riválisa megint egyenlített. Az ötödik játszma még nagyobb izgalmakat hozott: a szett elején Đoković elvette Federer adogatását és 4-2-re vezetett a game-ekben és csak két adogatásra volt a győzelemtől. Ekkor a nyolcszoros bajnok hatalmas küzdéssel visszavette a break-et és egyenlített. Ezek után sorban hozták mindketten az adogatásukat 7-7-ig, amikor Federernek ismét sikerült elvennie a szerb játékos szerváját és szerválhatott a győzelemért. Sikerült is 40-15-ig jutnia, 2 bajnoki labdához jutva, ahol azonban az első szervája beleakadt a hálóba, majd a következő 2 pontot elrontotta. Đoković végül elvette az adogatását, nem sikerült befejeznie a mérkőzést. Innentől kezdve a szerb játékosnál volt a lélektani előny. Az új szabályoknak megfelelően az ötödik szettben, 12-12-nél rövidítés következett. Itt Federer sokat hibázott és ezzel az 5 órás csatát, Wimbledon történetének leghosszabb döntőjét elveszítette. A döntőt és Federer teljesítményét nagy médiafigyelem övezte a találkozó után is, számos szakmai vélemény az évtized egyik legjobb mérkőzésének és a minden idők egyik legjobb wimbledoni döntőjének minősítette. A mérkőzés különlegessége, hogy a statisztikákat tekintve szinte mindenben jobban teljesített a svájci teniszező, több pontot is szerzett összesen, jobban szervált, több nyerőt ütött és a hálónál is jobb volt, de ennek ellenére is veszített, a 2014-es és 2015-ös döntők után harmadjára is Đoković nyert ellene a wimbledoni tornán. A későbbi eseményeket tekintve Federer karrierjében komoly törést jelentett az elveszített döntő.
Wimbledon után Cincinnatiben tért vissza, de a második meccsén simán kikapott. A US Openen a negyeddöntőbe jutott, hullámzó teljesítménnyel, ahol Grigor Dimitrov ejtette ki, miközben hátsérüléssel és nyaksérüléssel is bajlódott. Később a Laver Kupán is játszott, ahol sikerült megnyernie a meccseit és az európai csapattal ismét megnyerte a trófeát.
A sanghaji tornán kikapott a negyeddöntőben, de a bázeli tornán már jobban játszott. Szettveszteség nélkül sikerült megnyernie a tornát, ezzel a 103. tornagyőzelmét szerezte meg és a 10. bázeli győzelmét. A párizsi Masters-en nem játszott, de az évzáró világbajnokságon részt vett. A csoportkörökben sikerült visszavágnia Đoković-nak, akit 2015 óta először győzött le, ám az elődöntőben Tsitsipas kiejtette. Ezzel zsinórban harmadszor is az elődöntő volt a végállomás Federer számára az ATP világbajnokságon.
A szezont megint a 3. helyen zárta.(~> meccsei 2019-ben)

## Teniszkarrier utolsó szakasza

### 2020 – Federer térdsérüléssel küzd
A 2020-as év elején Federer fő célja az volt, hogy ebben az évben is a legjobbját mutathassa Wimbledonban. Ez az év azonban egészen másról szólt az odáig fél évnél hosszabb kihagyásra sosem kényszerülő teniszezőnek.

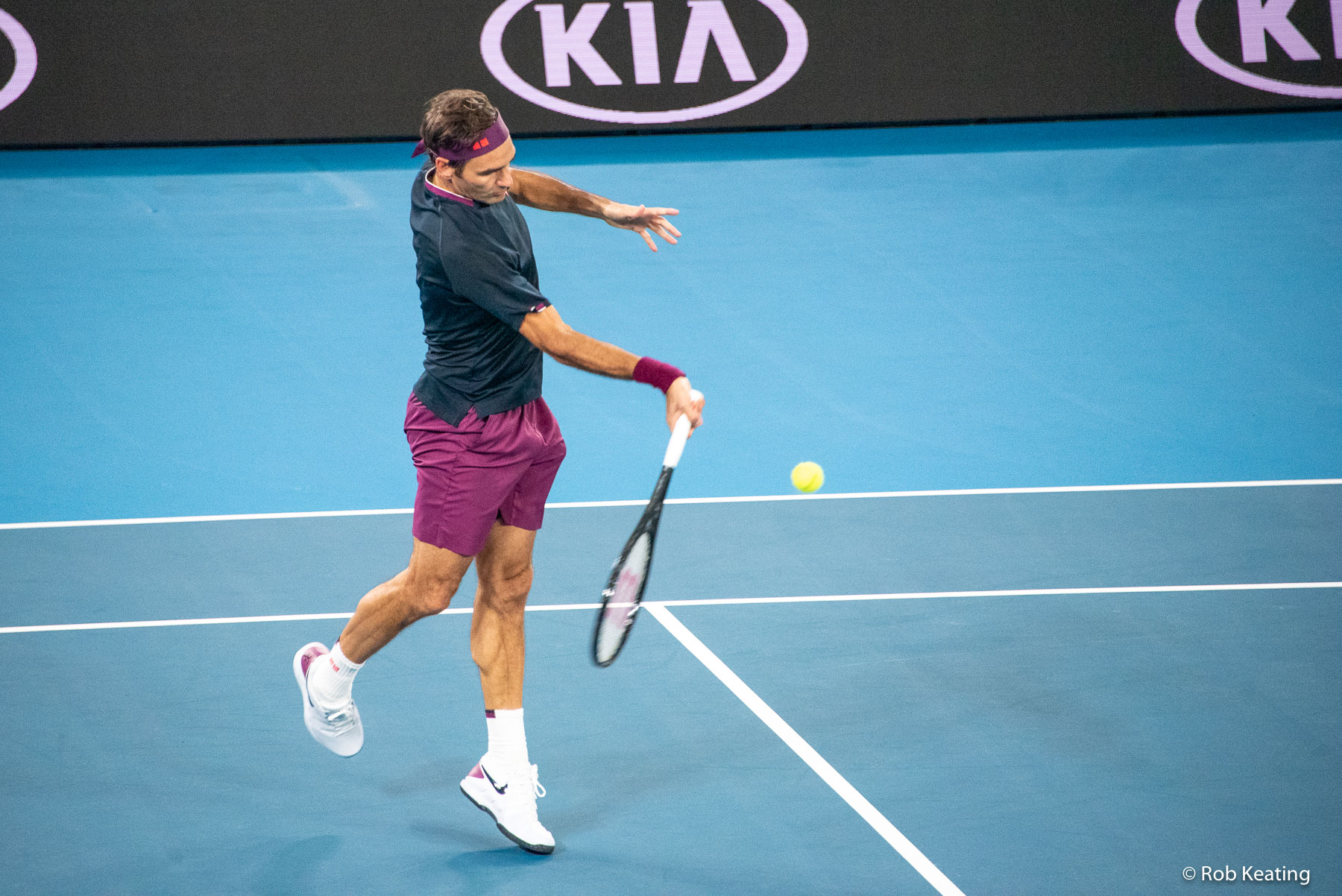
A 2020-as Australian Openen

A korábbi években jó felvezetőként szolgáló Hopman Kupa ebben az évben nem került megrendezésre, ezért rögtön az Australian Openen kezdte az évet. Csakhogy már a torna elején is világos volt, hogy Federer komoly térdsérüléssel küzdött a verseny alatt. Az első két mérkőzést még könnyebben nyerte, de a harmadik körben Millman ellen csak egy nagyon hosszú és küzdelmes 5 szettes mérkőzést tudott megnyerni. A negyedik körben Fucsovics Márton ellen négy szettben nyert, majd a negyeddöntőben egy nagy izgalmakat hozó mérkőzésen, 7 meccslabdát hárítva sikerül győzelmet aratni az amerikai Tennys Sandgren ellen. Ezek a rendkívül megterhelő mérkőzések csak egyre több fájdalmat okoztak a térdében, ezért az is kérdéses volt, hogy egyáltalán ki tud-e állni az elődöntős összecsapásra Đoković ellen. Federer végül lejátszotta a mérkőzést, még ha nyilvánvaló is volt számára, hogy nincs sok esélye nyerni. A találkozót követően azt nyilatkozta, hogy 3 százalékot adott magának a győzelemre, Đoković pedig a mérkőzést követő interjúban méltatta ellenfelét, hogy ilyen körülmények közt képes volt a végéig játszani.
Az Australian Open után először még úgy tűnt, hogy ez a sérülés nem fogja súlyosan befolyásolni Federer szezonját. Februárban még részt vett egy „Match For Africa” jótékonysági mérkőzésen a Dél-afrikai Köztársaságban, ahol Rafael Nadallal játszott.
Nem sokkal később viszont bejelentette, hogy a térdsérülés nem javult és műtéti beavatkozásra volt szüksége. A jobb térdét érintő műtét után Federer visszalépett a dubaji tornától, Indian Wellstől és Miamitól is, illetve a teljes salakszezontól. Úgy tervezte, hogy a füves szezonban tér vissza. Júniusban kiderült, hogy a műtétet követően nem javult Federer térde, ezért újabb, második műtétre is szükség van. Ennek nyomán még hosszabb kihagyásra lesz szüksége, így az végül úgy döntött, hogy az egész szezontól visszalép, ezzel véget is ért a 2020-as szezon a számára. Ez azt jelentette, hogy 2016 után Federer ismét megnyert tornagyőzelem nélkül fejezi be az évet, emellett pedig 21 év után először nem jutott egyetlen ATP döntőbe sem.
Ebben az évben Federer többször is azt nyilatkozta, hogy tisztában van vele, hogy pályafutása végére, utolsó szakaszába ért, de egyelőre még nem tudja, hogy pontosan mikor hagyja abba. Abban azonban biztos volt, hogy nem szeretne még visszavonulni, szeretne még egyszer visszatérni.
Mivel a térdsérülés miatt februárt követően nem játszott több mérkőzést, ebben az évben még nem érintette negatívan pályafutását a koronavírus-járvány. Sőt, mivel a járvány elleni intézkedések miatt meg nem rendezett tornák hatására befagyasztották, illetve ideiglenesen átalakították a világranglista-pontrendszert, még kedvezett is, mert a 2019-es pontjai segítségével megtartotta a magas ranglista pozícióját. Annak ellenére, hogy csak egyetlen tornán vett részt, az 5. helyen zárta az évet.(~> meccsei 2020-ban)

### 2021 – Kísérlet a visszatérésre
A 2020-as év után Federer legfőbb célja az volt, hogy egészségesen térjen vissza, hogy rendszeresen részt tudjon venni a tornákon.
Egy ideig az Australian Openen szeretett visszatérni a Tour-ra, de végül úgy döntött, hogy a nagyon szigorú koronavírus elleni szabályozások mellett nem tudja vállalni a tornát, hogy a családja és a csapata nélkül nem utazik el a tornára kétséges fizikai állapotban. Végül a visszatérése márciusban, a Qatar Openen történt meg, ahol az első mérkőzését játszotta 14 hónap után. Az első meccset sikerült is megnyernie, de a második mérkőzésen már nem sikerült túljutnia.
Federer és csapata ezért úgy ítélte meg, hogy még mindig túl korai volt a visszatérés, ezért további tornákat mondott le. A salakszezon elején sem játszott, végül közvetlenül a Roland Garros előtt Svájcban, a genfi tornán teniszezett újra, de az első mérkőzésén kikapott. Ezek után a Roland Garroson is elindult, de itt már sikeresebb volt. Három szorosabb mérkőzést is megnyert, így jutva a negyedik körbe. Ezt követően azt a döntést hozta, hogy visszalép a következő mérkőzéstől, így megóvva a testét a számára legnagyobb lehetőségnek tekinthető füvespályás szezon előtt. Ez a döntése nagyon megosztó reakciókat eredményezett a médiában, kritikákat és támogatást is kapott.
A füves szezonban a hallei tornán indult először, a szorosan megnyert első meccset követően azonban kikapott a nála 19 évvel fiatalabb Felix Auger-Aliassime-től, pedig ennyire korán még soha nem esett ki erről a versenyről. A vereség után Federer különös nyilatkozatot tett. A sajtótájékoztatóra csak órákkal később ment el a tervezettnél, majd azt is elmondta, hogy kellett egy kis idő ahhoz, hogy ne nyilatkozzon meggondolatlanul, de hogy pontosan mit mondott volna, nem részletezte. Elmondta azt is, hogy elégedetlen a teljesítményével és megpróbál Wimbledonban javítani. A füves pályás Grand Slam azonban Federer számára szintén nem kezdődött túl jól, mivel egy 5 szettes mérkőzésre kényszerült Adrian Mannarino ellen, akinek az 5. szett elején vissza kellett lépnie sérülés miatt. Ezután a mérkőzés után a második és a harmadik körös meccset három, a negyedik körös meccsét négy szettben tudta megnyerni és kevés híján 40 évesen Ken Rosewall rekordját megdöntve a legidősebb játékos lett, aki bejutott egy wimbledoni negyeddöntőbe. A negyeddöntőben a fiatal lengyel Hubert Hurkacz három szettben legyőzte, a harmadik játszmában megsemmisítőnek ható 6-0-ás game-aránnyal. Federer a 2008-as Roland Garros döntő óta nem veszített játszmát ilyen eredménnyel semelyik mérkőzésén.
Erre a mérkőzésre a médiában sokan reagáltak úgy, hogy a svájci teniszlegenda pályafutásának vége „nagyon közel van” és maga Federer is azt nyilatkozta, hogy nem tudja, hogy visszatér-e még a tornára, bár szeretne. Néhány héttel később kiderült, hogy valójában Federer még mindig komoly térdproblémákkal küzd és hogy emiatt még mindig fájdalmai voltak a füvespályás időszak alatt is. Emiatt nem volt más választása, mint hogy egy harmadik műtétet is vállaljon, majd visszalépjen a tokiói olimpiától és a 2021-es szezon összes további tornájától is. Annak ellenére, hogy a 2021-es visszatérése nem sikerült, Federer elég világosan kifejezte, hogy szeretne 2022-ben is megpróbálkozni vele. (~> meccsei 2021-ben)

### 2022 – A befejezés éve
Annak ellenére, hogy a 2021-es szezon nem a vártaknak megfelelően alakult, Federer továbbra is kitartott amellett, hogy újra szeretne még aktívan versenyezni.
Márciusban és áprilisban is olyan bejegyzéseket tett közzé a közösségi médiában, amik az edzéseiről szóltak, emellett pedig egyértelműen kinyilvánította, hogy a Laver-Kupán már biztosan részt kíván venni. A visszatérésének ideje azonban a továbbra is fennálló térdproblémái miatt egyre későbbre csúszott. Miután a wimbledoni tornától is kénytelen volt visszalépi, profi karrierjének kezdete óta először lekerült a világranglistáról, miután elveszítette az összes pontját az előző évből. Bár a teniszversenyen nem vett részt, mégis ebben az évben is láthatta őt a wimbledoni közönség, mivel a többi korábbi bajnokkal együtt ő is részt vett a Centerpálya 100 éves évfordulójának megünneplésére szolgáló ünnepségen. "Nagyon remélem, hogy még egyszer visszatérhetek ide játszani" – nyilatkozta ekkor a nyolcszoros győztes.
A sajtóban tett nyilatkozatait illetően Federer töretlenül biztosan ismételte, hogy a célja a visszatérés és hogy továbbra is aktív játékosnak tekinti magát. Még májusban ügynöke, Tony Godsick azt nyilatkozta: "Részt fog venni a Laver Kupán és a bázeli tornán, ezek az őszi versenyek pedig megalapozhatják neki a 2023-as szezont. Elképzelhető, hogy más tornán is részt vesz előtte? Talán igen, de valószínűbb, hogy inkább utána. Ezúttal biztosan nem fogja elsietni a visszatérést. Tavaly Wimbledonban "egy lábon" is szépen teljesített, szerintem szeretne ismét ott lenni. Az egy különleges hely a számára." Júliusban pedig maga Federer is beszélt egy svájci újságnak arról, hogy folytatja-e a teniszt 2023-ban: "Igen, mindenképpen szeretném, hogy hol és mikor, azt még nem tudom, de igen, ez lenne a cél. Ha teljes értékű edzést tudok majd végezni, akkor tudok dönteni, hogy hány versenyen tudok indulni." 
Kevesebb mint két hónappal ezután azonban Roger Federer bejelentette, hogy a két és fél évtizedes, teniszsportot átformáló és sporttörénetet meghatározó pályafutása a Laver Kupán való részvétele után véget ér. A 2020-as év eleji sérülése óta tartó folyamatos problémái miatt ez a bejelentés nem volt meglepő teniszt szerető közönség számára, ugyanakkor váratlan lehetett azoknak, akik olvasták a pár hónappal korábbi, visszatérésről szóló nyilatkozatokat. A 20-szoros Grand Slam-bajnok a közösségi oldalain írta:
"A testem egyértelműen üzent nekem az utóbbi időkben. Több mint 1500 meccset játszottam az elmúlt 24 évben. Fel kellett ismernem, hogy itt az ideje lezárni a profi játékot. A tenisznek annyit üzenek, imádlak, és sosem foglak elhagyni". Üzenetében emellett részletes köszöntet mondott családtagjainak, edzőinek, szponzorainak, az ATP hivatalos képviselőinek, ellenfeleinek és rajongóinak is. "Az utóbbi 24 év hihetetlen kaland volt. Néha úgy érződött, hogy 24 óraként repült el, de közben olyan mély és varázslatos volt, mintha egy teljes életnyi idő lett volna el." – írta.
Federer visszavonulására számos ismert személyiség reagált nyilvánosan, többek között egykori vagy aktív legendás teniszezők, mint Rafael Nadal, Novak Đoković, Pete Sampras, Andre Agassi, Rod Laver, a Federer előtt hetekkel korábban visszavonuló Serena Williams, de Lionel Messi labdarúgó is. Minden ismert megszólaló a saját megfogalmazásában méltatta a svájci teniszlegendát.
A búcsúmérkőzésre végül a londoni Laver Kupa első napján került sor. Fizikális állapota miatt az a döntés született, hogy egy páros mérkőzést játszik, amely egyben pályafutásának 1750. profi mérkőzése volt. A párospartnere pedig legnagyobb riválisa, Rafael Nadal volt, akivel Jack Sock és Frances Tiafoe ellen lépett pályára utoljára. A mérkőzést követően egy kisebb ünnepséget is tartottak, hogy elbúcsúztassák a tenisz történetének egyik legnagyobb alakját. Az ünnepségen Federer mellett a vele közös csapatban játszó riválisai, Nadal, Đoković és Andy Murray is elérzékenyültek. A Laver Kupán részt vevő játékosok vállukra emelve vitték körbe a stadionban a visszavonuló legendát, aki közben elköszönt a közönségtől utolsó alkalommal.

## Játékstílusa
Federer játéka sokoldalú és elegáns, a teniszpálya minden pontjáról képes volt nyerő ütést ütni. Kiválóan játszik az alapvonalon, tenyeressel és fonákkal is irányítani tudja a játékot, és rendkívül ügyesen röptézik, az ellenfél nehezen üt el mellette.
Egyik fő erőssége a tenyeres, amelyet pontosan és nagy sebességgel képes megütni, a gyors keresztegyenesekkel szereti megnyitni a pályát és kiszorítani az ellenfelét. Fonákja egykezes, ami sokkal több variációs lehetőséget nyújt, mint a kötöttebb kétkezes fonák, lehetővé teszi az éles szögek ütését. Korábban sokan játéka gyengébb pontjának tartották, de az utóbbi évek során sokat fejlesztette, s ma már inkább egyik fő erőssége.
Kiválóan tudja variálni fonák ütéseit, ezzel zavarba hozva az ellenfelet: szereti a nyesett fonákot, de adott esetben nagyon fel is tudja gyorsítani a labdát. Az éles szögekben érkező nyerő ütések (amikbe az ellenfél bele sem tud érni) játékának védjegyei.
Nagyon hatékonyan használja a ritka, bonyolultabb ütésfajtákat, például a fonák oldalról lecsapást vagy a fél-röptéket, utóbbi az egyik legegyedibb ütése. A labda az alapvonalnál pattan le, Federer pedig megüti őket közvetlenül a lepattanás után, így ellenfelének alig marad ideje reagálni.

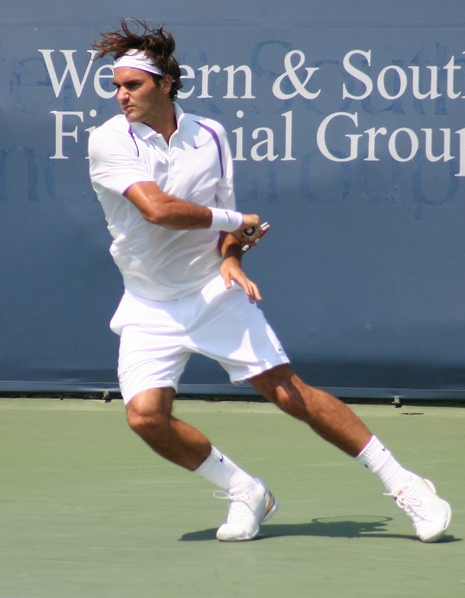
Cincinnati, 2007

Szerváit nehéz olvasni, mert függetlenül attól, hogy hova érkezik, mindig ugyanott üti meg a labdát, és szerválás közben hátat fordít ellenfelének. Első és második szerváit is rendkívül pontosan helyezi, jól tudja variálni őket, kettőshibát nagyon ritkán üt. Első szervái általában 200 km/h körüli gyorsaságúak, de tud akár 210 km/h nagyságúakat is ütni. A második szervák lassabban, de sokkal csavartabban érkeznek, a szakértők úgy vélik, Federer második szervája a legjobb, amit valaha teniszjátékos ütött. Kick szervája szinte tökéletes, lepattanás után a labda irányt vált és nem lehet visszaadni. A mezőnyben ő tudja a legnagyobb százalékos aránnyal (általában 60% fölöttivel) megnyerni a második szervával kezdődő labdameneteket. Képes egymás után 3-4 ászt is ütni. Pörgetett nyesett szerváival gyakran megzavarja ellenfeleit. Képes alkalmazni a szerva-röptét.
Lábmunkája, egyensúlya kiváló, le tudja fedni az egész pályát. Őt tekintik az egyik leggyorsabb játékosnak. Sok más játékossal ellentétben, akik az egyensúlyuk megtartása érdekében kis apró lépésekkel közelítik meg a labdát, Federer hosszú lépésekkel szeli át a pályát. Futás vagy hátrálás közben, vagy éppen egészen kiszorított helyzetekből is kiváló ütéseket tud ütni, ami lehetővé teszi, hogy hirtelen váltson védekezésről támadásra.
Taktikus játékos, jól olvassa ellenfele mozgását és szándékát, mindig türelmesen kidolgozza a helyzetet, ahol könnyedén be tudja fejezni a labdamenetet egy nyerővel. Küzdőszelleme, kitartása és állóképessége kivételes, beosztja az erejét, mindig olyan színvonalon játszik, amennyi elegendő a biztos győzelemhez. Ha az ellenfél nagyon jól játszik, olyan szintre tudja emelni a játékát, amivel az ellenfél nem tud versenyezni. Ez történt a 2007-es Ausztrál Open elődöntőjében is az egyébként végig kiválóan játszó Andy Roddick ellen, amikor Federer 6–4, 6–0, 6–2-re lényegében lesöpörte a pályáról Roddickot.
Karrierje későbbi szakaszában a rövidítést, ejtést is hozzáadta ütéstárához. Különleges ütéseihez tartozik az úgy nevezett "tweener", amikor a két lába között – gyakran háttal ellenfelének –, üti meg a labdát. Egyik leghíresebb ilyen ütést a 2009-es US Open elődöntőjében ütötte Novak Đoković ellen, így jutva három meccslabdához.
2014-től, miután Stefan Edberget kérte fel edzőnek, a játéka támadóbb lett, gyakrabban jött fel a hálóhoz, így rövidebb pontokat tudott játszani, még kevésbé megerőltető lett a játéka. 2015-ben egy edzés alkalmával Federer kipróbálta, hogy az ellenfél szerváját úgy adja vissza, hogy már a lepattanás után szinte azonnal megüsse és pillanatok alatt a hálónál lehessen. Ezt később egy mérkőzésen is kipróbálta és kiderült, hogy nagyon komoly nyomást tud így az ellenfelei szervájára helyezni, teljesen megzavarva őket. Az ütést kivitelezni rendkívül nehéz, Federert leszámítva csak kevés játékos lenne képes rá, emellett nagyon kockázatos, de így is nagy szenzáció lett és hetekig cikkeztek róla a sportújságok. Ez a speciális ütésfaja a SABR, azaz Sneak Attack By Roger (Roger settenkedő támadása) nevet kapta. A 2015-ös Cincinnati Mastersen és US Openen rendszeresen alkalmazta ezt, később már kevesebb SABR-t használt, de még évekig megmutatta egy-egy mérkőzésen, váratlan helyzetekben. 2017-ben a fonákján sikerült javítania, sokkal agresszívabb és stabilabb lett erről az oldalról, ez pedig nagyban hozzájárult ahhoz, hogy rövid időn belül háromszor is le tudta győzni azt a balkezes Rafael Nadalt, akivel korábban rengeteget küszködött. Ezek az esetek azt bizonyítják, hogy Federer karrierje későbbi szakaszaiban is képes fejlődni, alakítani a játékán, új megoldásokat keresni és alkalmazkodni a körülményekhez.
Játékának fontos tényezője a nyugalom. Játék közben nagyon ritkán nyilvánít érzelmeket, nem vitatkozik, tiszteletben tartja ellenfelét és a bírói ítéleteket. Nem mutatja ki, mi megy végbe benne, így nem nyújt az ellenfélnek támadási felületet, az ellenfél nem tud pszichikai nyomást gyakorolni rá.
Játéka minden felületen hatékony, de elsősorban technikai alapú, ezért a gyorsabb felületeken – ahol alacsonyra pattan a labda – jobb teljesítményre képes. Karrierje későbbi szakaszában a pályaborításokat fokozatosan, mesterségesen lassítani kezdték, mely a fizikai erejükre támaszkodó teniszezőknek kedvez, hiszen nehezebb nyerőt ütni és hosszabbak a labdamenetek. Tehát részben ennek is köszönhető sikerességének csökkenése 2008 és 2012 között.
Federer játékának kiválósága és hatékonysága nem elsősorban a nagy erőből fakad, hanem a változatos, jól helyezett ütésekből. Játéka minden értékelője szerint gyönyörű, elegáns és művészi.

## Edzői
1989–1994: Adolf Kacovsky (svájci) – a bázeli Old Boys’ Tennis Club edzője, amihez Federer nyolcéves korában csatlakozott. Gyerekkorában Kacovsky volt a legnagyobb hatással a játékára
1991–1995, 1997-1998: Peter Carter (ausztrál): Carter már az Old Boys’ Club éveiben is foglalkozott Federerrel, majd 10 és 14 éves kora között külön is teniszezett vele heti rendszerességgel. 1997 után Carter lett az edzője egészen addig, amíg Federer el nem kezdett a profik közt versenyezni. A váltás után is szoros maradt a kapcsolatuk, Carter mindvégig támogatta őt.
1995–1997: Miután Federer junior svájci bajnok lett, Ecublensben, a svájci nemzeti teniszközpontban teniszezhetett az iskola befejezéséig. A svájci teniszszövetség támogatta nemzetközi pályafutásának kezdetén.
2000–2003: Peter Lundgren (svéd) – már korábban is segítette Federert, majd mikor a teniszező kikerült a nemzeti teniszszövetség irányítása alól, Lundgrent választotta privát edzőjének, (miközben Peter Carterrel továbbra is rendszeresen konzultált.) A 2003-as év után meglepetésre úgy döntött, Lundgren segítsége nélkül folytatja pályafutását.
2005–2007: Federer felkérte Tony Roche-t tanácsadó edzőnek. Tony Roche időnként, főleg a Grand Slam-tornák, és egyes Masters Series-tornák előtt segítette a felkészülésben. 2007 májusában, alig két héttel a Roland Garros előtt kölcsönös megegyezéssel abbahagyták a közös munkát.
2007 nyarától 2022-ig: Federer a svájci Davis-kupa-csapat kapitányát, Severin Lüthit eredetileg csak ideiglenes tanácsadásra kérte fel, de Lüthi végül nélkülözhetetlen tagja lett a csapatának és visszavonulásáig együtt dolgozott vele.
2008. április–október: José Higuerasszal, Jim Courier, Michael Chang és Pete Sampras korábbi edzőjével dolgozott, amíg Higueras el nem fogadott egy hosszabb távú munkát.
2010. július – 2013. október: Paul Annacone, Pete Sampras korábbi edzője irányította az edzéseit. Közös munkájuk alatt Federer 13 ATP-tornát nyert meg, köztük a 2012-es wimbledoni versenyt.
2013. december – 2015. december: 2013. december 27-én bejelentette, hogy korábbi példaképe, az egykori világelső, hatszoros egyéni és háromszoros páros Grand Slam-győztes Stefan Edberg is mellette lesz a 2014-es szezon során. Az eredetileg csak egyévesre tervezett együttműködést 2015-ben is folytatták, míg végül év végén befejezték a közös munkát.
2016-2022: Egykori riválisa, a visszavonult horvát Ivan Ljubičić segítette Federer felkészülését.

## Grand Slam-tornák
| Verseny                | 1998  | 1999  | 2000  | 2001  | 2002  | 2003  | 2004  | 2005  | 2006  | 2007  | 2008  | 2009  | 2010  | 2011  | 2012  | 2013  | 2014  | 2015  | 2016  | 2017  | 2018  | 2019  | 2020  | 2021  | Karrier | Nyert-vesztett |
| ---------------------- | ----- | ----- | ----- | ----- | ----- | ----- | ----- | ----- | ----- | ----- | ----- | ----- | ----- | ----- | ----- | ----- | ----- | ----- | ----- | ----- | ----- | ----- | ----- | ----- | ------- | -------------- |
| Ausztrál Open          | A     | A     | 3k    | 3k    | 4k    | 4k    | Gy    | 1/2D  | Gy    | Gy    | 1/2D  | D     | Gy    | 1/2D  | 1/2D  | 1/2D  | 1/2D  | 3k    | 1/2D  | Gy    | Gy    | 4k    | 1/2D  | A     | 6 / 21  | 102–15         |
| Roland Garros          | A     | 1k    | 4k    | 1/4D  | 1k    | 1k    | 3k    | 1/2D  | D     | D     | D     | Gy    | 1/4D  | D     | 1/2D  | 1/4D  | 4k    | 1/4D  | A     | A     | A     | 1/2D  | A     | 4k    | 1 / 19  | 73–17          |
| Wimbledon              | A     | 1k    | 1k    | 1/4D  | 1k    | Gy    | Gy    | Gy    | Gy    | Gy    | D     | Gy    | 1/4D  | 1/4D  | Gy    | 2k    | D     | D     | 1/2D  | Gy    | 1/4D  | D     | E*    | 1/4D  | 8 / 22  | 105–14         |
| US Open                | A     | A     | 3k    | 4k    | 4k    | 4k    | Gy    | Gy    | Gy    | Gy    | Gy    | D     | 1/2D  | 1/2D  | 1/4D  | 4k    | 1/2D  | D     | A     | 1/4D  | 4k    | 1/4D  | A     | A     | 5 / 19  | 89–14          |
| Megnyert Grand Slamek  | 0 / 0 | 0 / 2 | 0 / 4 | 0 / 4 | 0 / 4 | 1 / 4 | 3 / 4 | 2 / 4 | 3 / 4 | 3 / 4 | 1 / 4 | 2 / 4 | 1 / 4 | 0 / 4 | 1 / 4 | 0 / 4 | 0 / 4 | 0 / 4 | 0 / 2 | 2 / 3 | 1 / 3 | 0 / 4 | 0 / 1 | 0 / 2 | 20 / 74 | N/A            |
| Nyert-vesztett meccsek | 0–0   | 0–2   | 7–4   | 13–4  | 6–4   | 13–3  | 22–1  | 24–2  | 27–1  | 26–1  | 24–3  | 26–2  | 20–3  | 20–4  | 19–3  | 13–4  | 19–4  | 18–4  | 10–2  | 18–1  | 14–2  | 18-4  | 5-1   | 7-1   | 369–60  |                |

*A verseny elmaradt, nem rendezték meg a Covid19-világjárvány elleni intézkedések miatt

### Döntői Grand Slam-tornákon
Győzelmek (20)
| Év   | Verseny           | Ellenfél                             | Eredmény                        |
| 2003 | Wimbledon         | Mark Philippoussis (ausztrál)        | 7–6(5), 6–2, 7–6(3)             |
| 2004 | Ausztrál Open     | Marat Szafin (orosz)                 | 7–6(3), 6–4, 6–2                |
| 2004 | Wimbledon (2)     | Andy Roddick (amerikai)              | 4–6, 7–5, 7–6(3), 6–4           |
| 2004 | US Open           | Lleyton Hewitt (ausztrál)            | 6–0, 7–6(3), 6–0                |
| 2005 | Wimbledon (3)     | Andy Roddick (amerikai)              | 6–2, 7–6(2), 6–4                |
| 2005 | US Open (2)       | Andre Agassi (amerikai)              | 6–3, 2–6, 7–6(1), 6–1           |
| 2006 | Ausztrál Open (2) | Márkosz Pagdatísz (ciprusi)          | 5–7, 7–5, 6–0, 6–2              |
| 2006 | Wimbledon (4)     | Rafael Nadal (spanyol)               | 6–0, 7–6(5), 6–7(2), 6–3        |
| 2006 | US Open (3)       | Andy Roddick (amerikai)              | 6–2, 4–6, 7–5, 6–1              |
| 2007 | Ausztrál Open (3) | Fernando González Ciuffardi (chílei) | 7–6(2), 6–4, 6–4                |
| 2007 | Wimbledon (5)     | Rafael Nadal (spanyol)               | 7–6(7), 4–6, 7–6(3), 2–6, 6–2   |
| 2007 | US Open (4)       | Novak Đoković (szerb)                | 7–6(4), 7–6(2), 6–4             |
| 2008 | US Open (5)       | Andy Murray (brit)                   | 6–2, 7–5, 6–2                   |
| 2009 | Roland Garros     | Robin Söderling (svéd)               | 6–1, 7–6, 6–4                   |
| 2009 | Wimbledon (6)     | Andy Roddick (amerikai)              | 5–7, 7–6(6), 7–6(5), 3–6, 16–14 |
| 2010 | Ausztrál Open (4) | Andy Murray (brit)                   | 6–3, 6–4, 7–6(11)               |
| 2012 | Wimbledon (7)     | Andy Murray (brit)                   | 4–6, 7–5, 6–3, 6–4              |
| 2017 | Ausztrál Open (5) | Rafael Nadal (spanyol)               | 6–4, 3–6, 6–1, 3–6, 6–3         |
| 2017 | Wimbledon (8)     | Marin Čilić (horvát)                 | 6–3, 6–1, 6–4                   |
| 2018 | Ausztrál Open (6) | Marin Čilić (horvát)                 | 6–2, 6–7(5), 6–3, 3–6, 6–1      |

Elvesztett döntők (10)
| Év   | Verseny           | Ellenfél                         | Eredmény                           |
| 2006 | Roland Garros     | Rafael Nadal (spanyol)           | 6–1, 1–6, 4–6, 6–7(4)              |
| 2007 | Roland Garros (2) | Rafael Nadal (spanyol)           | 3–6, 6–4, 3–6, 4–6                 |
| 2008 | Roland Garros (3) | Rafael Nadal (spanyol)           | 1–6, 3–6, 0–6                      |
| 2008 | Wimbledon         | Rafael Nadal (spanyol)           | 4–6, 4–6, 7–6(5), 7–6(8), 7–9      |
| 2009 | Ausztrál Open     | Rafael Nadal (spanyol)           | 5–7, 6–3, 6–7, 6–3, 2–6            |
| 2009 | US Open           | Juan Martín del Potro (argentin) | 6–3, 6–7(5), 6–4, 6–7(4), 2–6      |
| 2011 | Roland Garros (4) | Rafael Nadal (spanyol)           | 5–7, 6–7(3), 7–5, 1–6              |
| 2014 | Wimbledon (2)     | Novak Đoković (szerb)            | 7–6(7), 4–6, 6–7(4), 7–5, 4–6      |
| 2015 | Wimbledon (3)     | Novak Đoković (szerb)            | 6–7(1), 7–6(10), 4–6, 3–6          |
| 2015 | US Open (2)       | Novak Đoković (szerb)            | 4–6, 7–5, 4–6, 4–6                 |
| 2019 | Wimbledon (4)     | Novak Đoković (szerb)            | 6–7(5), 6–1, 6–7(4), 6–4, 12–13(3) |

### Rekordjai Grand Slam-tornákon
- 2001-ben megállította Pete Sampras 31 meccses wimbledoni veretlenségi sorozatát a 4. körben[421]
- 2003-as wimbledoni győzelmével ő lett a 4. férfi teniszező Stefan Edberg, Pat Cash és Björn Borg után, aki győzni tudott mind a junior, mind a felnőtt wimbledoni bajnokságon[422]
- 2004-es győzelme a US Openen azt jelentette, hogy ő lett az első teniszező az open erá-ban, aki megnyerte első 4 Grand Slam-döntőjét. Federer később az első hét döntőjét nyerte meg, a sorozat a 2006-os Roland Garros döntőjében szakadt meg. Az open era előtt csak Richard Sears és William Renshaw tudták ezt megtenni (az 1880-as években!)[423]
- 2004-ben Federer lett az első teniszező Mats Wilander (1988) óta, aki egy naptári évben a négy Grand Slamből hármat megnyert. 2006-ban ő lett az első teniszező, aki ezt kétszer is meg tudta tenni.[424]
- 2007 februárjára 11 döntőjéből 10-et megnyert Grand Slam-tornákon, ez a legjobb százalékos arány azok körében, akik legalább 8 Grand Slam-címmel rendelkeznek.[68]
- A 2006-os Ausztrál Open megnyerésével ő lett az első teniszező Pete Sampras óta (1993–94), aki 3 Grand Slam-tornát tudott nyerni egymás után.[425]
- 2006-ban ő lett az első férfi teniszező (és az első teniszező az open erá-ban), aki három egymást követő évben meg tudta nyerni a wimbledoni tenisztornát is és a US Opent is (2004–2006).[426]
- Federer az egyetlen férfi teniszező, aki 8 Grand Slam-címet nyert 3 év alatt (2004–2006).
- 2006-ban ő lett az első férfi teniszező Rod Laver óta (1969), aki egy naptári évben bejutott mind a 4 Grand Slam-torna döntőjébe.[427]

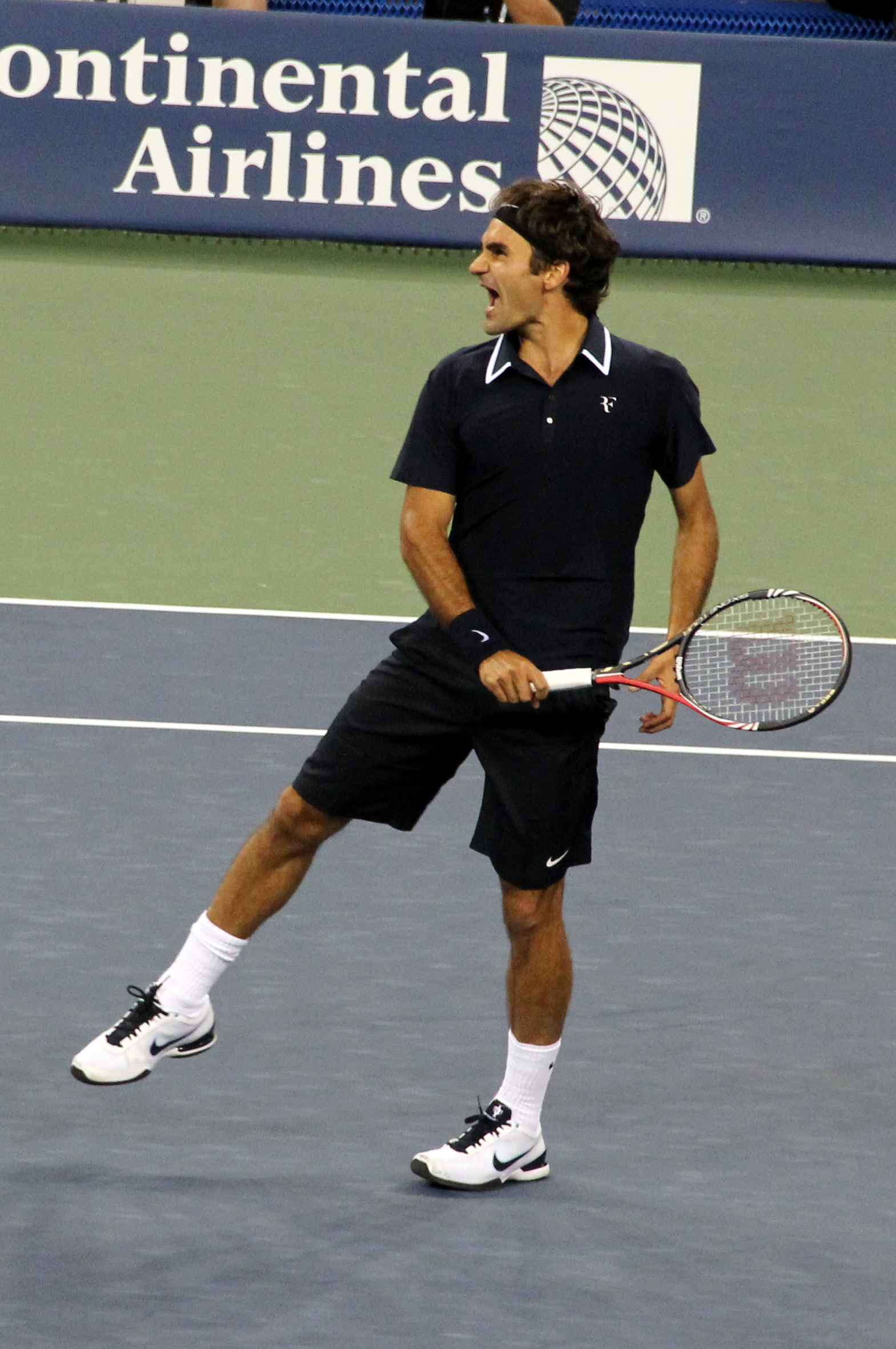
US Open, 2010

- 2007-ben ő lett az első teniszező Björn Borg óta (1980. Roland Garros), aki játszma elvesztése nélkül tudott Grand Slam-tornát nyerni, és az első Ken Rosewall óta (1971), aki ezt az eredményt az Ausztrál Openen érte el.[428]
- Federer a 2007-es Ausztrál Openen pályafutása 10. Grand Slam-címét szerezte meg, ezzel az örökranglistán Bill Tildennel holtversenyben az 5. helyen állt.[428]
- A 2007-es Ausztrál Openen aratott győzelmével ő lett a tenisztörténelem egyetlen férfi teniszezője, aki 3 különböző Grand Slam-tornán legalább háromszor diadalmaskodott (Ausztrál Open: háromszor 2004, 2006, 2007; Wimbledon: négyszer 2003–2006; US Open: háromszor 2004–2006).
- A 2007-es Ausztrál Open megnyerésével ő lett az első férfi teniszező az open erá-ban, aki kétszer is megnyert három egymást követő Grand Slamet.
- 36 szettet nyert egymás után Grand Slam-tornákon, ezzel összesen 11 meccset játszmavesztés nélkül: (2007. Ausztrál Open, 1. kör–2007. Roland Garros negyeddöntő). Szettek tekintetében megdöntötte John McEnroe korábbi, 35 játszmán keresztül tartó sorozatát, meccsek tekintetében pedig beállította azt (1984. Wimbledon, 2. kör–US Open, negyeddöntő, 35 szett, 11 meccs).[429] Federer a 12. meccs második játszmáját veszítette el Tommy Robredo ellen a Roland Garros negyeddöntőjében, de a meccset megnyerte (7–5, 1–6, 6–1, 6–2).
- Azzal, hogy bejutott a 2007-es Roland Garros döntőjébe, ő lett a tenisztörténelem első férfi teniszezője, aki 8 egymást követő Grand Slam-tornán bejutott a döntőbe, megdöntve Jack Crawford 73 éves rekordját (1934)[72] – amit Federer a 2007-es Ausztrál Openen 7 egymás utáni döntővel beállított (már ez is open era-rekord volt).[430] Wimbledonban és a US Openen pedig folytatta ezt a sorozatot: bejutott a 10. sorozatos Grand Slam-döntőjébe is. A sorozat a 2008-as Ausztrál Openen szakadt meg.
- 2007-es wimbledoni győzelmével, amely sorozatban az ötödik (2003–2007), beállította Björn Borg open era-rekordját.[17] Az öt év alatt az itt játszott 34 meccsen mindössze 8 szettet veszített el. Björn Borg 1976 és 1980 között ötször, Pete Sampras 1997 és 2000 között négyszer nyert egymás után Wimbledonban, de mindketten több szettet vesztettek négy év alatt: Borg 15-öt, Sampras 14-et.[431]
- Első 11 Grand Slam-győzelmét az összesen 17 Grand Slam-tornán szerezte: még senki nem volt képes (a női mezőnyben sem) 17 próbálkozásból ennyi címet szerezni. (Rod Laver, 1960–1969: 11/19; Björn Borg, 1974–1981: 11/21; Martina Navratilova, 1981–1985: 11/20; Steffi Graf, 1987–1992: 11/21; Pete Sampras, 1993–1999: 11/27).[19]
- 2007 volt sorozatban a negyedik év, hogy Federer legalább két Grand Slam-tornát meg tudott nyerni (2004–2007). Sampras is fel tud mutatni négy ilyen évet (1993, 1994, 1995, 1997), de Federer az első, akinek ez négy egymást követő évben sikerült.[19]
- Federernek 2007 volt a harmadik olyan éve, amelyben megcsinálta a Small Slamet, vagyis a négy Grand Slam-tornából hármat megnyert (2004, 2006, 2007).[432]

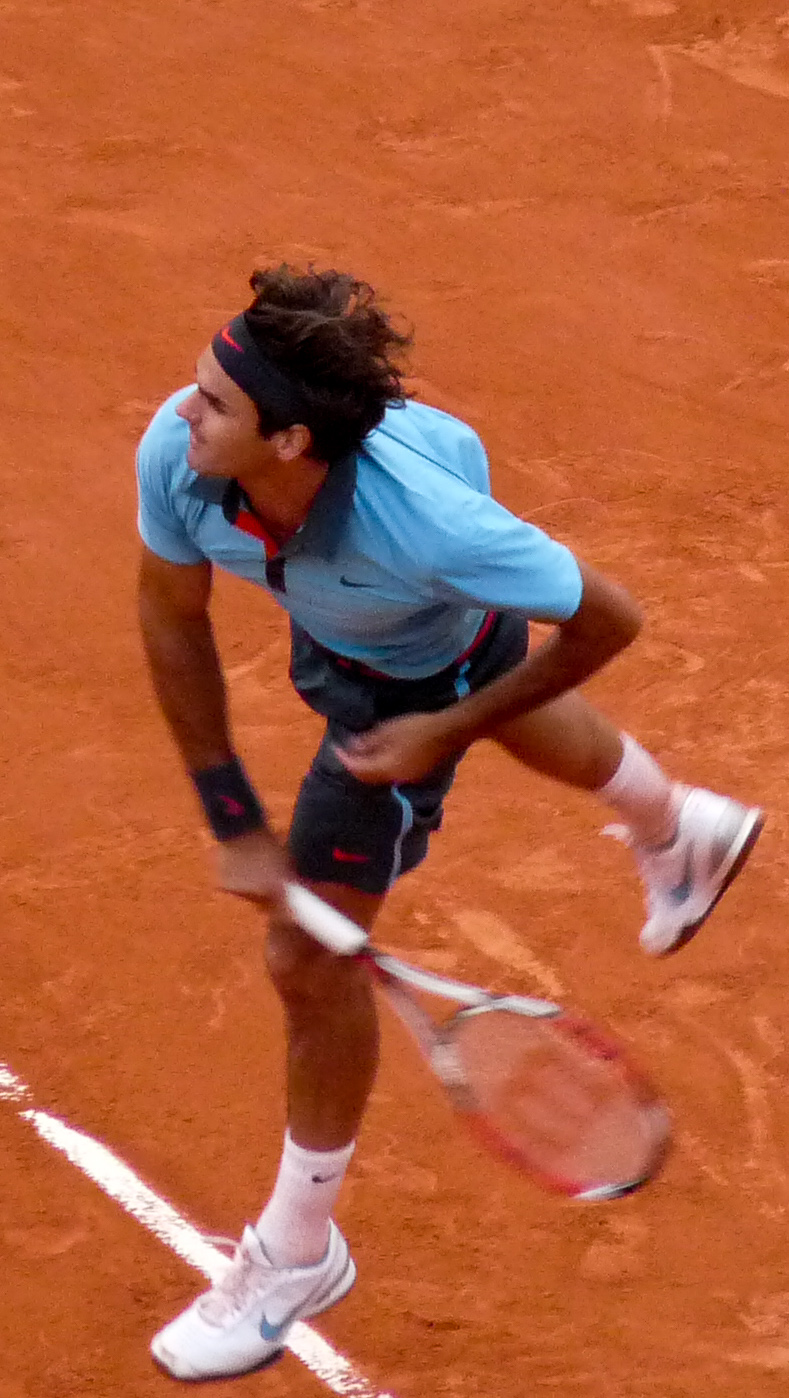
Roland Garros, 2009

- A 2007-es US Openen negyedszer is megvédte a címét, ezzel ő lett az open era első férfi teniszezője, aki sorozatban 4 US Open-címet szerzett.
- Ő lett a tenisztörténelem egyetlen férfi teniszezője, aki két egymást követő évben is mind a négy Grand Slam-tornán döntőt játszott (2006–2007), és aki négy egymást követő évben megnyerte mind Wimbledont, mind a US Opent (2004–2007).[18]
- 2007-ben Federer három Grand Slam-tornán is beállította vagy megdöntötte az open era-rekordot sorozatos győzelmek tekintetében (Ausztrál Open: 2, Wimbledon: 5, US Open: 4.)
- A 2008-as US Open megnyerésével Federer lett Bill Tilden után az első, és a modern kor egyetlen teniszezője, aki sorozatban ötször nyert US Opent. Rajta kívül csak Pete Samprasnek és Jimmy Connorsnak sikerült az open erában öt US Opent megnyerni.[16]
- Ő lett a tenisztörténelem egyetlen teniszezője, aki két különböző Grand Slam-tornán sorozatban ötször-ötször nyerni tudott (Wimbledon: 2003–2007, US Open: 2004–2008)[16]
- 2008 volt sorozatban a hatodik év, hogy Federer legalább egy Grand Slam-tornán győzni tudott.[16]
- A 2009-es Roland Garroson Federer pályafutása 19. Grand Slam-döntőjébe jutott be, ezzel beállította Ivan Lendl rekordját.[15]
- 2009-ben Federer megnyerte a Roland Garrost, amellyel teljesítette a karrier-Grand Slamet.[12] Ő a hatodik férfi teniszező, akinek ez sikerült, Fred Perry, Don Budge, Rod Laver, Roy Emerson és Andre Agassi mellett.[433]
- a 2009-es Roland Garros-döntővel Federer lett az egyetlen férfi teniszező, aki az összes Grand Slam-torna döntőjébe legalább négyszer bejutott.[22] A következő években ezt a számot 5-re emelte.
- A 2009-es Roland Garros megnyerésével Federer megszerezte 14. Grand Slam-címét, és ezzel utolérte Pete Samprast, akivel együtt vezette az örökranglistát a férfiak között. Federer 14. címét 27 évesen, a 40. Grand Slam-tornáján szerezte. 14 Grand Slam-címét 7 év leforgása alatt (14 győzelem / 24 torna) nyerte meg. Ezzel szemben Sampras 13 év alatt nyerte meg 14 címét (14/45), az utolsót 52. Grand Slam-tornáján, 31 évesen.[106]
- A 2009-es wimbledoni teniszbajnokságon Federer bejutott karrierje 20. Grand Slam-döntőjébe, ezzel új rekordot állított fel. Az utóbbi 17 Grand Slam-tornából 16-on döntőbe jutott. Egyben Federer sorozatban a 7. wimbledoni döntőbe jutott be: ez a sorozat korábban senkinek nem sikerült.[23]
- 2009-ben Federer megszerezte 6. wimbledoni címét, és ő lett a negyedik teniszező Rod Laver (1969), Björn Borg (1978–1980) és Rafael Nadal (2008) után, akinek sikerült egy évben egymás után megnyernie a Roland Garrost és Wimbledont.[109]
- 15. Grand Slam-győzelemmel Federer megdöntötte Pete Sampras Grand Slam-rekordját, és átvette a vezetést az örökranglistán a férfi mezőnyben.[109]
- 2009-ben – 2006 és 2007 után – ismét bejutott mind az év minden Grand Slam-tornáján a döntőbe, ezzel ő az első férfi teniszező, akinek ez háromszor is sikerült.
- A 2010-es Ausztrál Open megnyerésével Federer lett az open era első férfi teniszezője Andre Agassi (1995, 2000-01, 2003) óta, aki 4 címet szerzett a tornán. Az open era kezdete előtt Roy Emerson hat Ausztrál Opent nyert.
- A 2010-es Ausztrál Open-címmel Federer 16-ra növelte Grand Slam-győzelmei számát és a férfi rekordot. 16 győzelme 8 év leforgása alatt szintén rekord: Sampras 13 év alatt tudott 14 címet nyerni.
- 2010 volt sorozatban a 8. év, hogy Federer legalább egy Grand Slam-tornát megnyert: ez korábban csak Samprasnek (1993–2000) és Björn Borgnak (1974–81) sikerült.
- A 2004-es wimbledoni tenisztornától a 2010-es Ausztrál Openig 23 egymást követő Grand Slam-torna mindegyikén eljutott legalább az elődöntőig, amellyel a tenisz történetének egyik legnagyobb rekordját állította fel.[21] (Korábbi rekord: Ivan Lendl, 10 (!) elődöntő egymás után).[20][434]
- A 2004-es wimbledoni tenisztornától a 2011-es Roland Garrosig 28 egymást követő Grand Slam-tornán bejutott legalább a negyeddöntőbe, ezzel megdöntötte Jimmy Connors rekord sorozatát. Ezáltal a legtöbb sorozatos Grand Slam-döntő (10; 2005. Wimbledon – 2008. Ausztrál Open), és sorozatban a legtöbb Grand Slam-elődöntő (23; 2004. Wimbledon – 2010. Ausztrál Open) elérése után a legtöbb egymást követő Grand Slam-negyeddöntő rekordja is az ő nevéhez fűződik.[127] Federer folyamatos negyeddöntős sorozata végül a 2013-as Roland Garrosig tartott, az utána következő 2013-as wimbledoni teniszbajnokságon Szerhij Sztahovszkij a második körben búcsúztatta, ezzel a rekord 36 zsinórban lejátszott negyeddöntő lett. Ráadásul Connors kihagyott tornákat a sorozat felállításakor (tehát azokon a tornákon jutott be a legalább a negyeddöntőbe, amelyeken elindult), Federer valóban sorozatban 36 Grand Slam-tornán legalább a negyeddöntőbe jutott.
- A 48 negyeddöntőből 40 alkalommal továbbjutott az elődöntőbe, 27 alkalommal a döntőbe, és 17 alkalommal meg is nyerte a Grand Slamet.[435]
- A 2011-es Roland Garros-döntőbe való bejutással Federer lett az egyetlen teniszező, aki mind a négy Grand Slam-torna döntőjébe legalább 5-ször bejutott. (5 Australian Open-döntő, 5 Roland Garros-döntő, 10 Wimbledon-döntő, 7 US Open-döntő). Már négyszer mind a négy GS-döntő is egyedülálló volt a tenisz történetében.[22]
- A 2012-es wimbledoni teniszbajnokságon Federer nyolcadszor jutott fináléba, amivel egyedüli az Open érában. A döntőben a 7. győzelmét szerezte meg, ezzel beállította Pete Sampras, valamint a sikereit az 1880-as években elérő William Renshaw csúcsát, akik szintén hétszer lettek bajnokok. Összességében a tizenhetedik Grand Slam-győzelmét szerezte meg. Wimbledonban a hatvanhatodik mérkőzését nyerte meg, ennél többre csupán Jimmy Connors (84) és Boris Becker (71) volt képes korábban.[436]
- 2017-ben megszerezte nyolcadik wimbledoni győzelmét is, ezzel a bajnokság történetében ő lett az első teniszező, aki nyolc alkalommal diadalmaskodott.[437]

A legtöbb Grand Slam-tornát nyerték:
|    | Teniszező      | GS-győzelem |
| -- | -------------- | ----------- |
| 1. | Novak Đoković  | 24          |
| 1. | Rafael Nadal   | 22          |
| 3. | Roger Federer* | 20          |
| 4. | Pete Sampras   | 14          |
| 5. | Roy Emerson    | 12          |
| 6. | Björn Borg     | 11          |
| 7. | Rod Laver      | 11          |
| 8. | Bill Tilden    | 10          |

## World Tour Finals (korábban Tennis Masters Cup)
| Verseny               | 1998 | 1999 | 2000 | 2001 | 2002 | 2003 | 2004 | 2005 | 2006 | 2007 | 2008 | 2009 | 2010 | 2011 | 2012 | 2013 | 2014 | 2015 | 2016 | 2017 | 2018 | 2019 | 2020 | 2021 | Karrier | Nyert-vesztett |
| --------------------- | ---- | ---- | ---- | ---- | ---- | ---- | ---- | ---- | ---- | ---- | ---- | ---- | ---- | ---- | ---- | ---- | ---- | ---- | ---- | ---- | ---- | ---- | ---- | ---- | ------- | -------------- |
| ATP World Tour Finals | A    | A    | A    | A    | 1/2D | Gy   | Gy   | D    | Gy   | Gy   | RR   | 1/2D | Gy   | Gy   | D    | 1/2D | D    | D    | A    | 1/2D | 1/2D | 1/2D | A    | A    | 6 / 17  | 59–17          |

### World Tour Finals-döntői

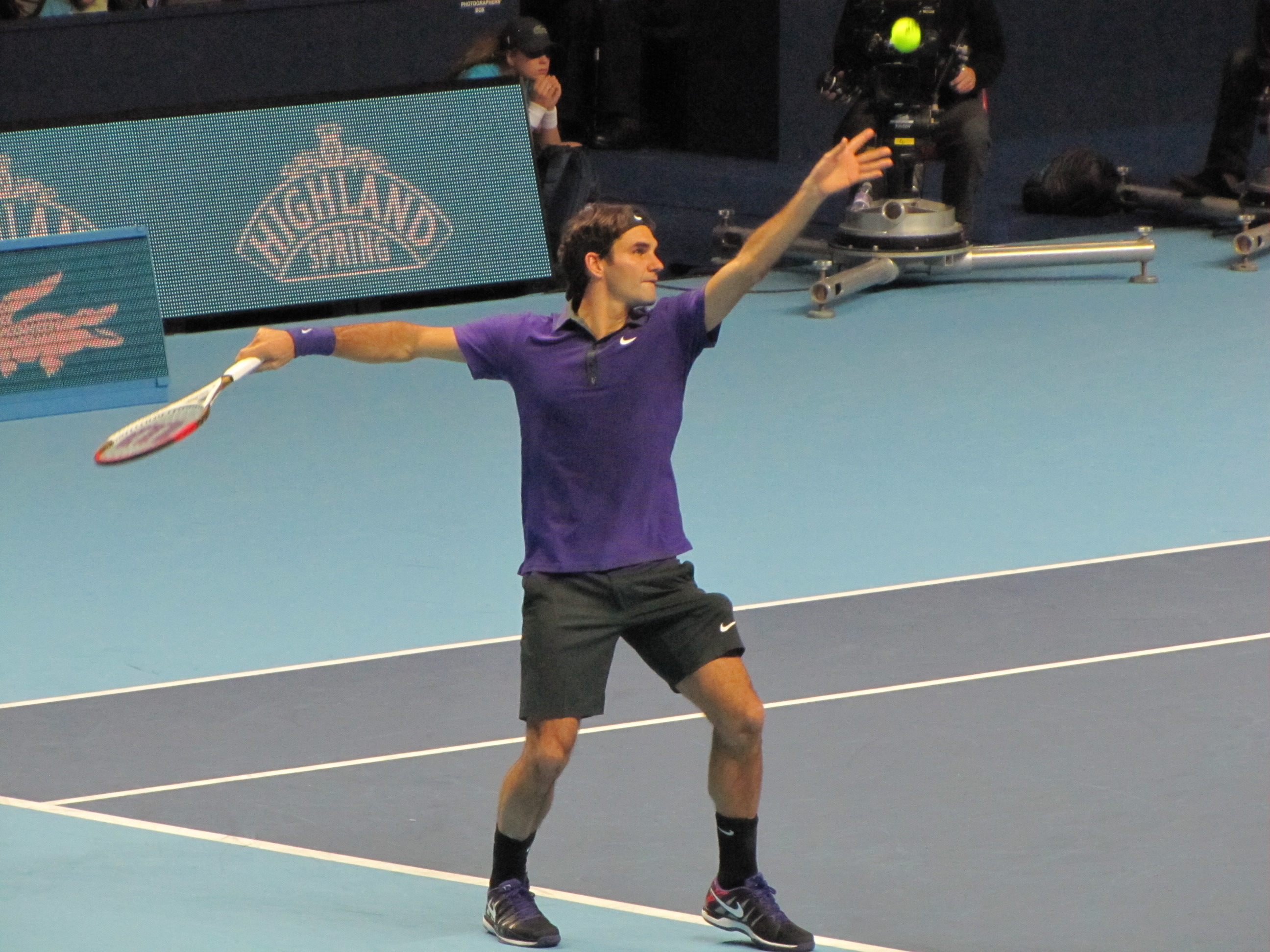
World Tour Finals, 2012

Győzelmek (6)
| Év   | Helyszín               | Ellenfél a döntőben          | Döntő eredménye  |
| 2003 | Houston, USA           | Andre Agassi (amerikai)      | 6–3, 6–0, 6–4    |
| 2004 | Houston, USA           | Lleyton Hewitt (ausztrál)    | 6–3, 6–2         |
| 2006 | Sanghaj, Kína          | James Blake (amerikai)       | 6–0, 6–3, 6–4    |
| 2007 | Sanghaj, Kína          | David Ferrer (spanyol)       | 6–2, 6–3, 6–2    |
| 2010 | London, Nagy-Britannia | Rafael Nadal (spanyol)       | 6–3, 3–6, 6–1    |
| 2011 | London, Nagy-Britannia | Jo-Wilfried Tsonga (francia) | 6–3, 6–7(6), 6–4 |

Elvesztett döntő (4)
| Év   | Helyszín               | Ellenfél                    | Eredmény                          |
| 2005 | Sanghaj, Kína          | David Nalbandian (argentin) | 7–6(4), 7–6(11), 2–6, 1–6, 6–7(3) |
| 2012 | London, Nagy-Britannia | Novak Đoković (szerb)       | 6–7(6), 5–7                       |
| 2014 | London, Nagy-Britannia | Novak Đoković (szerb)       | játék nélkül                      |
| 2015 | London, Nagy-Britannia | Novak Đoković (szerb)       | 3–6, 4–6                          |

### Rekordjai a Mesterek Kupáján
- 2004-ben Federer lett az első teniszező Ivan Lendl óta (1986–87), aki két egymást követő évben vereség nélkül diadalmaskodott az évzáró Mesterek Kupáján (ezen a tornán az elődöntők előtt csoportkörök vannak, vereséggel is tovább lehet jutni).
- 2005-ben ő lett az első férfi teniszező, aki 6–0 6–0-s („double bagel”) vereséget mért ellenfelére az évzáró tenisz-világbajnokságon. Ezzel a győzelmével Gaston Gaudiót búcsúztatta az elődöntőben. Ez volt karrierjének első 6–0 6–0-s győzelme.
- 2006-ban ő lett az első teniszező Ivan Lendl óta, aki négy egymást követő évben bejutott a Masters Cup döntőjébe. (Ivan Lendl kilencszer jutott be.) 2007-ben Federer sorozatban az ötödik döntőbe is bejutott.
- A 2007-ig egyetlenegy meccset sem vesztett el a világbajnokság csoportköreiben, 2002–2006-ig minden round robin meccsén (15-ön) nyerni tudott. Erre előtte egyetlen teniszező sem volt képes.[438]
- 2007-ben negyedszer nyerte meg a világbajnokságot, ezt korábban csak Ilie Nastase, Ivan Lendl és Pete Sampras tudta megtenni.[78]
- 2011-ben új rekordot állított azzal, hogy 6-szor sikerült megnyernie a világbajnokságot. A világbajnokságon megnyert meccsek számát tekintve utolérte Ivan Lendlt (39), sőt nyert-vesztett rekordja (39–7) jobb is Lendl rekordjánál (39–10).

## ATP Masters 1000
| Verseny              | 1998 | 1999 | 2000 | 2001 | 2002 | 2003 | 2004 | 2005 | 2006 | 2007 | 2008 | 2009 | 2010 | 2011 | 2012 | 2013 | 2014 | 2015 | 2016 | 2017 | 2018 | 2019 | 2020 | 2021 | Karrier | Nyert-vesztett |
| -------------------- | ---- | ---- | ---- | ---- | ---- | ---- | ---- | ---- | ---- | ---- | ---- | ---- | ---- | ---- | ---- | ---- | ---- | ---- | ---- | ---- | ---- | ---- | ---- | ---- | ------- | -------------- |
| Indian Wells Masters | A    | A    | A    | 1k   | 3k   | 2k   | Gy   | Gy   | Gy   | 2k   | 1/2D | 1/2D | 3k   | 1/2D | Gy   | 1/4D | D    | D    | A    | Gy   | D    | D    | E*** | A    | 5 / 18  | 66–13          |
| Miami Masters        | A    | 1k   | 2k   | 1/4D | D    | 1/4D | 3k   | Gy   | Gy   | 4k   | 1/4D | 1/2D | 4k   | 1/2D | 3k   | A    | 1/4D | A    | A    | Gy   | 2k   | Gy   | E*** | A    | 4 / 18  | 56–14          |
| Monte Carlo Masters  | A    | 1k   | 1k   | 1/4D | 2k   | A    | A    | 1/4D | D    | D    | D    | 3k   | A    | 1/4D | A    | A    | D    | 3k   | 1/4D | A    | A    | A    | E*** | A    | 0 / 13  | 30–13          |
| Rome Masters         | A    | A    | 1k   | 3k   | 1k   | D    | 2k   | A    | D    | 3k   | 1/4D | 1/2D | 2k   | 3k   | 1/2D | D    | 2k   | D    | 3k   | A    | A    | 1/4D | A    | A    | 0 / 17  | 34–16          |
| Madrid Masters*      | A    | A    | 1k   | 1k   | Gy   | 3k   | Gy   | Gy   | A    | Gy   | D    | Gy   | D    | 1/2D | Gy   | 3k   | A    | 1k   | A    | A    | A    | 1/4D | E*** | A    | 6 / 15  | 49–9           |
| Canada Masters       | A    | A    | 1k   | A    | 1k   | 1/2D | Gy   | A    | Gy   | D    | 2k   | 1/4D | D    | 3k   | A    | A    | D    | A    | A    | D    | A    | A    | E*** | A    | 2 / 12  | 35–10          |
| Cincinnati Masters   | A    | A    | 1k   | A    | 1k   | 2k   | 1k   | Gy   | 2k   | Gy   | 3k   | Gy   | Gy   | 1/4D | Gy   | 1/4D | Gy   | Gy   | A    | A    | D    | 3k   | A    | A    | 7 / 17  | 47–10          |
| Shanghai Masters**   | A    | A    | 2k   | 2k   | 1/4D | 1/2D | A    | A    | Gy   | D    | 1/2D | A    | D    | A    | 1/2D | 3k   | Gy   | 2k   | A    | Gy   | 1/2D | 1/4D | E*** | E*** | 3 / 15  | 41–12          |
| Paris Masters        | A    | A    | 1k   | 2k   | 1/4D | 1/4D | A    | A    | A    | 3k   | 1/4D | 2k   | 1/2D | Gy   | A    | 1/2D | 1/4D | 3k   | A    | A    | 1/2D | A    | A    | A    | 1 / 13  | 23–11          |

* 2008-ig Hamburgban tartották a tornát

** 2008-ig Madridban tartották a tornát

*** A verseny elmaradt, nem rendezték meg a Covid19-világjárvány elleni intézkedések miatt

### Masters Series-döntői

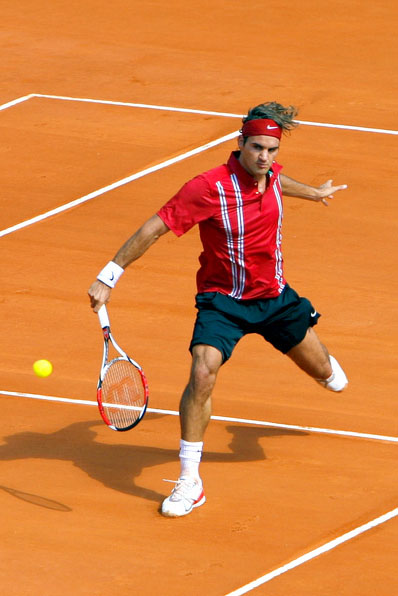
A Nadal elleni 2007-es monte-carlói döntőben

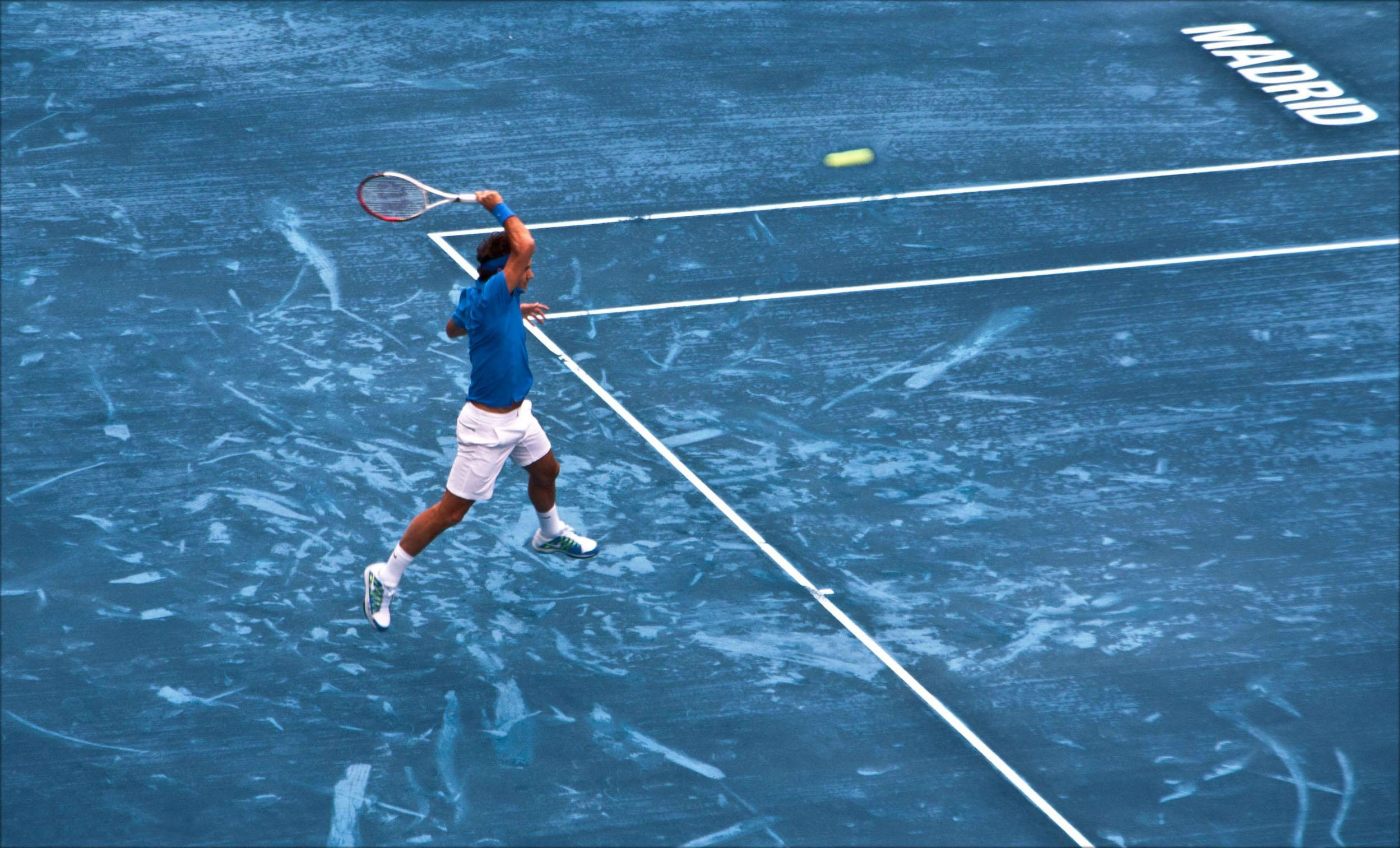
Federer az egyetlen férfiteniszező, aki valaha címet szerzett kék salakon

Győzelmek (28)
| Év   | Torna                    | Ellenfél a döntőben                  | Döntő eredménye               |
| 2002 | Hamburg Masters          | Marat Szafin (orosz)                 | 6–1, 6–3, 6–4                 |
| 2004 | Indian Wells Masters     | Tim Henman (angol)                   | 6–3, 6–3                      |
| 2004 | Hamburg Masters (2)      | Guillermo Coria (argentin)           | 4–6, 6–4, 6–2, 6–3            |
| 2004 | Canada Masters           | Andy Roddick (amerikai)              | 7–5, 6–3                      |
| 2005 | Indian Wells Masters (2) | Lleyton Hewitt (ausztrál)            | 6–2, 6–4, 6–4                 |
| 2005 | Miami Masters            | Rafael Nadal (spanyol)               | 2–6, 6–7(4), 7–6(5), 6–3, 6–1 |
| 2005 | Hamburg Masters (3)      | Richard Gasquet (francia)            | 6–3, 7–5, 7–6(4)              |
| 2005 | Cincinnati Masters       | Andy Roddick (amerikai)              | 6–3, 7–5                      |
| 2006 | Indian Wells Masters (3) | James Blake (amerikai)               | 7–5, 6–3, 6–0                 |
| 2006 | Miami Masters (2)        | Ivan Ljubičić (horvát)               | 7–6(5), 7–6(4), 7–6(6)        |
| 2006 | Canada Masters (2)       | Richard Gasquet (francia)            | 2–6, 6–3, 6–2                 |
| 2006 | Madrid Masters           | Fernando González Ciuffardi (chílei) | 7–5, 6–1, 6–0                 |
| 2007 | Hamburg Masters (4)      | Rafael Nadal (spanyol)               | 2–6, 6–2, 6–0                 |
| 2007 | Cincinnati Masters (2)   | James Blake (amerikai)               | 6–1, 6–4                      |
| 2009 | Madrid Masters (2)       | Rafael Nadal (spanyol)               | 6–4, 6–4                      |
| 2009 | Cincinnati Masters (3)   | Novak Đoković (szerb)                | 6–1, 7–5                      |
| 2010 | Cincinnati Masters (4)   | Mardy Fish (amerikai)                | 6–7, 7–6, 6–4                 |
| 2011 | Paris Masters            | Jo-Wilfried Tsonga (francia)         | 6–1, 7–6(3)                   |
| 2012 | Indian Wells Masters (4) | John Isner (amerikai)                | 7–6(7), 6–3                   |
| 2012 | Madrid Masters           | Tomas Berdych (cseh)                 | 3–6, 7–5, 7–5                 |
| 2012 | Cincinnati Masters (5)   | Novak Đoković (szerb)                | 6–0, 7–6(7)                   |
| 2014 | Cincinnati Masters (6)   | David Ferrer (spanyol)               | 6–3, 1–6, 6–2                 |
| 2014 | Shanghai Masters         | Gilles Simon (francia)               | 7–6(6), 7–6(2)                |
| 2015 | Cincinnati Masters (7)   | Novak Đoković (szerb)                | 7–6(1), 6–3                   |
| 2017 | Indian Wells Masters (5) | Stanislas Wawrinka (svájci)          | 6–4, 7-5                      |
| 2017 | Miami Masters (3)        | Rafael Nadal (spanyol)               | 6–3, 6–4                      |
| 2017 | Shanghai Masters (3)     | Rafael Nadal (spanyol)               | 6–4, 6–3                      |
| 2019 | Miami Masters (4)        | John Isner (amerikai)                | 6–1, 6–4                      |

Elvesztett döntők (22)
| Év   | Torna                    | Ellenfél                         | Eredmény                         |
| 2002 | Miami Masters            | Andre Agassi (amerikai)          | 3–6, 3–6, 6–3, 4–6               |
| 2003 | Rome Masters             | Félix Mantilla (spanyol)         | 5–7, 2–6, 6–7(10)                |
| 2006 | Monte Carlo Masters      | Rafael Nadal (spanyol)           | 2–6, 7–6(2), 3–6, 6–7(5)         |
| 2006 | Rome Masters (2)         | Rafael Nadal (spanyol)           | 7–6(0), 6–7(5), 4–6, 6–2, 6–7(5) |
| 2007 | Monte Carlo Masters (2)  | Rafael Nadal (spanyol)           | 4–6, 4–6                         |
| 2007 | Canada Masters           | Novak Đoković (szerb)            | 6–7(2), 6–2, 6–7(2)              |
| 2007 | Madrid Masters           | David Nalbandian (argentin)      | 6–1, 3–6, 3–6                    |
| 2008 | Monte Carlo Masters (3)  | Rafael Nadal (spanyol)           | 5–7, 5–7                         |
| 2008 | Hamburg Masters          | Rafael Nadal (spanyol)           | 5–7, 7–6, 3–6                    |
| 2010 | Madrid Masters (2)       | Rafael Nadal (spanyol)           | 4–6, 6–7(5)                      |
| 2010 | Canada Masters (2)       | Andy Murray (brit)               | 5–7, 5–7                         |
| 2010 | Shanghai Masters         | Andy Murray (brit)               | 3–6, 2–6                         |
| 2013 | Rome Masters (3)         | Rafael Nadal (spanyol)           | 1–6, 3–6                         |
| 2014 | Indian Wells Masters     | Novak Đoković (szerb)            | 6–3, 3–6, 6–7(3)                 |
| 2014 | Monte Carlo Masters (4)  | Stanislas Wawrinka (svájci)      | 6–4, 6–7(5), 2–6                 |
| 2014 | Canada Masters (3)       | Jo-Wilfried Tsonga (francia)     | 5–7, 6–7(3)                      |
| 2015 | Indian Wells Masters (2) | Novak Đoković (szerb)            | 3–6, 7–6(5), 2-6                 |
| 2015 | Rome Masters (4)         | Novak Đoković (szerb)            | 4–6, 3–6                         |
| 2017 | Canada Masters (4)       | Alexander Zverev (német)         | 3–6, 4–6                         |
| 2018 | Indian Wells Masters (3) | Juan Martin del Potro (argentin) | 4–6, 7–6(8), 6-7(2)              |
| 2018 | Cincinnati Masters       | Novak Đoković (szerb)            | 4–6, 4–6                         |
| 2019 | Indian Wells Masters (4) | Dominic Thiem (osztrák)          | 6–3, 3–6, 5-7                    |

### Rekordjai ATP Masters Series-versenyeken
- Federernek 28 Masters-címe van, ezzel jelenleg a harmadik Rafael Nadal (36) és Novak Đoković (37) után.
- 2005-ben ő lett az első játékos, aki egy évben 4 Masters-tornán győzni tudott, 2006-ban pedig megismételte ezt a teljesítményét.[439]
- Ő a harmadik teniszező (Andre Agassi és Michael Chang mellett), aki mind a négy észak-amerikai Masterst megnyerte.
- 2006-ban, a Miami Masters 3. körében (Tommy Haas elleni győzelmével) megdöntötte Pete Sampras 19 meccses veretlenségi rekordját Masters Series-versenyeken. Federer veretlensége Masters-tornákon 29 meccsen át tartott (Rafael Nadal szakította meg a 2006-os Monte Carlo Mastersen)[440]
- Ő az első teniszező, aki két egymást követő évben meg tudta nyerni az év első két Masters-tornáját (Indian Wells és Miami Masters, 2005–2006).[441]
- 2007-ben negyedszer is megnyerte a Hamburg Masterst: ez az első Masters-tornája, amit négyszer is meg tudott nyerni (döntő: Rafael Nadal ellen, 2–6, 6–2, 6–0). Ő az első teniszező, aki négyszer is diadalmaskodni tudott ezen a tornán.[442]
- A 2007-es Cincinnati Mastersen aratott győzelme pályafutása 50. tornagyőzelme volt. Csak négy teniszező jutott el fiatalabb korban az ötvenedik tornagyőzelméig: Björn Borg, Jimmy Connors, John McEnroe és Ivan Lendl. Federer 50 címének a felét Grand Slam-tornán (11) és ATP Masters Series-versenyen (14) szerezte, sőt további három győzelmét Tennis Masters Cupon aratta.[76]
- 2011-ben megnyerte a Paris Masterst, ezzel a 9 ATP Masters-tornából 7-et megnyert, beállítva ezzel Andre Agassi rekordját. Ugyancsak Agassi volt korábban az egyetlen teniszező, aki mindkét párizsi tornán (Roland Garros, Paris-Bercy) címet szerzett. A párizsi tornát Federer szettveszteség nélkül nyerte.
- A 2011-es Paris Masters-címmel Federer 47-re növelte kemény pályás tornagyőzelmeinek számát, amellyel a férfi tenisz történetében új rekordot állított. A korábbi rekordot Agassi tartotta 46 győzelemmel.
- 2012-ben megnyerte a kék salakon rendezett Madrid Masterst és mivel a következő évben ismét vörös salakon rendezték a tornát, ő az egyetlen játékos, aki ezen a különleges felületen tornagyőzelmet szerzett.
- A 2012-es Cincinnati Masterst úgy nyerte meg, hogy egyetlen egyszer sem veszítette el az adogatását, erre korábban még senki sem volt képes azelőtt. A 2015-ös Cincinnati Mastersen megismételte ezt az elképesztő teljesítményt.
- A 2012-ben ötödször nyerte meg a Cincinnatiben rendezett Masters tornát, ezzel az első játékos lett, aki legalább ötször győzni tudott itt. 2014-ben és 2015-ben további győzelmeket szerzett, így összesen 7 trófeát tudott szerezni az amerikai városban.

## További rekordjai
~> ATP hivatalos oldala:~> Federer rekordjai

### Világranglista és pontok

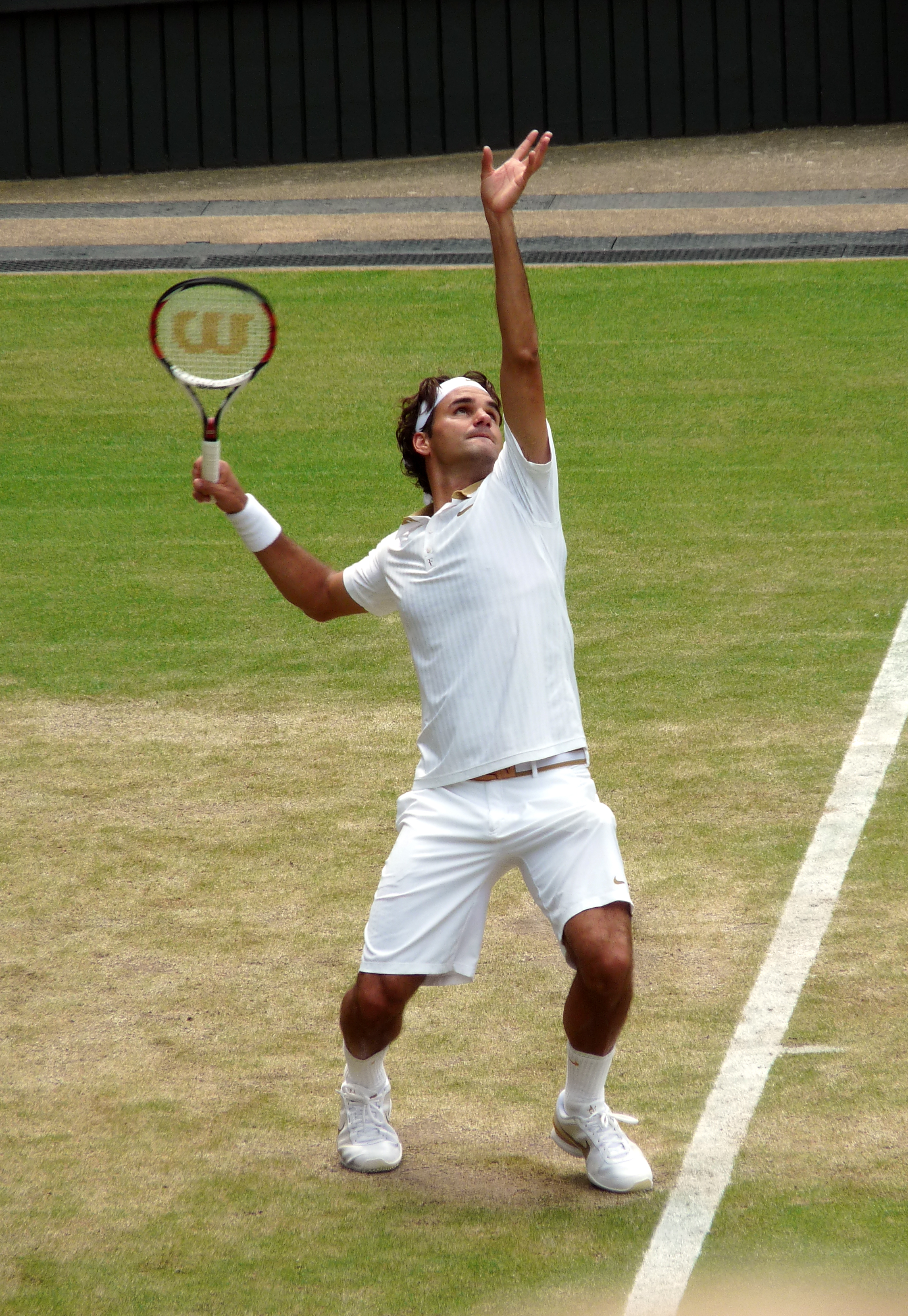
Szervamozdulata

- 1999-ben ő volt a legfiatalabb játékos (18 évvel és 4 hónappal) a világranglista legjobb 100 helyezettje között.
- Ő az ötödik férfi teniszező, aki egy naptári év minden napján vezette a világranglistát (korábban: Jimmy Connors, Ivan Lendl, Pete Sampras és Lleyton Hewitt). Federernek ez 2005-ben és 2006-ban és 2007-ben is sikerült.
- 2006-ban az ATP Race-ben abszolút rekordot állított fel 1674 ponttal. Az ez után következő két legjobb eredmény is Federer nevéhez fűződik: 2005-ben 1345, 2004-ben 1267 pontja volt év végén. Korábban Andy Roddick tartotta a csúcsot 907 (!) ponttal (2003).
- Az ATP világranglistáján 2004-ben 6335, 2005-ben 6725, 2006-ban 8370 (!) ponttal zárta az évet, az adott évben mindhárom abszolút rekord volt a tenisztörténelemben. A korábbi rekordot (5079) Pete Sampras érte el 1994-ben. (A pontozás 2000-ben csekély mértékben változott.)
- Jelenleg csúcstartó minden idők legmagasabb pontszámával a világranglistán, 8370 ponttal (2006. november 20-án érte el, ezzel a ponttal zárta az évet).
- 2004. február 2. óta folyamatosan vezeti a világranglistát, 2007. február 26-án megdöntötte Jimmy Connors korábbi, 160 hetes rekordját, majd 2007. augusztus 27-én Steffi Graf 186 hetes rekordját is: a teljes mezőnyben ő töltötte tehát eddig a leghosszabb időt megszakítás nélkül a világranglista élén.[26]
- A világranglista élén eltöltött összes hét tekintetében jelenleg ő a rekordtartó az örökranglistán (302 hét).
- 2007-ben sorozatban negyedszer fejezte be az évet a világranglista élén (2004–2007).[77]
- 2007. november 20-án sorozatban a 200. hetét kezdte meg a világelsőként.[80]
- 2004. február 2. és 2008. augusztus 17. között 237 héten keresztül folyamatosan világelső volt.

A leghosszabb ideig vezették a világranglistát megszakítás nélkül:
A férfi mezőnyben
|    | Teniszező      | Hét | Dátum                             |
| 1. | Roger Federer  | 237 | 2004. február– 2008. augusztus    |
| 2. | Jimmy Connors  | 160 | 1974. július–1977. augusztus      |
| 3. | Ivan Lendl     | 157 | 1985. szeptember–1988. szeptember |
| 4. | Novak Đoković  | 122 | 2014. július–2016. október        |
| 5. | Pete Sampras   | 102 | 1996. április–1998. március       |
| 6. | Lleyton Hewitt | 75  | 2001. november–2003. április      |

A teljes mezőnyben
|    | Teniszező           | Hét | Dátum                             |
| 1. | Roger Federer       | 237 | 2004. február–2008. augusztus     |
| 2. | Steffi Graf         | 186 | 1988. augusztus–1991. március     |
| 2. | Serena Williams     | 186 | 2013. február–2016. augusztus     |
| 4. | Jimmy Connors       | 160 | 1974. július–1977. augusztus      |
| 5. | Ivan Lendl          | 157 | 1985. szeptember–1988. szeptember |
| 6. | Martina Navratilova | 156 | 1982. június–1985. június         |

A világranglista élén összesen a legtöbb hetet töltötték:
A férfi mezőnyben
|     | Teniszező      | Összes hét |
| 1.  | Novak Đoković  | 350        |
| 2.  | Roger Federer  | 310        |
| 3.  | Pete Sampras   | 286        |
| 4.  | Ivan Lendl     | 270        |
| 5.  | Jimmy Connors  | 268        |
| 6.  | Rafael Nadal   | 209        |
| 7.  | John McEnroe   | 170        |
| 8.  | Björn Borg     | 109        |
| 9.  | Andre Agassi   | 101        |
| 10. | Lleyton Hewitt | 80         |

A teljes mezőnyben
|     | Teniszező           | Összes hét |
| 1.  | Steffi Graf         | 377        |
| 2.  | Novak Đoković       | 350        |
| 3.  | Martina Navratilova | 331        |
| 4.  | Serena Williams     | 319        |
| 5.  | Roger Federer       | 310        |
| 6.  | Pete Sampras        | 286        |
| 7.  | Ivan Lendl          | 270        |
| 8.  | Jimmy Connors       | 268        |
| 9.  | Chris Evert         | 262        |
| 10. | Rafael Nadal        | 209        |
| 10. | Martina Hingis      | 209        |

### Veretlenségi sorozatok
- 66 meccset nyert sorozatban füves pályán (abszolút rekord) – 2006-ban a wimbledoni tenisztorna első fordulójában Richard Gasquet ellen aratott győzelmével döntötte meg Björn Borg korábbi, 41 meccses rekordját.
- Már 23 egymást követő Grand Slam-tornán jutott be az elődöntőbe(abszolút rekord, a 2007-es Ausztrál Openen döntötte meg Ivan Lendl korábbi, 10 elődöntős rekordját)
- 10 egymást követő Grand Slam-tornán jutott be a döntőbe – (abszolút rekord, a 2007-es Roland Garroson megdöntötte Jack Crawford 73 éves, 1934-es rekordját.)

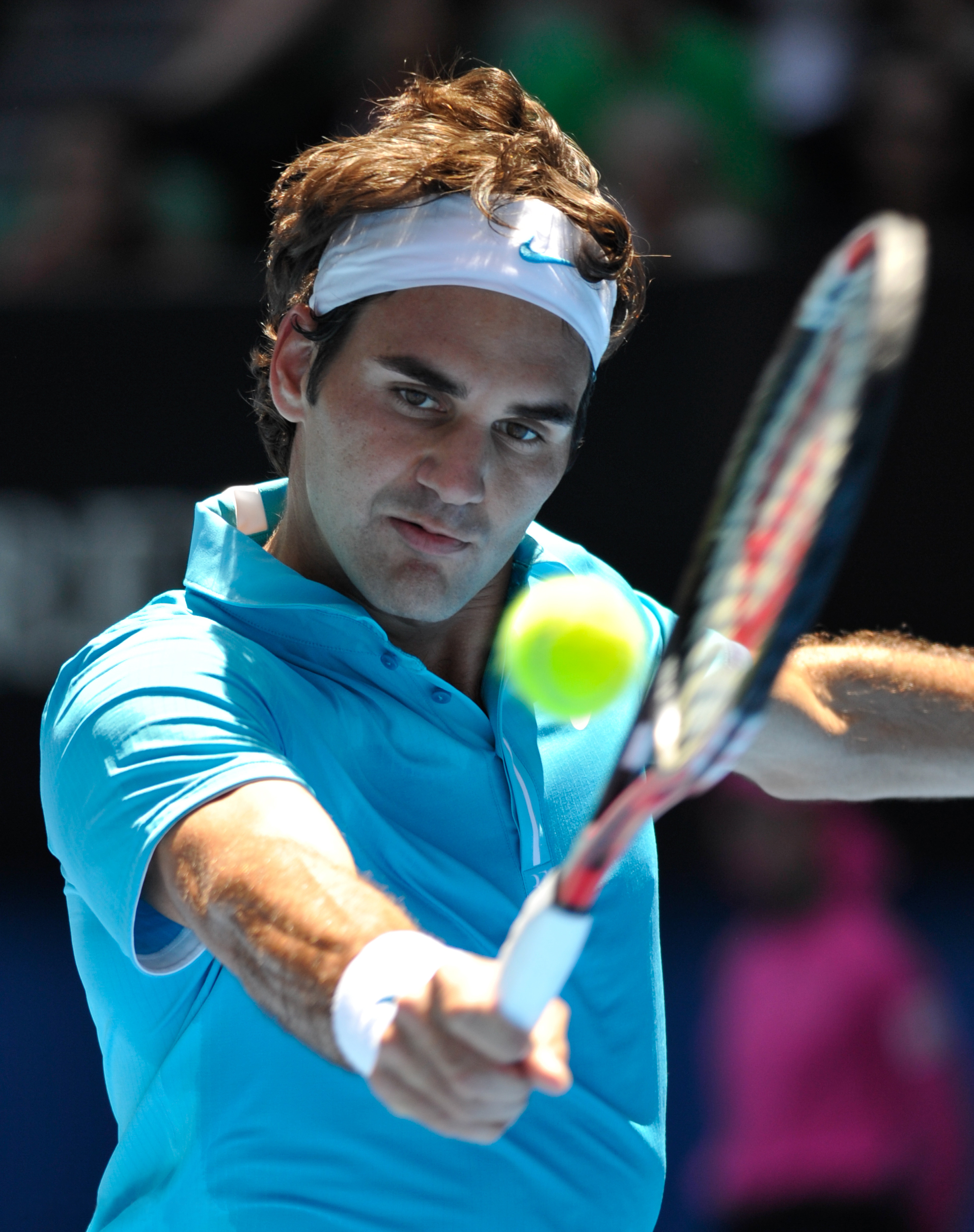

- Ötször egymás után megnyerte a wimbledoni tenisztornát (2003–2007), ez volt az első alkalom, hogy egy tornán sorozatban ötször diadalmaskodott.
- A 2007-es Ausztrál Open első körétől a Roland Garros negyeddöntőjéig 36 játszmát nyert meg sorozatban Grand Slam-tornákon, összesen tehát 11 meccset játszmavesztés nélkül – a 12. meccsen a második játszmát vesztette el Tommy Robredo ellen (7–5, 1–6, 6–1, 6–2). (Mindkettő abszolút rekord: a meccsek tekintetében osztozik John McEnroe-val, de McEnroe csak 35 játszmát nyert meg, 1984-ben.)
- Már 6-szor volt 20 meccsnél hosszabb veretlenségi sorozata. Björn Borg mellett ő volt a második olyan teniszező az open erá-ban, akinek 5 20-as sorozat sikerült. Első: 23 meccs (2004), második: 26 meccs (2004 vége, 2005 eleje), harmadik: 25 meccs (2005 eleje), negyedik: 35 (2005 vége). Az ötödik eddigi leghosszabb sorozata volt: 41 meccs (2006, US Open–2007, Indian Wells Masters, 2. kör)[443] Hatodik: 21 meccs (2009. Madrid Masters–2009. Canada Masters).
- 17 tornán érte el egymás után a döntőt a 2006-os Cincinnati Masters előtt, ahol a 2. körben kiesett. Már csak egy döntő hiányzott ahhoz, hogy beállítsa Ivan Lendl rekordját (18 döntő egymás után).
- 55 meccset nyert sorozatban Észak-Amerikában (abszolút rekord, vége: 2006, Cincinnati, 2. kör, Andy Murray).
- 56 meccset nyert sorozatban kemény pályán (abszolút rekord, vége: 2006, Dubaj, döntő, Rafael Nadal). Közvetlenül utána elkezdett egy újabb sorozatot kemény pályán, amely 36 nyert meccs után szakadt meg a 2007-es Indian Wells Masters 2. körében.
- 41 meccses veretlenségi sorozat bármilyen pályán – kezdete: 2006, US Open, utána megnyert 2 meccset Davis-kupán (Szerbia és Montenegró ellen), nyert Tokióban, Madridban, Bázelben, Sanghajban (Masters Cup), a 2007-es Ausztrál Openen és Dubajban. A sorozat a 2007-es Indian Wells Masters 2. körében szakadt meg. (Rekord: Guillermo Vilas, 46 meccs)
- 26 meccset nyert a világranglista első 10 helyén álló teniszezők ellen (abszolút rekord, 2003. október – 2005. Ausztrál Open, elődöntő, Marat Szafin)
- 24 döntőt megnyert sorozatban (open era-rekord, 2003, Bécs–2005, Masters Cup, David Nalbandian). A korábbi open era-rekordot John McEnroe és Björn Borg tartotta 12 egymás után megnyert döntővel.
- Az első alkalom, hogy Federer egy tornát sorozatban negyedszerre is megnyert, 2006. június 18-án volt, a Gerry Weber Openen (Halle, füves). Ugyanezt megismételte egy héttel később, amikor sorozatban negyedszerre nyerte meg a wimbledoni teniszbajnokságot.
- 2006 novemberétől kezdve (Tennis Masters Cup, csoportmérkőzés Andy Roddick ellen) 2007 februárjáig (Dubaj, Kristian Pless) egyetlenegy szettet sem vesztett – ez 31 sorozatban megnyert szettet jelent.
- 15 egymást követő tie-breaket nyert meg (rekord: 16, Pete Sampras) – a sorozat Novak Đoković ellen szakadt meg 2007-ben Dubajban.

### Éves rekordok
- 2004-től 2006-ig Federernek voltak a legjobb hároméves meccs- és tornagyőzelmi mutatói a világranglista bevezetése óta. Megnyerte meccseinek 94,3%-át (247:15), és a tornáinak 69,4%-át: 49 tornán indult, 34-et megnyert (ebből 8 Grand Slam-torna volt). A hároméves meccsnyerési rekordot korábban Ivan Lendl tartotta: ő 1985 és 1987 között meccsei 92,1%-át nyerte meg.
- Eddigi (2007. március 3-ig) döntőinek 78,3%-át megnyerte: 60 döntőbe jutott be, ebből 47-et megnyert. (Pete Sampras: 72,7%, John McEnroe: 71,3%, Björn Borg: 70,5%)
- 2004-ben ő lett a tizedik teniszező az open erában, aki legalább 11 egyéni címet szerzett egy évben. Ezzel ő lett az első világelső Ivan Lendl óta (1985), aki egy évben 11 versenyt nyert. Ráadásul 2004-ben ő lett az egyetlen teniszező, aki legalább 10 tornát megnyert egy évben anélkül, hogy döntőt vesztett volna.
- 2004-ben ő lett az első teniszező Björn Borg óta (1979), aki egymás után tudott 3 különböző borításon tornát nyerni. (Wimbledon: füves, Gstaad: salakos, Toronto: kemény.)
- 2005-ben a meccsei 95,3%-át megnyerte (81–4), ennél csak John McEnroe-nak volt jobb rekordja 1984-ben (82–3; 96,5%)
- 2005-re mind a négy borításon nyert legalább egy tornát egyéniben és párosban is: (egyéni: Sydney 2002 (kemény), Hamburg 2002 (salak), Milánó 2001 (szőnyeg), és Halle 2003 (fű); páros: Rotterdam 2001 (kemény), Gstaad 2001 (salak), Moszkva 2002 (szőnyeg) és Halle 2005 (fű).)
- 2006-ban ő lett az első versenyző Ivan Lendl óta, aki két egymást követő évben legalább 80 meccset megnyert (2005-ben: 81–4, 2006-ban: 92–5). (Ivan Lendl: 1980-ban: 106–26, 1981-ben: 96–14, 1982-ben: 106–9)
- Federer az első teniszező, aki 4 egymást követő év mindegyikében legalább 70 meccset megnyert: 2003-ban: 78–17, 2004-ben: 74–6, 2005-ben: 81–4, 2006-ban: 92–5.
- 2006-ban 17 tornán indult, és ebből 16-szor bejutott a döntőbe (94,1%), ezzel új rekordot állított fel. (Korábbi rekord: John McEnroe, 93,3%, 1984.)
- 2006-ban 8 343 885 dollárt nyert teniszversenyen, ezzel szintén új rekordot állított fel. (Korábbi rekord: Pete Sampras, 6 498 311 dollár, 1997.)
- 2006-ban ő lett az első teniszező Thomas Muster óta (1995), aki 12 versenyt nyert egy éven belül.
- 2006-ban ő lett az első teniszező az open erá-ban, aki három egymást követő év mindegyikében legalább 10 egyéni címet szerzett. Federer egyébként mindhárom évben (2004–2006) több címet nyert, mint tízet (2004: 11, 2005: 11, 2006: 12).
- 2007-ben a Cincinnati Mastersen megszerezte pályafutása 50. tornagyőzelmét. Csak négy teniszező jutott el fiatalabb korban az ötvenedik tornagyőzelméig: Björn Borg, Jimmy Connors, John McEnroe és Ivan Lendl. Velük ellentétben viszont Federer 50 címének a felét Grand Slam-tornán (11) és ATP Masters Series-versenyen (14) szerezte, sőt további három győzelmét Tennis Masters Cupon aratta.[76]
- A 2007-es bázeli tornán aratott győzelmével Federer sorozatban negyedszer is bebiztosította év végi világelsőségét. Ő az ötödik teniszező, aki legalább négyszer világelsőként zárja az évet (Jimmy Connors, John McEnroe, Ivan Lendl és Pete Sampras után), és a negyedik, aki legalább négy egymást követő évet fejez be a ranglista élén (Connors, McEnroe és Sampras után).[77]
- Miután 2006-ban rekordot állított fel azzal, hogy több mint nyolcmillió dollárt keresett egy évben, 2007-ben több mint 10 millió dollárt teniszezett össze.[432]
- 2008-ban karrierje során kapott összkeresete meghaladta a 43,3 millió dollárt, amivel megelőzte a férfiak között addig csúcstartó Pete Samprast.[97]

#### Pénzdíjak
| Év      | GS-győzelem | ATP-győzelem | Megnyert tornák | Pénzdíjazás (dollár) |     |
| ------- | ----------- | ------------ | --------------- | -------------------- | --- |
| 1998    | 0           | 0            | 0               | 27,955               | -   |
| 1999    | 0           | 0            | 0               | 225,139              | 97. |
| 2000    | 0           | 0            | 0               | 623,782              | 27. |
| 2001    | 0           | 1            | 1               | 865,425              | 14. |
| 2002    | 0           | 3            | 3               | 1 995 027            | 4.  |
| 2003    | 1           | 6            | 7               | 4 000 680            | 1.  |
| 2004    | 3           | 8            | 11              | 6 357 547            | 1.  |
| 2005    | 2           | 9            | 11              | 6 137 018            | 1.  |
| 2006    | 3           | 9            | 12              | 8 343 885            | 1.  |
| 2007    | 3           | 5            | 8               | 10 130 620           | 1.  |
| 2008    | 1           | 3            | 4               | 5 886 879            | 2.  |
| 2009    | 2           | 2            | 4               | 8 768 110            | 1.  |
| 2010    | 1           | 4            | 5               | 7 698 289            | 2   |
| 2011    | 0           | 4            | 4               | 6 369 576            | 3   |
| 2012    | 1           | 5            | 6               | 8 584 842            | 2   |
| 2013    | 0           | 1            | 1               | 3 203 637            | 6   |
| 2014    | 0           | 5            | 5               | 9 343 988            | 2   |
| 2015    | 0           | 6            | 6               | 8 682 892            | 2   |
| 2016    | 0           | 0            | 0               | 1 527 269            | 22  |
| 2017    | 2           | 5            | 7               | 13 054 856           | 2   |
| 2018    | 1           | 3            | 4               | 8 629 233            | 4   |
| 2019    | 0           | 4            | 4               | 8 716 975            | 3   |
| 2020    | 0           | 0            | 0               | 714 792              | 36  |
| 2021    | 0           | 0            | 0               | 647 655              | 77  |
| Karrier | 20          | 83           | 103             | 130 594 339*         | 2.  |

#### Statisztikák
|                         | 1998 | 1999  | 2000  | 2001  | 2002  | 2003  | 2004 | 2005 | 2006 | 2007 | 2008  | 2009  | 2010  | 2011  | 2012  | 2013  | 2014  | 2015  | 2016 | 2017 | 2018  | 2019  | 2020 | 2021 | Karrier* |  |
| ----------------------- | ---- | ----- | ----- | ----- | ----- | ----- | ---- | ---- | ---- | ---- | ----- | ----- | ----- | ----- | ----- | ----- | ----- | ----- | ---- | ---- | ----- | ----- | ---- | ---- | -------- |  |
| Kemény pálya            | 2–2  | 7–7   | 24–15 | 21–9  | 30–11 | 46–11 | 46–4 | 50–1 | 59–2 | 44–6 | 34–10 | 36–10 | 47–7  | 46–7  | 41–7  | 28-11 | 56-7  | 39-6  | 8-2  | 42-4 | 38-8  | 33-7  | 5-1  | 1-1  | 783-156  |  |
| Füves pálya             | 0–0  | 0–2   | 2–3   | 9–3   | 5–3   | 12–0  | 12–0 | 12–0 | 12–0 | 6–0  | 11–1  | 7–0   | 8–2   | 6–1   | 15–2  | 5–1   | 9-1   | 11-1  | 10-3 | 12-1 | 12-2  | 11-1  | 0-0  | 5-2  | 192–29   |  |
| Szőnyegborítás          | 0–0  | 6–4   | 7–4   | 10–4  | 11–4  | 5–2   | 0–0  | 4–1  | 5–0  | 2–0  | 0–0   | 0–0   | 0–0   | 0–0   | 0–0   | 0-0   | 0-0   | 0-0   | 0-0  | 0-0  | 0-0   | 0-0   | 0-0  | 0-0  | 50–19    |  |
| Salakos pálya           | 0–1  | 0–5   | 3–7   | 9–5   | 12–4  | 15–4  | 16–2 | 15–2 | 16–3 | 16–3 | 21–4  | 18–2  | 10–4  | 12–4  | 15–3  | 12-5  | 8-4   | 13-4  | 3-2  | 0-0  | 0-0   | 9-2   | 0-0  | 3-1  | 226–71   |  |
| Nyert-vesztett meccsek  | 2–3  | 13–17 | 36–30 | 49–21 | 58–22 | 78–17 | 74–6 | 81–4 | 92–5 | 68–9 | 66–15 | 61–12 | 65–13 | 64–12 | 71–12 | 45-17 | 73-12 | 63-11 | 21-7 | 54–5 | 50–10 | 53–10 | 5–1  | 9–4  | 1251–275 |  |
| Tornagyőzelem           | 0    | 0     | 0     | 1     | 3     | 7     | 11   | 11   | 12   | 8    | 4     | 4     | 5     | 4     | 6     | 1     | 5     | 6     | 0    | 7    | 4     | 4     | 0    | 0    | 103      |  |
| Világranglista-helyezés | 301  | 64    | 29    | 13    | 6     | 2     | 1    | 1    | 1    | 1    | 2     | 1     | 2     | 3     | 2     | 6     | 2     | 3     | 16   | 2    | 3     | 3     | 5    | 16   |          |  |

Világranglista-helyezések: év végén

## Federer tornagyőzelmei

### Egyéni (103)
| Összesítés                                            | Összesítés |
| ----------------------------------------------------- | ---------- |
| Grand Slam-torna                                      | (20)       |
| ATP World Tour Masters 1000 / ATP Masters Series      | (28)       |
| ATP World Tour 500 Series / International Series Gold | (24)       |
| ATP World Tour 250 Series / International Series      | (25)       |
| ATP World Tour Finals / Tennis Masters Cup            | (6)        |

| No. | Dátum                | Verseny                                                       | Pálya          | Ellenfél                         | Eredmény                        |
| --- | -------------------- | ------------------------------------------------------------- | -------------- | -------------------------------- | ------------------------------- |
| 1   | 2001. február 4.     | Milánó, Olaszország                                           | Kemény         | Julien Boutter (francia)         | 6–4, 6–7(7), 6–4                |
| 2   | 2002. január 13.     | Sydney, Ausztrália                                            | Kemény         | Juan Ignacio Chela (argentin)    | 6–3, 6–3                        |
| 3   | 2002. május 19.      | Hamburg Masters, Németország                                  | Salakos        | Marat Szafin (orosz)             | 6–1, 6–3, 6–4                   |
| 4   | 2002. október 13.    | Bécs, Ausztria                                                | Kemény         | Jiří Novák (cseh)                | 6–4, 6–1, 3–6, 6–4              |
| 5   | 2003. február 16.    | Marseille, Franciaország                                      | Kemény         | Jonas Björkman (svéd)            | 6–2, 7–6(6)                     |
| 6   | 2003. március 2.     | Dubaj, Egyesült Arab Emírségek                                | Kemény         | Jiří Novák (cseh)                | 6–1, 7–6(2)                     |
| 7   | 2003. május 4.       | München, Németország                                          | Salakos        | Jarkko Nieminen (finn)           | 6–1, 6–4                        |
| 8   | 2003. június 15.     | Halle, Németország                                            | Füves          | Nicolas Kiefer (német)           | 6–1, 6–3                        |
| 9   | 2003. július 6.      | Wimbledon, Grand Slam-torna, London, Egyesült Királyság       | Füves          | Mark Philippoussis (ausztrál)    | 7–6(5), 6–2, 7–6(3)             |
| 10  | 2003. október 12.    | Bécs, Ausztria                                                | Kemény         | Carlos Moyà (spanyol)            | 6–3, 6–3, 6–3                   |
| 11  | 2003. november 16.   | Houston Masters Cup, Egyesült Államok                         | Kemény         | Andre Agassi (amerikai)          | 6–3, 6–0, 6–4                   |
| 12  | 2004. február 1.     | Ausztrál Open, Grand Slam-torna, Melbourne, Ausztrália        | Kemény         | Marat Szafin (orosz)             | 7–6(3), 6–4, 6–2                |
| 13  | 2004. március 7.     | Dubaj, Egyesült Arab Emírségek                                | Kemény         | Feliciano López (spanyol)        | 4–6, 6–1, 6–2                   |
| 14  | 2004. március 21.    | Indian Wells Masters, Egyesült Államok                        | Kemény         | Tim Henman (angol)               | 6–3, 6–3                        |
| 15  | 2004. május 16.      | Hamburg Masters, Németország                                  | Salakos        | Guillermo Coria (argentin)       | 4–6, 6–4, 6–2, 6–3              |
| 16  | 2004. június 13.     | Halle, Németország                                            | Füves          | Mardy Fish (amerikai)            | 6–0, 6–3                        |
| 17  | 2004. július 5.      | Wimbledon, Grand Slam-torna, London, Egyesült Királyság       | Füves          | Andy Roddick (amerikai)          | 4–6, 7–5, 7–6(3), 6–4           |
| 18  | 2004. július 11.     | Gstaad, Svájc                                                 | Salakos        | Igor Andrejev (orosz)            | 6–2, 6–3, 5–7, 6–3              |
| 19  | 2004. augusztus 1.   | Canada Masters, Toronto                                       | Kemény         | Andy Roddick (amerikai)          | 7–5, 6–3                        |
| 20  | 2004. szeptember 12. | US Open, Grand Slam-torna, New York, Egyesült Államok         | Kemény         | Lleyton Hewitt (ausztrál)        | 6–0, 7–6(3), 6–0                |
| 21  | 2004. október 3.     | Bangkok, Thaiföld                                             | Kemény         | Andy Roddick (amerikai)          | 6–4, 6–0                        |
| 22  | 2004. november 21.   | Houston Masters Cup, Egyesült Államok                         | Kemény         | Lleyton Hewitt(ausztrál)         | 6–3, 6–2                        |
| 23  | 2005. január 9.      | Doha, Katar                                                   | Kemény         | Ivan Ljubičić (horvát)           | 6–3, 6–2                        |
| 24  | 2005. február 20.    | Rotterdam, Hollandia                                          | Kemény         | Ivan Ljubičić (horvát)           | 5–7, 7–5, 7–6(5)                |
| 25  | 2005. február 27.    | Dubaj, Egyesült Arab Emírségek                                | Kemény         | Ivan Ljubičić (horvát)           | 6–1, 6–7(6), 6–3                |
| 26  | 2005. március 20.    | Indian Wells Masters, Egyesült államok                        | Kemény         | Lleyton Hewitt (ausztrál)        | 6–2, 6–4, 6–4                   |
| 27  | 2005. április 3.     | Miami Masters, Egyesült Államok                               | Kemény         | Rafael Nadal (spanyol)           | 2–6, 6–7(4), 7–6(5), 6–3, 6–1   |
| 28  | 2005. május 15.      | Hamburg Masters, Németország                                  | Salakos        | Richard Gasquet (francia)        | 6–3, 7–5, 7–6(4)                |
| 29  | 2005. június 13.     | Halle, Németország                                            | Füves          | Marat Szafin (orosz)             | 6–4, 6–7(6), 6–4                |
| 30  | 2005. július 3.      | Wimbledon, Grand Slam-torna, London, Egyesült Királyság       | Füves          | Andy Roddick (amerikai)          | 6–2, 7–6(2), 6–4                |
| 31  | 2005. augusztus 21.  | Cincinnati Masters, Egyesült Államok                          | Kemény         | Andy Roddick (amerikai)          | 6–3, 7–5                        |
| 32  | 2005. szeptember 11. | US Open, Grand Slam-torna, New York, Egyesült Államok         | Kemény         | Andre Agassi (amerikai)          | 6–3, 2–6, 7–6(1), 6–1           |
| 33  | 2005. október 2.     | Bangkok, Thaiföld                                             | Kemény         | Andy Murray (brit)               | 6–3, 7–5                        |
| 34  | 2006. január 8.      | Doha, Katar                                                   | Kemény         | Gaël Monfils (francia)           | 6–3, 7–6(5)                     |
| 35  | 2006. január 29.     | Ausztrál Open, Grand Slam-torna, Melbourne, Ausztrália        | Kemény         | Márkosz Pagdatísz (ciprusi)      | 5–7, 7–5, 6–0, 6–2              |
| 36  | 2006. március 19.    | Indian Wells Masters, Egyesült Államok                        | Kemény         | James Blake (amerikai)           | 7–5, 6–3, 6–0                   |
| 37  | 2006. április 2.     | Miami Masters, Egyesült Államok                               | Kemény         | Ivan Ljubičić (horvát)           | 7–6(5), 7–6(4), 7–6(6)          |
| 38  | 2006. június 18.     | Halle, Németország                                            | Füves          | Tomáš Berdych (cseh)             | 6–0, 6–7(4), 6–2                |
| 39  | 2006. július 9.      | Wimbledon, Grand Slam-torna, London, Egyesült Királyság       | Füves          | Rafael Nadal (spanyol)           | 6–0, 7–6(5), 6–7(2), 6–3        |
| 40  | 2006. augusztus 13.  | Canada Masters, Toronto                                       | Kemény         | Richard Gasquet (francia)        | 2–6 6–3 6–2                     |
| 41  | 2006. szeptember 10. | US Open, Grand Slam-torna, New York, Egyesült Államok         | Kemény         | Andy Roddick (amerikai)          | 6–2, 4–6, 7–5, 6–1              |
| 42  | 2006. október 8.     | Tokió, Japán                                                  | Kemény         | Tim Henman (angol)               | 6–3, 6–3                        |
| 43  | 2006. október 22.    | Madrid Masters, Spanyolország                                 | Kemény         | Fernando González (chílei)       | 7–5, 6–1, 6–0                   |
| 44  | 2006. október 29.    | Bázel, Svájc                                                  | Fedett, kemény | Fernando González (chílei)       | 6–3, 6–2, 7–6(3)                |
| 45  | 2006. november 19.   | Sanghaj Masters Cup, Kína                                     | Fedett, kemény | James Blake (amerikai)           | 6–0, 6–3, 6–4                   |
| 46  | 2007. január 28.     | Ausztrál Open, Grand Slam-torna, Melbourne, Ausztrália        | Kemény         | Fernando González (chílei)       | 7–6(2), 6–4, 6–4                |
| 47  | 2007. március 3.     | Dubaj, Egyesült Arab Emírségek                                | Kemény         | Mihail Juzsnij (orosz)           | 6–4, 6–3                        |
| 48  | 2007. május 20.      | Hamburg Masters, Németország                                  | Salakos        | Rafael Nadal (spanyol)           | 2–6, 6–2, 6–0                   |
| 49  | 2007. július 8.      | Wimbledon, Grand Slam-torna, London, Egyesült Királyság       | Füves          | Rafael Nadal (spanyol)           | 7–6(7), 4–6, 7–6(3), 2–6, 6–2   |
| 50  | 2007. augusztus 19.  | Cincinnati Masters, Egyesült Államok                          | Kemény         | James Blake (amerikai)           | 6–1, 6–4                        |
| 51  | 2007. szeptember 9.  | US Open, Grand Slam-torna, New York, Egyesült Államok         | Kemény         | Novak Đoković (szerb)            | 7–6(4), 7–6(2), 6–4             |
| 52  | 2007. október 28.    | Bázel, Svájc                                                  | Fedett, kemény | Jarkko Nieminen (finn)           | 6–3, 6–4                        |
| 53  | 2007. november 18.   | Sanghaj Masters Cup, Kína                                     | Fedett, kemény | David Ferrer (spanyol)           | 6–2, 6–3, 6–2                   |
| 54  | 2008. április 20.    | Estoril, Portugália                                           | Salakos        | Nyikolaj Davigyenko (orosz)      | 7–6, 1–2 az ellenfél feladta    |
| 55  | 2008. június 15.     | Halle, Németország                                            | Füves          | Philipp Kohlschreiber (német)    | 6–3, 6–4                        |
| 56  | 2008. szeptember 8.  | US Open, Grand Slam-torna, New York, Egyesült Államok         | Kemény         | Andy Murray (brit)               | 6–2, 7–5, 6–2                   |
| 57  | 2008. október 26.    | Bázel, Svájc                                                  | Fedett, kemény | David Nalbandian (argentin)      | 6–3, 6–4                        |
| 58  | 2009. május 17.      | Madrid Masters, Spanyolország                                 | Salakos        | Rafael Nadal (spanyol)           | 6–4, 6–4                        |
| 59  | 2009. június 7.      | Roland Garros, Grand Slam-torna, Párizs, Franciaország        | Salakos        | Robin Söderling (svéd)           | 6–1, 7–6(1), 6–4                |
| 60  | 2009. július 5.      | Wimbledon, Grand Slam-torna, London, Egyesült Királyság       | Füves          | Andy Roddick (amerikai)          | 5–7, 7–6(6), 7–6(5), 3–6, 16–14 |
| 61  | 2009. augusztus 23.  | Cincinnati Masters, Egyesült Államok                          | Kemény         | Novak Đoković (szerb)            | 6–1, 7–5                        |
| 62  | 2010. január 31.     | Ausztrál Open, Grand Slam-torna, Melbourne, Ausztrália        | Kemény         | Andy Murray (brit)               | 6–3, 6–4, 7–6                   |
| 63  | 2010. augusztus 16.  | Cincinnati Masters, Egyesült Államok                          | Kemény         | Mardy Fish (amerikai)            | 6–7(5), 7–6(1), 6–4             |
| 64  | 2010. október 24     | Stockholm, Svédország                                         | Fedett, kemény | Florian Mayer (német)            | 6–4, 6–3                        |
| 65  | 2010. november 7.    | Bázel, Svájc                                                  | Fedett, kemény | Novak Đoković (szerb)            | 6–4, 3–6, 6–1                   |
| 66  | 2010. november 28.   | London, World Tour Finals, Egyesült Királyság                 | Fedett, kemény | Rafael Nadal (spanyol)           | 6–3, 3–6, 6–1                   |
| 67  | 2011. január 8.      | Doha, Katar                                                   | Kemény         | Nyikolaj Davigyenko (orosz)      | 6–3, 6–4                        |
| 68  | 2011. november 7.    | Bázel, Svájc                                                  | Fedett, kemény | Nisikori Kei (japán)             | 6–1, 6–3                        |
| 69  | 2011. november 13.   | Paris Masters, Franciaország                                  | Fedett, kemény | Jo-Wilfried Tsonga (francia)     | 6–1, 7–6(3)                     |
| 70  | 2011. november 27.   | London, World Tour Finals, Egyesült Királyság                 | Fedett, kemény | Jo-Wilfried Tsonga (francia)     | 6–3, 6–7(6), 6–4                |
| 71  | 2012. február 19.    | ABN AMRO World Tennis Tournament, Hollandia                   | Fedett, kemény | Juan Martín del Potro (argentin) | 6–1, 6–4                        |
| 72  | 2012. március 4.     | Dubai Duty Free Tennis Championships, Egyesült Arab Emírségek | Kemény         | Andy Murray (brit)               | 7–5, 6–4                        |
| 73  | 2012. március 18.    | Indian Wells Masters, Egyesült Államok                        | Kemény         | John Isner (amerikai)            | 7–6(7), 6–3                     |
| 74  | 2012. május 13.      | Madrid Masters, Spanyolország                                 | Salakos        | Tomáš Berdych (cseh)             | 3–6, 7–5, 7–5                   |
| 75  | 2012. július 8.      | Wimbledon, Grand Slam-torna, London, Egyesült Királyság       | Füves          | Andy Murray (brit)               | 4–6, 7–5, 6–3, 6–4              |
| 76  | 2012. augusztus 19.  | Cincinnati Masters, Egyesült Államok                          | Kemény         | Novak Đoković (szerb)            | 6–0, 7–6(7)                     |
| 77  | 2013. június 16.     | Halle, Németország                                            | Füves          | Mihail Juzsnij (orosz)           | 6–7(5), 6–3, 6–4                |
| 78  | 2014. március 1.     | Dubai Duty Free Tennis Championships, Egyesült Arab Emírségek | Kemény         | Tomáš Berdych (cseh)             | 3–6, 6–4, 6–3                   |
| 79  | 2014. június 15.     | Halle, Németország                                            | Füves          | Alejandro Falla (kolumbiai)      | 7–6(2), 7–6(3)                  |
| 80  | 2014. augusztus 17.  | Cincinnati Masters, Egyesült Államok                          | Kemény         | David Ferrer (szerb)             | 6–3, 1–6, 6–2                   |
| 81  | 2014. október 5.     | Shanghai Masters, Kína                                        | Kemény         | Gilles Simon (francia)           | 7-6(6), 7-6(2)                  |
| 82  | 2014. október 26.    | Bázel, Svájc                                                  | Fedett, kemény | David Goffin (belga)             | 6–2, 6–2                        |
| 83  | 2015. január 11.     | Brisbane, Ausztrália                                          | Fedett, kemény | Miloš Raonić (kanadai)           | 6–4, 6–7(2), 6–4                |
| 84  | 2015. február 28.    | Dubai Duty Free Tennis Championships, Egyesült Arab Emírségek | Kemény         | Novak Đoković (szerb)            | 6–3, 7–5                        |
| 85  | 2015. május 3.       | TEB BNP Paribas Istanbul Open, Törökország                    | Fedett, kemény | Pablo Cuevas (uruguay-i)         | 6–3, 7–6(11)                    |
| 86  | 2015. június 21.     | Halle, Németország                                            | Füves          | Andreas Seppi (olasz)            | 7–6(1), 6–4                     |
| 87  | 2015. augusztus 23.  | Cincinnati Masters, Egyesült Államok                          | Kemény         | Novak Đoković (szerb)            | 7–6(1), 6–3                     |
| 88  | 2015. november 1.    | Bázel, Svájc                                                  | Fedett, kemény | Rafael Nadal (spanyol)           | 6–3, 5–7, 6–3                   |
| 89  | 2017. január 29.     | Ausztrál Open, Grand Slam-torna, Melbourne, Ausztrália        | Kemény         | Rafael Nadal (spanyol)           | 6–4, 3–6, 6–1, 3–6, 6–3         |
| 90  | 2017. március 19.    | Indian Wells Masters, Egyesült Államok                        | Kemény         | Rafael Nadal (spanyol)           | 6–4, 7–5                        |
| 91  | 2017. április 2.     | Miami Masters, Egyesült Államok                               | Kemény         | Stanislas Wawrinka (svájci)      | 6–3, 6–4                        |
| 92  | 2017. június 25.     | Halle, Németország                                            | Füves          | Alexander Zverev (német)         | 6–1, 6–3                        |
| 93  | 2017. július 16.     | Wimbledon, Grand Slam-torna, London, Egyesült Királyság       | Füves          | Marin Čilić (brit)               | 6–3, 6–1, 6–4                   |
| 94  | 2017. október 15.    | Shanghai Masters, Kína                                        | Kemény         | Rafael Nadal (spanyol)           | 6–4, 6–3                        |
| 95  | 2017. október 29.    | Bázel, Svájc                                                  | Fedett, kemény | Juan Martín del Potro (argentin) | 6–7(5), 6–4, 6–3                |
| 96  | 2018. január 28.     | Australian Open, Grand Slam-torna, Melbourne, Ausztrália      | Kemény         | Marin Čilić (orosz)              | 6–2, 6–7(5), 6–3, 3–6, 6–1      |
| 97  | 2018. február 18.    | ABN AMRO World Tennis Tournament, Hollandia                   | Fedett, kemény | Grigor Dimitrov (bolgár)         | 6–2, 6–2                        |
| 98  | 2018. június 17.     | MercedesCup, Németország                                      | Füves          | Miloš Raonić (kanadai)           | 6–4, 7–6(3)                     |
| 99  | 2018. október 28.    | Bázel, Svájc                                                  | Fedett, kemény | Marius Copil (román)             | 7–6(5), 6–4                     |
| 100 | 2019. március 02.    | Dubai Duty Free Tennis Championships, Egyesült Arab Emírségek | Kemény         | Sztéfanosz Cicipász (görög)      | 6–4, 6–4                        |
| 101 | 2019. március 31.    | Miami Masters, Egyesült Államok                               | Kemény         | John Isner (amerikai)            | 6–1, 6–4                        |
| 102 | 2019. június 23.     | Halle, Németország                                            | Füves          | David Goffin (belga)             | 7-6(2), 6–1                     |
| 103 | 2019. október 27.    | Bázel, Svájc                                                  | Fedett, kemény | Alex de Minaur (ausztrál)        | 6–2, 6–2                        |

### Páros (8)
| Összesítés                                            | Összesítés |
| ----------------------------------------------------- | ---------- |
| Grand Slam-torna                                      | (0)        |
| ATP World Tour Masters 1000 / ATP Masters Series      | (1)        |
| ATP World Tour 500 Series / International Series Gold | (3)        |
| ATP World Tour 250 Series / International Series      | (3)        |
| ATP World Tour Finals / Tennis Masters Cup            | (0)        |
| Olimpiai aranyérem                                    | (1)        |

| No. | Dátum               | Verseny                  | Partner                     | Ellenfél                                            | Eredmény           |
| --- | ------------------- | ------------------------ | --------------------------- | --------------------------------------------------- | ------------------ |
| 1   | 2001. február 19.   | Rotterdam, Hollandia     | Jonas Björkman (svéd)       | Petr Pala (cseh) / Pavel Vizner (cseh)              | 6–3, 6–0           |
| 2   | 2001. augusztus 9.  | Gstaad, Svájc            | Marat Szafin (orosz)        | Michael Hill (ausztrál) / Jeff Tarango (amerikai)   | 1–0, ret.          |
| 3   | 2002. február 18.   | Rotterdam, Hollandia     | Makszim Mirni (fehérorosz)  | Mark Knowles (bahamai) / Daniel Nestor (kanadai)    | 4–6, 6–3, 6–4      |
| 4   | 2002. augusztus 30. | Moszkva, Oroszország     | Makszim Mirni (fehérorosz)  | Joshua Eagle (ausztrál) / Sandon Stolle (ausztrál)  | 6–4, 7–6           |
| 5   | 2003. március 17.   | Miami, USA               | Makszim Mirni (fehérorosz)  | Lijendar Pedzs (indiai) / David Rikl (cseh)         | 7–5, 6–3           |
| 6   | 2003. október 6.    | Bécs, Ausztria           | Yves Allegro (svájci)       | Mahes Bhúpati (indiai) / Makszim Mirni (fehérorosz) | 7–6, 7–5           |
| 7   | 2005. június 6.     | Halle, Németország       | Yves Allegro (svájci)       | Joachim Johansson (svéd) / Marat Szafin (orosz)     | 7–5, 6–7, 6–3      |
| 8   | 2008. augusztus 16. | Olimpiai játékok, Peking | Stanislas Wawrinka (svájci) | Simon Aspelin / Thomas Johansson (Svédek)           | 6–3, 6–4, 6–7, 6–3 |

## Olimpia
Döntő: 2 (1 aranyérem, 1 ezüst érem)

### Egyéni döntő: 1 (0–1)
| Helyezés | Év   | Rendező város | Borítás | Ellenfél    | Eredmény      |
| -------- | ---- | ------------- | ------- | ----------- | ------------- |
| Döntős   | 2012 | London        | fű      | Andy Murray | 2–6, 1–6, 4–6 |

### Páros döntő: 1 (1–0)
| Helyezés | Év   | Rendező város | Borítás | Partner  | Ellenfél          | Eredmény                |
| -------- | ---- | ------------- | ------- | -------- | ----------------- | ----------------------- |
| Győztes  | 2008 | Peking        | kemény  | Wawrinka | Aspelin Johansson | 6–3, 6–4, 6–7(4–7), 6–3 |